# بیشاپور
بیشاپور (به پارسی میانه: vēhšābuhr یا bēšābūr, به پارسی میانهٔ سنگ‌نبشته‌ای: 𐭡𐭩𐭱𐭧𐭯𐭥𐭧𐭥𐭩 byšḥpwḥry یا 𐭡𐭩𐭱𐭧𐭯𐭥𐭧𐭫𐭩 byšḥpwḥly، به زبان پارتی: 𐭅𐭉𐭇𐭔𐭇𐭐𐭅𐭇𐭓 wyhšhypwhr، به سغدی: ܘܝݎܫܦܘܪ wyxšpwr, به سریانی: ܒܝܫܗܒܘܪ، به عربی: بیشابور) شهری باستانی در ایران و از پایتخت‌های شاهنشاهی ساسانی بوده که در بخش مرکزی کازرون واقع شده است.
این شهر که جزو آثار تاریخی ایران در فهرست میراث جهانیست، مجموعه‌ای از آثار و بناهای شاخص را در خود جای داده و ۲۰۰ هکتار مساحت دارد.
بیشاپور در سال ۲۶۶ میلادی به شکرانه پیروزی شاهنشاهی ساسانی بر امپراتوری روم، به دستور شاپور یکم احداث شد و تا پیش از حمله اعراب به ایران از مهم‌ترین شهرهای قلمرو پادشاهی ساسانی به‌شمار می‌رفت.
با این حال پس از دوران اسلامی، شهر بیشاپور رو به افول نهاد و بیشتر مردم آن به علت ویرانی شهر به کازرون کوچ کردند.
بیشاپور از معدود شهرهای تاریخی ایران است که به سبک شهرسازی یونانی احداث شده است.
این شهر در دورهٔ ساسانی با شهرهای زیبا و ثروتمند روم شرقی همچون انطاکیه و بیزانتیوم رقابت داشته است.
در نوشته‌های مورخین، بیشاپور شهری حاصل‌خیز و سرسبز با برج و باروهای بلند و چهار دروازه به‌نام‌های هرمز، مهر، بهرام و شهر و دو آتشکده به‌نام‌های ساسان و گنبد گلوشن توصیف شده است.
این شهر با حدود دو کیلومتر طول و یک کیلومتر عرض در زمینی مستطیلی‌شکل با دو خیابان شمالی-جنوبی و شرقی-غربی احداث شده که در مرکز شهر یکدیگر را قطع می‌کرده‌اند و در زوایای قائم خیابان‌ها و کوچه‌های منشعب آن، کاخ‌های سلطنتی با تزئینات و گچ‌بری‌های فاخر، ایوان‌های مزیّن به موزائیک، معابد و تالارهای وسیع پذیرایی، بناهای فاخر با سرستون‌های بزرگ و حجاری‌شده و تأسیسات دیگر قرار گرفته بوده است.

## وجه تسمیه
واژه بیشاپور از دو جزء بَی و شاپور تشکیل شده که جزء اول در زبان پهلوی به معنای بزرگ، خداوندگار و شاه است و جزء دوم نام بنیان‌گذار شهر، شاپور یکم ساسانی است و می‌توان بیشاپور را شاپور بزرگ یا خداوندگار شاپور معنا کرد. در برخی منابع بیشاپور به سرای شاپور نیز معنی شده است.
برخی منابع تاریخی نیز بیشاپور را تغییر شکل‌یافته واژه بنای شاپور دانسته‌اند. با این حال نظر برخی این است که با توجه به الگوبرداری سازندگان بیشاپور از شهر انطاکیه و فرمان شاپور ساسانی مبنی بر احداث شهری بهتر از انطاکیه، نام آن از به‌از‌انطاکیه‌شاپور یا به‌از‌اندیو‌شاپور به بیشاپور تبدیل گشته است.
نام بیشاپور به شکل بیش (اختصاری) و وشاپور نیز بر روی سکه‌های ساسانی ضرب شده است.
این نام در دورهٔ ساسانی به خط پهلوی و در دوران اسلامی به خط کوفی بر روی سکه‌ها ضرب می‌شد.
با این حال نام رایج این شهر همواره بیشاپور بوده است.

## موقعیت جغرافیایی

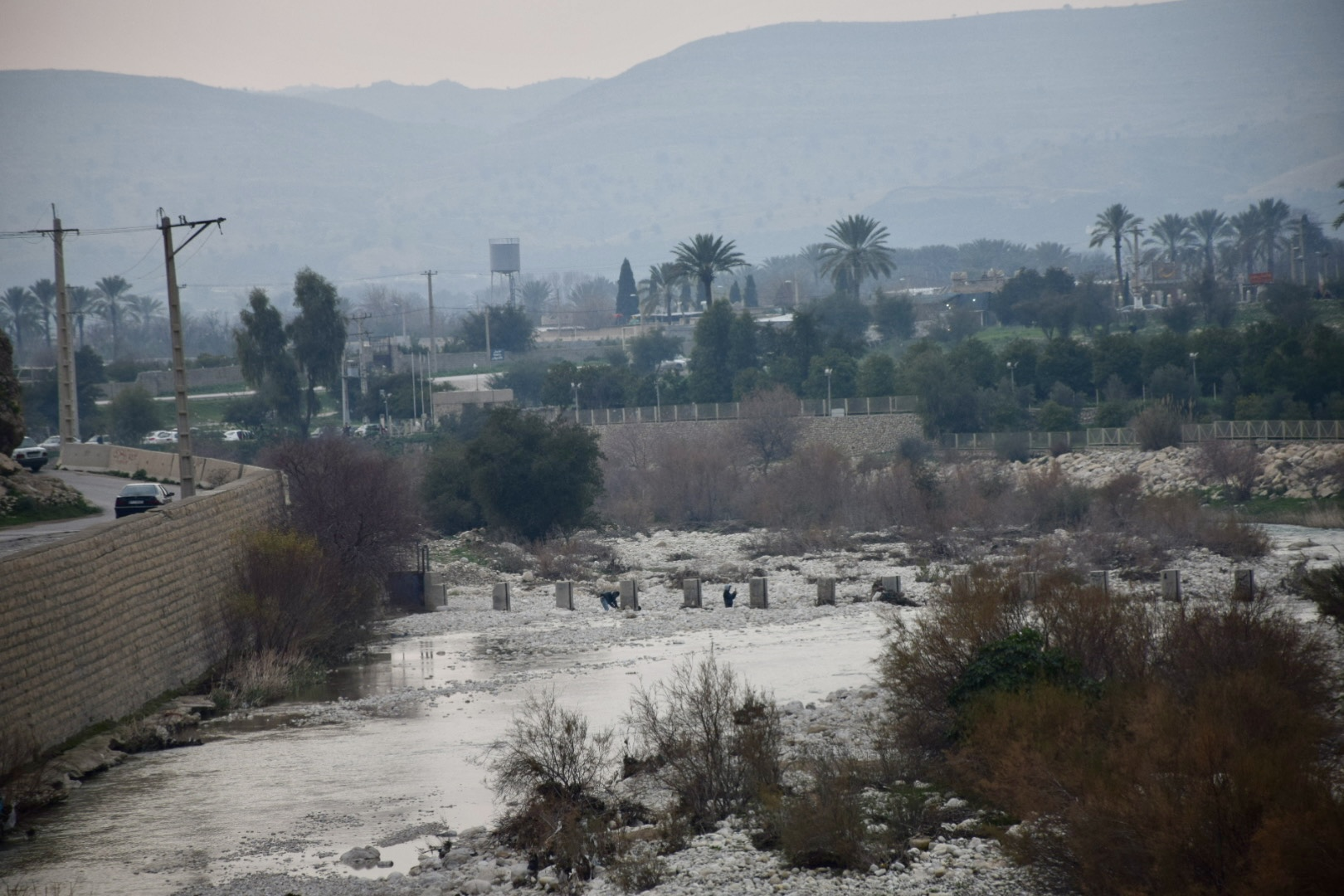
رودخانه شاپور

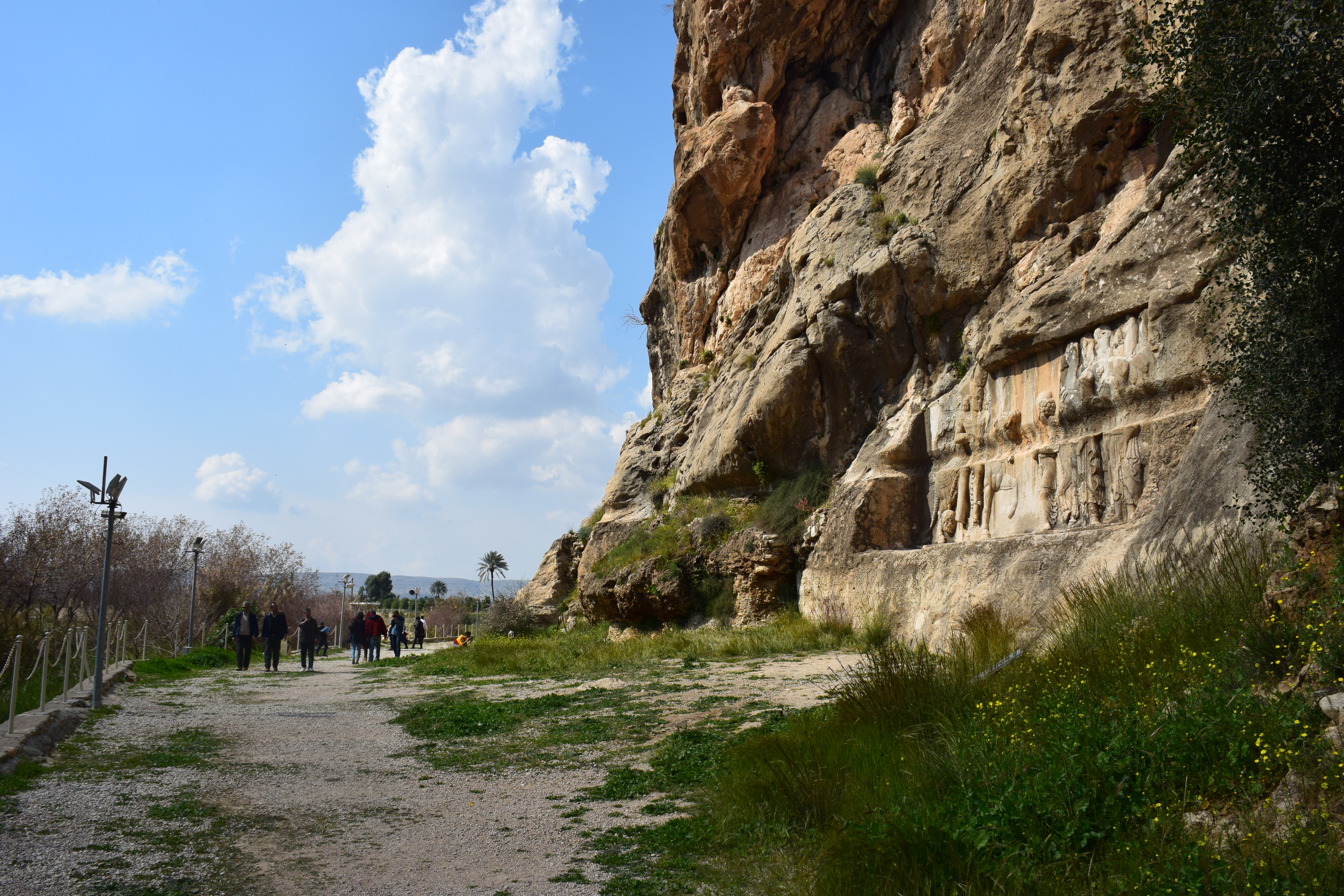
تنگ چوگان

شهر باستانی بیشاپور در کنار دره چوگان و رودخانه شاپور در ۱۵ کیلومتری غرب کازرون و در جنوب غربی ایران واقع شده است.

## ثبت ملی و جهانی

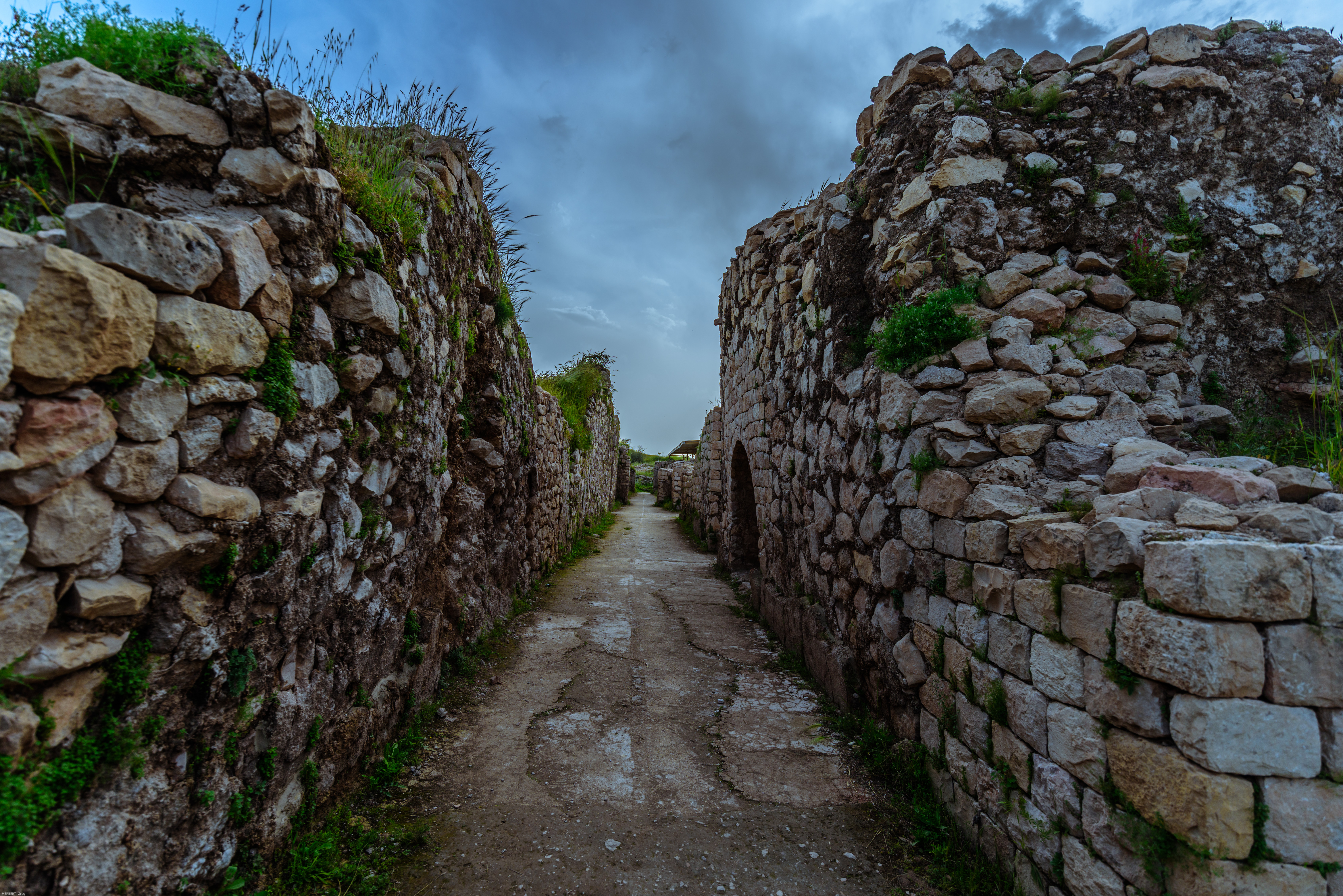
گذرگاه‌های بیشاپور

شهر باستانی بیشاپور در ۲۴ شهریور ۱۳۱۰ با شماره ۲۴ به‌عنوان یکی از نخستین آثار ملی ایران به ثبت رسید. این شهر همچنین در چهل و دومین اجلاس میراث جهانی که در ۳۰ ژوئن ۲۰۱۸ در بحرین برگزار شد، رسماً در فهرست میراث جهانی ثبت شد.

## پیشینه و تاریخ

### پیش از اسلام
بنا به کتب تاریخی، پیش از احداث شهر بیشاپور در همین محل، شهری باستانی به‌نام دین‌دلّا وجود داشته که همزمان با کازرون توسط طهمورث پیشدادی بنیان‌گذاری شده بوده و در زمان شاهنشاهی هخامنشی رو به آبادی نهاده، اما طی حمله اسکندر مقدونی به ایران، ویران گشت.
در سال ۲۶۶ میلادی و پس از پیروزی ارتش ساسانی بر رومیان و اسارت والرین، امپراتور روم طی نبرد ادسا، شاپور یکم، پادشاه ایران دستور احداث شهر بیشاپور را بر روی ویرانه‌های دین‌دلّا صادر کرد. شاپور نام خود را بر این شهر نهاد و معماری به نام اپسای حرانی را برای احداث این شهر انتخاب کرد.
بیشاپور به‌روش شهرسازی یونانی (هیپوداموسی) و توسط اسیران رومی احداث شد. بیشتر بناهای آن نیز توسط مهندسین و معماران رومی ساخته شد.
بیشاپور یکی از پایتخت‌های شاهنشاهی ساسانی و مرکز کوره و ایالت شاپورخوره به‌شمار می‌رفت.
این شهر زادگاه هرمز یکم و بهرام یکم، دو پادشاه ساسانی بوده است.
والرین، امپراتور به اسارت‌گرفته‌شدهٔ روم به‌دستور شاپور ساسانی در کاخی که برای او در شهر بیشاپور احداث کرده‌بود، زندگی می‌کرد. او همچنین بنا به برخی روایت‌ها در همین شهر درگذشت.
شاپور اول، پادشاه ساسانی نیز در سال ۲۷۰ میلادی در شهر بیشاپور درگذشت.
بیشاپور تا زمان حمله اعراب به ایران، شهری آباد با جمعیتی بین ۵۰ تا ۸۰ هزار نفر بود.

### دوران اسلامی

#### فتح توسط اعراب
در جریان حمله اعراب به ایران در سال ۱۷ هجری، عمر بن خطاب یکی از فرماندهانش به‌نام مجاشع بن مسعود را مأمور فتح شاپورخوره کرد. با وجود مقاومت‌های بسیار زیاد مردم شاپورخوره، اعراب بیشاپور را فتح کردند.
پس از آن دوران شورش‌های متعدد مردم بیشاپور علیه اعراب آغاز شد.

#### اعلام استقلال
‎در سال ۲۳ هجری و پس از به خلافت رسیدن عثمان، مردم شاپورخوره به فرماندهی برادر شهرگ، از نجیب‌زادگان ساسانی، استقلال خود را از خلافت راشدین اعلام کردند. اما درنهایت عثمان بن ابی‌العاص، پس از نبرد بزرگ بیشاپور و محاصرهٔ این شهر، با صلح و دریافت مال‌المسالمه و جزیه، بیشاپور، نوبندجان و جره را مجدداً فتح کرد.

#### شورش‌های بعدی

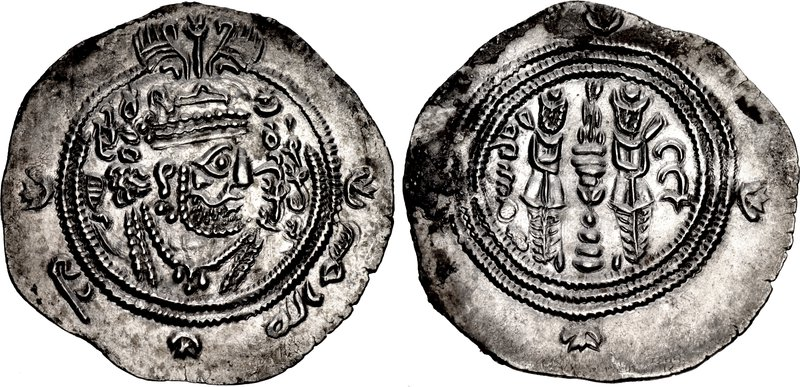
سکه‌ای با تصویر عبدالرحمن بن محمد بن أشعث که اهالی بیشاپور به فرماندهی او شهر کوفه را تصرف کردند

اهالی شاپور مجدداً در سال ۲۶ هجری پیمان خود را شکستند و عثمان با ابوموسی اشعری شهر را دوباره با جنگ فتح کرد. مقاومت مردم شاپورخوره در برابر اعراب به‌حدی بود که عبیدا، سردار عرب به‌سختی مجروح شد و در هنگام مرگ از سپاهیان عرب درخواست کرد تا به خونخواهی قتل او، مردم این منطقه را قتل عام کنند که همین اتفاق نیز افتاد. در سال ۶۸ هجری مردم شاپورخوره یک بار دیگر علیه اعراب شورش کردند و این بار توسط عمر بن عبیدالله بن معمر سرکوب شدند. در سال ۸۳ هجری و در زمان حکومت حجاج بن یوسف، مردم آواره در شاپورخوره که منتظر انتقام بودند، به عبدالرحمن بن محمد بن أشعث در شورش علیه حجاج بن یوسف شتافتند و با شکست لشکر حجاج، شهر کوفه را تصرف نمودند. هرچند نهایتاً با رسیدن نیروی کمکی، شورشیان شکست خورده و شاپورخوره مجدداً تحت کنترل امویان قرار گرفت.

#### مهاجرت شهروندان بیشاپور به کازرون
بیشاپور در سدهٔ دوم و سوم هجری به‌تدریج رونق خود را از دست داد و با مهاجرت ساکنانش به کازرون و اطراف آن، رونق خود را به این شهر منتقل کرد.

#### دوران آل بویه
‎در سال ۳۲۱ هجری، عمادالدوله دیلمی، بنیان‌گذار شاهنشاهی آل بویه، برادر خود رکن‌الدوله دیلمی را برای تصرف کازرون و شاپور به این منطقه فرستاد. رکن‌الدوله با شکست دادن یاقوت، والی کازرون، این منطقه را تصرف کرد.
حاکمان آل بویه، به‌ویژه عضدالدوله دیلمی کوشیدند تا همزمان با رونق کازرون، شهر باستانی بیشاپور را نیز احیا کنند و توانستند رونق را پس از چند سده تا حدودی به این شهر بازگردانند. سکه‌های ضرب بیشاپور در این دوره نیز این مطلب را تأیید می‌کند.
ابن حوقل در مورد رونق بیشاپور در نیمه اول سده چهارم هجری این دوره می‌گوید:
شهری به اندازه اصطخر، ولی از آن آبادتر و پرجمعیت‌تر بوده و مردمانش توانگرتر بوده‌اند.

#### نابودی در زمان سلجوقیان

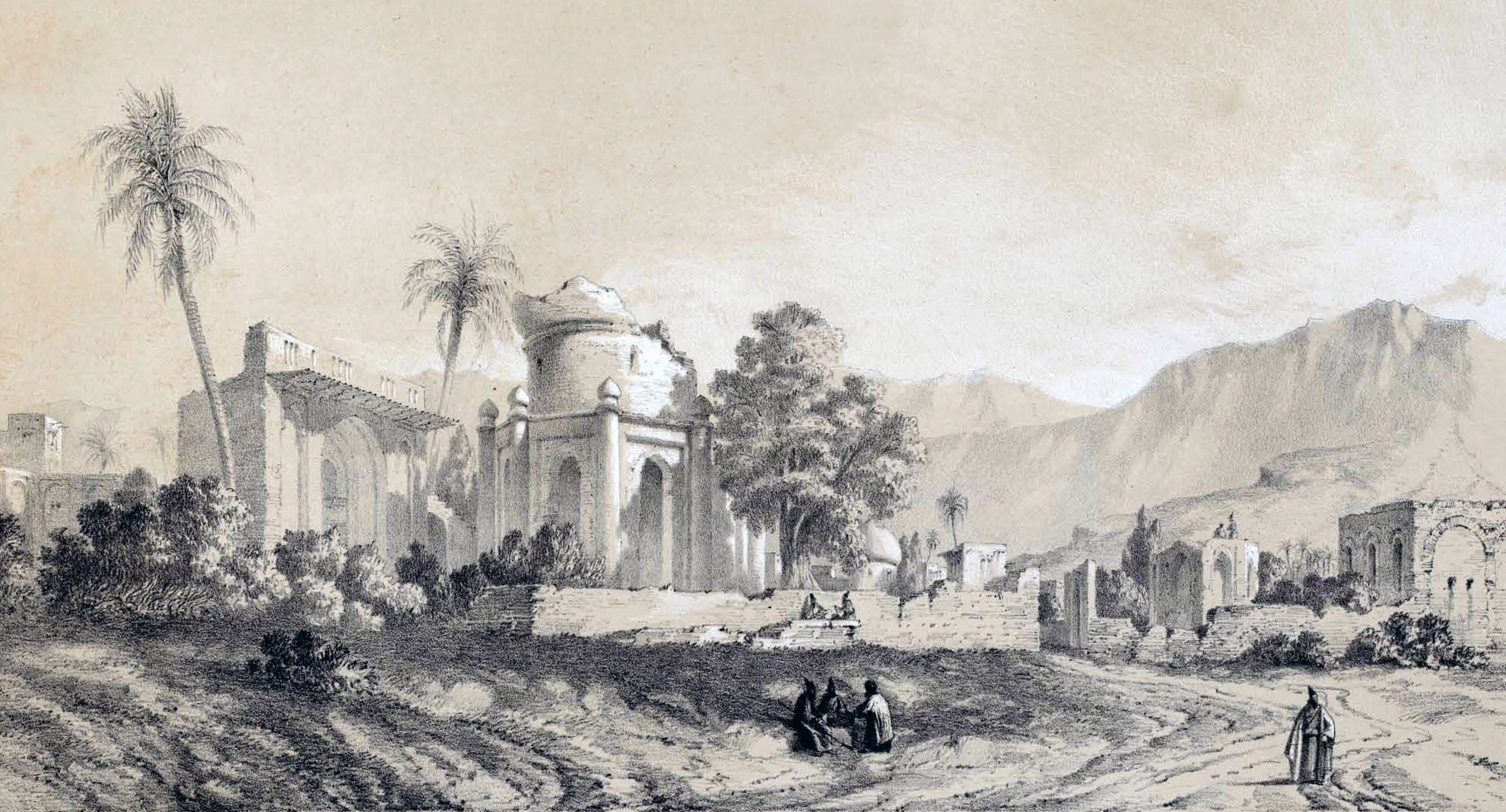
نقاشی تاریخی از بیشاپور، مربوط به سال ۱۸۴۰ میلادی اثر اوژن فلاندن

بیشاپور در نیمه دوم سده چهارم هجری رو به خرابی رفت. در زمان امپراتوری سلجوقی، اداره نواحی پارس به ملوک ایل شبانکاره  سپرده شد. افراد این ایل دائما دست به کشتار و غارت در این منطقه می‌زدند تا اینکه نهایتاً ابوسعید شبانکاره در سال ۴۹۵ هجری، شهر بیشاپور را به آتش کشید و با خاک یکسان کرد و پس از آن نیز زلزله‌ای مهیب تیر آخر را به پیکره این شهر وارد کرد.

## پیشینهٔ کاوش‌های علمی
بین سال‌های ۱۳۱۴ تا ۱۳۱۹ خورشیدی، برای نخستین بار ژرژ سال و رومن گیرشمن، نمایندگان اعزامی از موزهٔ لوور پاریس، اقدام به کاوش‌های باستان‌شناسی در بیشاپور کردند که نتیجه این کاوش‌ها کتابی به زبان فرانسوی در مورد این شهر بود. اما با شروع جنگ جهانی دوم کاوشگران بلافاصله ایران را ترک کردند.
بسیاری از آثار کشف‌شده در بیشاپور به موزه لوور منتقل شده و تعدادی نیز در موزه ایران باستان نگهداری می‌شوند.
۲۸ سال بعد مرکز باستان‌شناسی وزارت فرهنگ و هنر تصمیم به حفاری، تعمیر و مرمت بناهای کشف‌شده گرفت. یک هیئت باستان‌شناسی ایرانی به ریاست علی‌اکبر سرافراز کار خود را در بیشاپور آغاز کرده و موفق شد علاوه بر آزاد کردن برج و باروی شهر، بناهای مهمی همچون معبد آناهیتا، تالار تشریفات، ایوان موزائیک، کاخ والرین، جایگاه نیاز و مناسک و بناهای اسلامی را کشف کند.
پس از وقفه‌ای طولانی، سومین مرحله کاوش در این شهر در سال ۱۳۷۴ انجام شد.
با این وجود تاکنون تنها ۳ درصد از شهر بیشاپور کشف شده و ۹۷ درصد آن همچنان زیر خاک مدفون است.

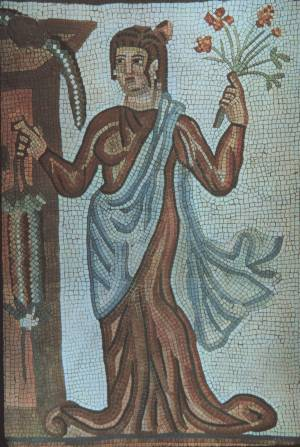
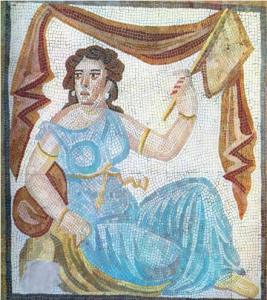
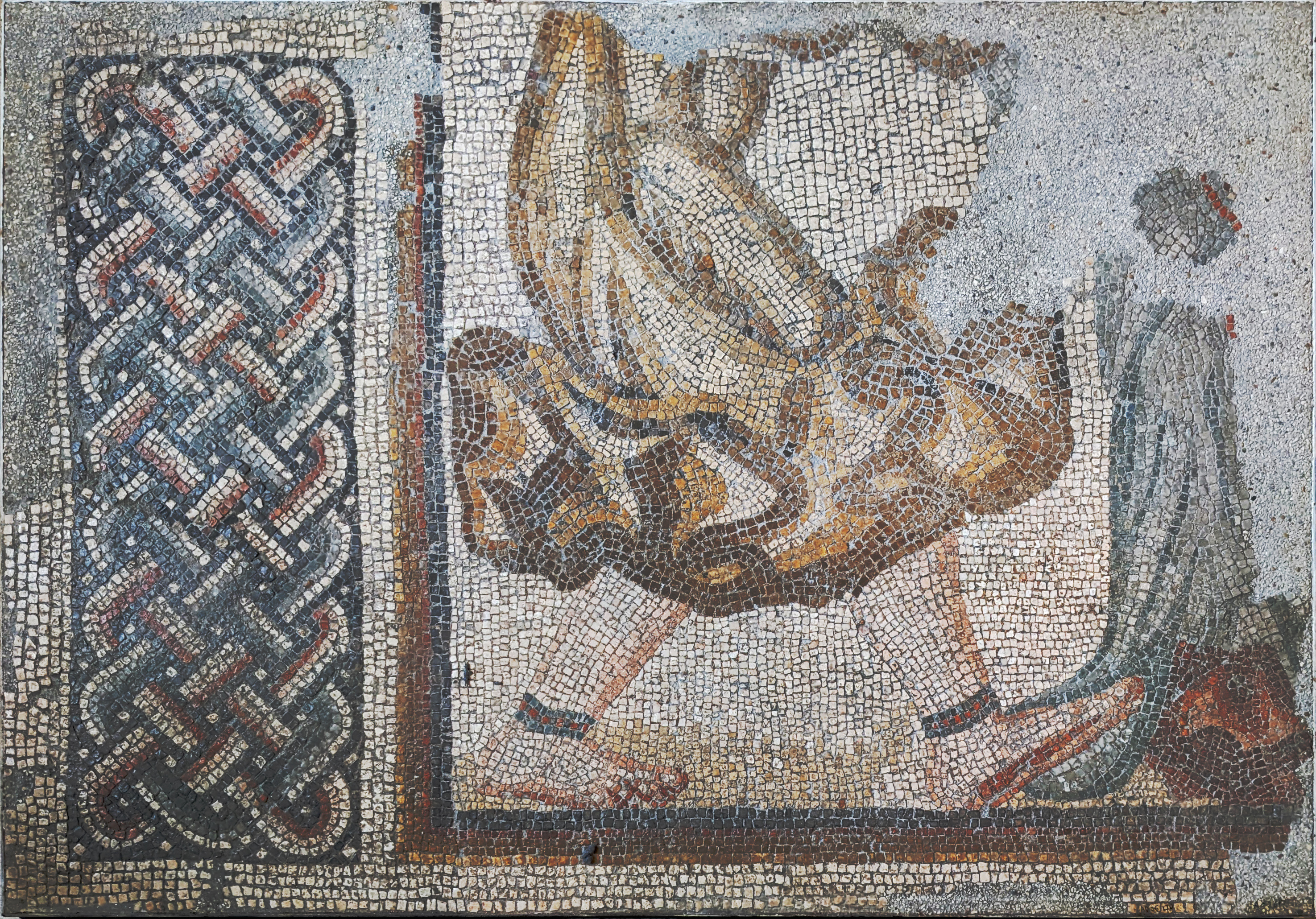
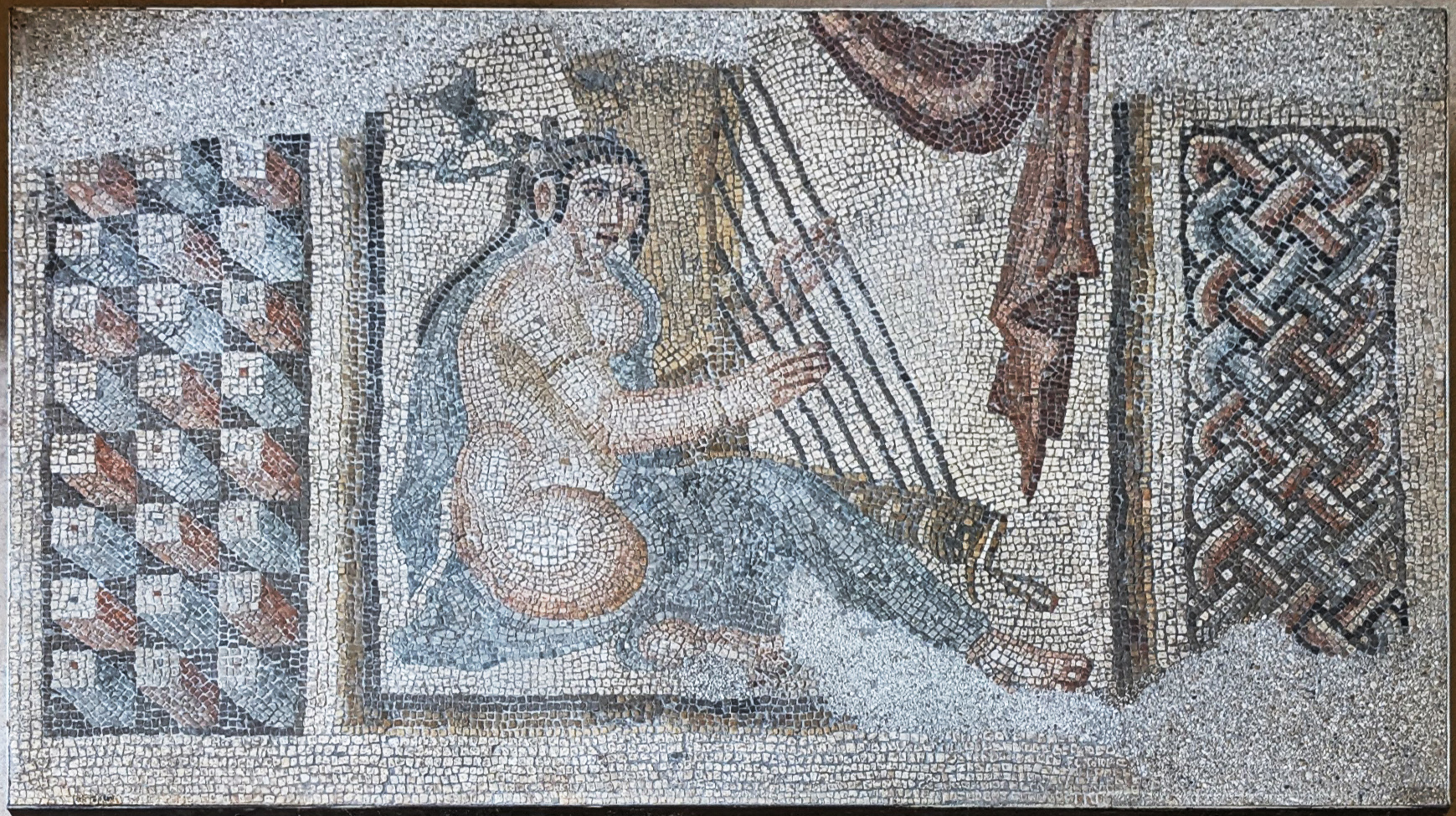

### فصل جدید کاوش‌ها
در اسفندماه ۱۴۰۳ مسئولین میراث فرهنگی از شروع فصل جدید کاوش‌ها در بیشاپور با تمرکز بر کاخ والرین خبر دادند.

## شهرسازی

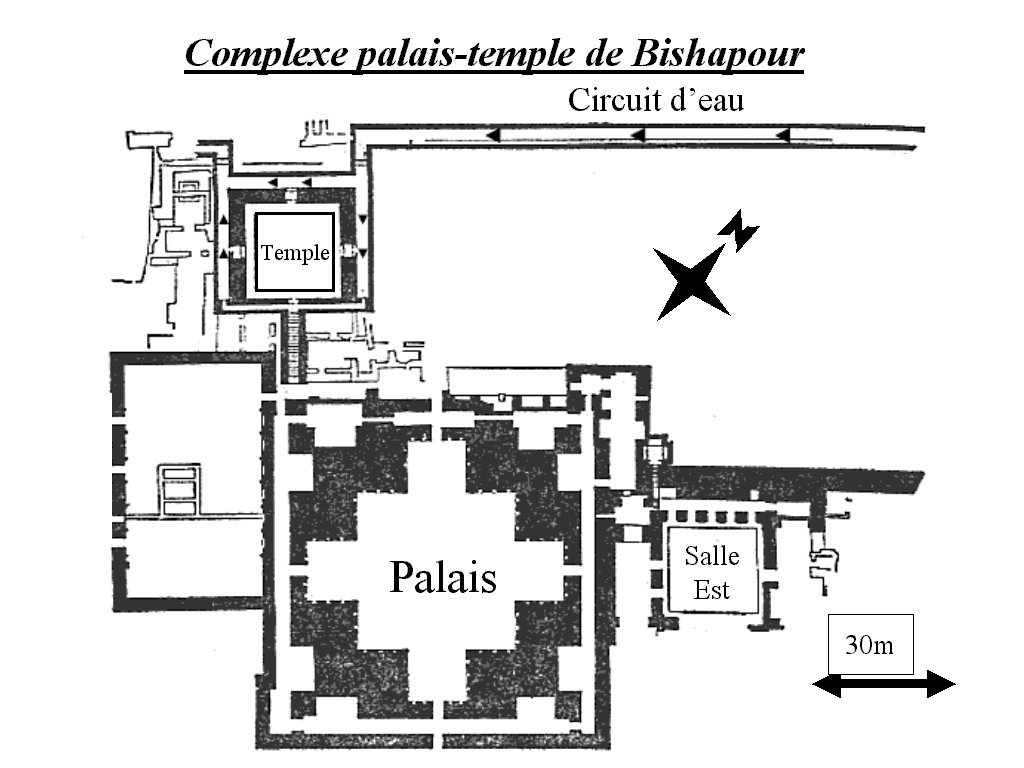
پلان ارگ سلطنتی بیشاپور

شهر بیشاپور به روش شهرسازی یونانی (هیپوداموس) در زمینی مستطیلی به گونه‌ای طراحی شد که چهار دروازه و دو خیابان آن، یکدیگر را قطع می‌کردند. یکی از خیابان‌ها در جهت شمال به جنوب و دیگری در جهت شرق به غرب است و هر کدام در انتها به یکی از دروازه‌های شهر منتهی می‌شده‌اند. دروازه غربی، ورودی اصلی شهر بوده‌است.

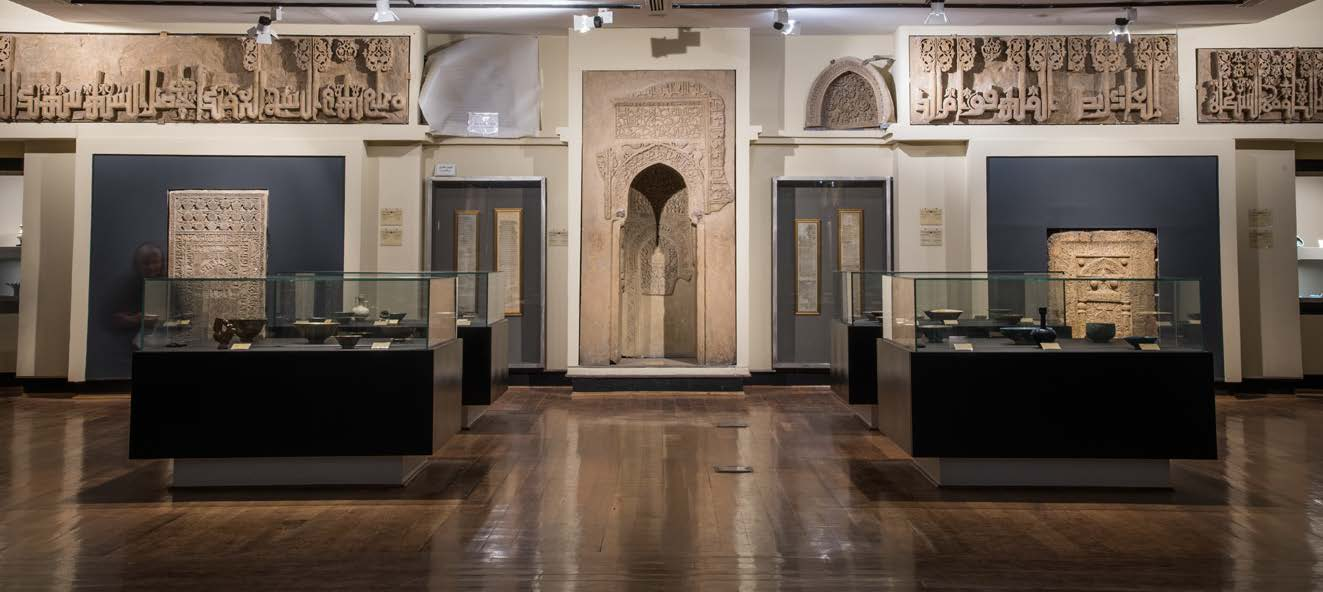
بخشی از موزه دوران اسلامی در تهران که با الهام از یکی از بنا‌های بیشاپور ساخته شده است

این شهر از دو بخش ارگ سلطنتی و عامه‌نشین تشکیل می‌شده است. در مجموعه ارگ سلطنتی آثار شاخصی همچون معبد آناهیتا، تالار تشریفات، کاخ شاپور، کاخ والرین و ایوان موزائیک قرار دارد. بخش عامه‌نشین نیز شامل خانه‌های مسکونی، گرمابه، کاروانسرا و بازار بوده است.
بیشاپور توسط کوه، رودخانه، دیواره‌های قلعه و خندق محافظت می‌شده‌است.

## آثار و بناهای شاخص

### معبد آناهیتا

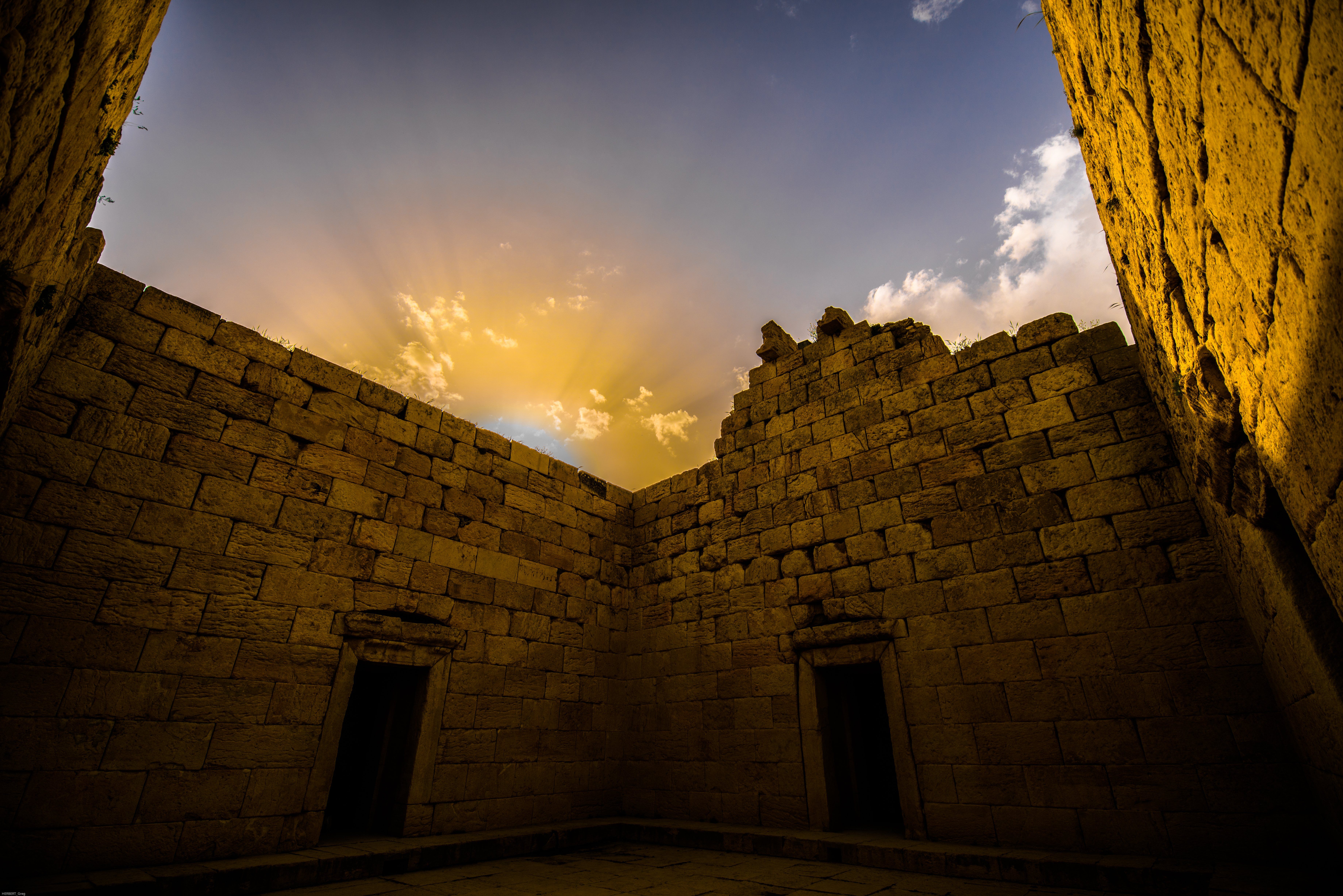

معبد یا پرستشگاه آناهیتا به صورت مکعبی‌است که هر یک از اضلاع آن حدود ۱۴ متر طول دارد و از سنگ‌های حفاری‌شده به ابعاد مختلف و بدون ملاط، به صورت دوجداره و با الهام از معماری هخامنشیان به وسیله بست‌های آهنی به یکدیگر قفل و بند شده‌ و به صورت یکپارچه درآمده است. این معبد شباهت بسیاری به معبد شهر هترا در میان‌رودان دارد.
چهار دهلیز در سطوح جانبی معبد به بلندی ۳۵۷ سانتی‌متر و پهنای ۱۶۰ سانتی‌متر در چهار جانب معبد قرار گرفته و بالای هر بدنه معبد، چهار مجسمه گاو به صورت دوپشته قرار داشته که هم‌اکنون نیز در بدنهٔ شمالی، دو مجسمه گاو به خوبی پیداست که علاوه بر جنبه تزئینی، سمبل و نشانه معبد نیز بوده است.
معبد آناهیتا فاقد سقف و هرگونه گنبد بوده است. برای احداث این معبد بزرگ، محوطه‌ای با ابعاد ۲۷ در ۲۳ در ۷ متر خاک‌برداری شده و چنان پیش‌بینی شده که در عمق ۶ متری از سطح زمین‌های اطراف خود ساخته شود تا آب رودخانه شاپور که در فاصله ۲۵۰ متری آن جاری‌ست، به درون آن سرازیر شود. برای این منظور سنگ آب‌پخش‌کن را با سه مجرا در انتهای دالان شرقی و غربی و در مکان مظهر آب، طوری نصب کرده‌اند که مجرای سمت چپ، آب را از جوی باریکی به عمق ۶ سانتی‌متر در طول دالان شرقی جاری می‌سازد، در حالی که انشعابی از مرکز دالان شرقی وارد صحن مرکزی معبد شده است.
بقیهٔ آب پس از عبور از کانال حاشیه این دالان وارد محوطه آبگیری شده و مازاد آب، در انتهای دالان با نصب سنگ آب‌پخش‌کن دیگری که در این محل نصب شده، وارد دالان غربی معبد شده و در آن‌جا به دو رشتهٔ دیگر تقسیم و به همان شکلی که در دالان شمال شرقی جریان داشت، سراسر دالان غربی را نیز پر می‌کرده است.
این شرایط بر مجرای ورودی سمت راست نیز حکمفرماست و کار مجرای وسطی، تنظیم آب یعنی کاهش و افزایش جریان آب به دو مجرای دیگر بوده‌است.
مکان بازی با آب و نیایش آن بیش از هر چیزی مورد توجه بوده و توجه به نیایش الههٔ آب را در آن زمان مشخص می‌کند.
تقسیم و کنترل جریان آب نیز از دیگر موارد مورد توجه بوده و می‌توان آن را با معبد آناهیتا در شهر تاریخی اصطخر مقایسه کرد.
معبد آناهیتا سمبل پرستشگاه آب، یعنی تنها عنصر از عناصر چهارگانه که به آناهیتا، الهه آب منصوب است، می‌باشد و نماد حیوانی این ایزدبانوی آریایی که به شکل گاو می‌باشد، دور تا دور معبد را تزئین کرده است.
آناهیتا ایزد دودمان ساسانی محسوب می‌شده و در آغاز شاهنشاهی ساسانی، اردشیر بابکان و شاپور یکم سرپرستی معبد آناهیتا را بر عهده داشته‌اند و در تمام طول تاریخ، این الهه در میان قوم پارس مورد احترام و ستایش بوده است.

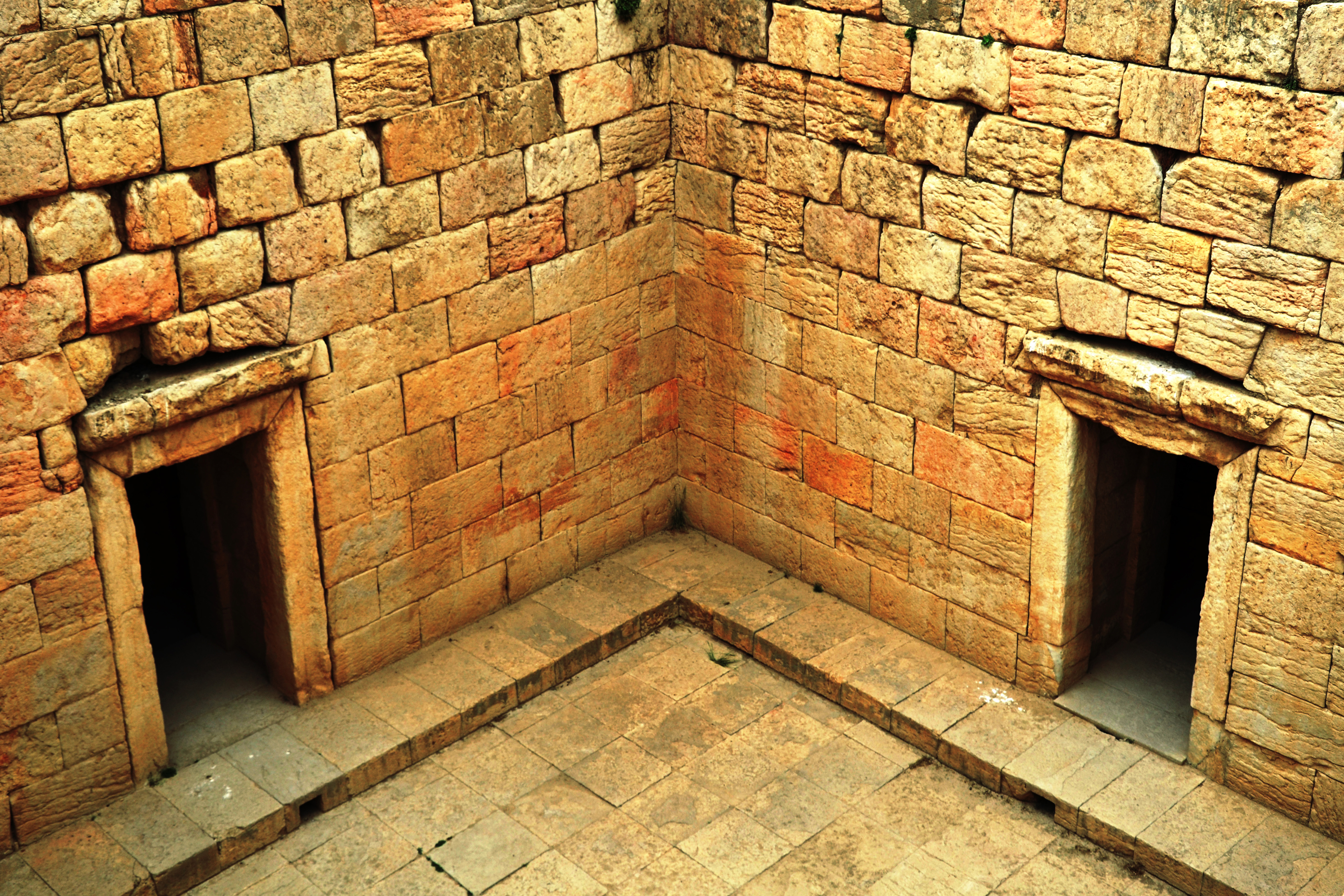
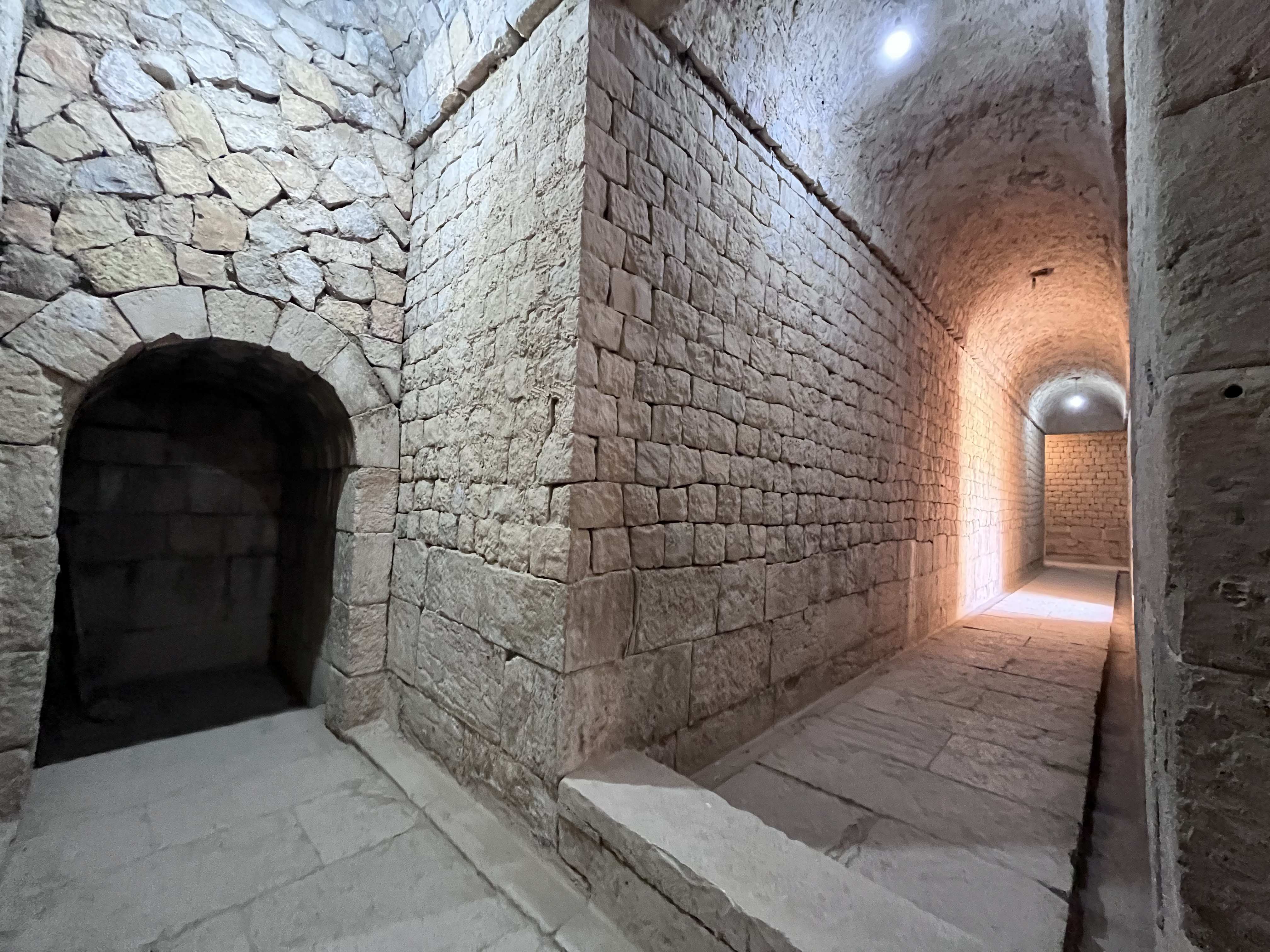
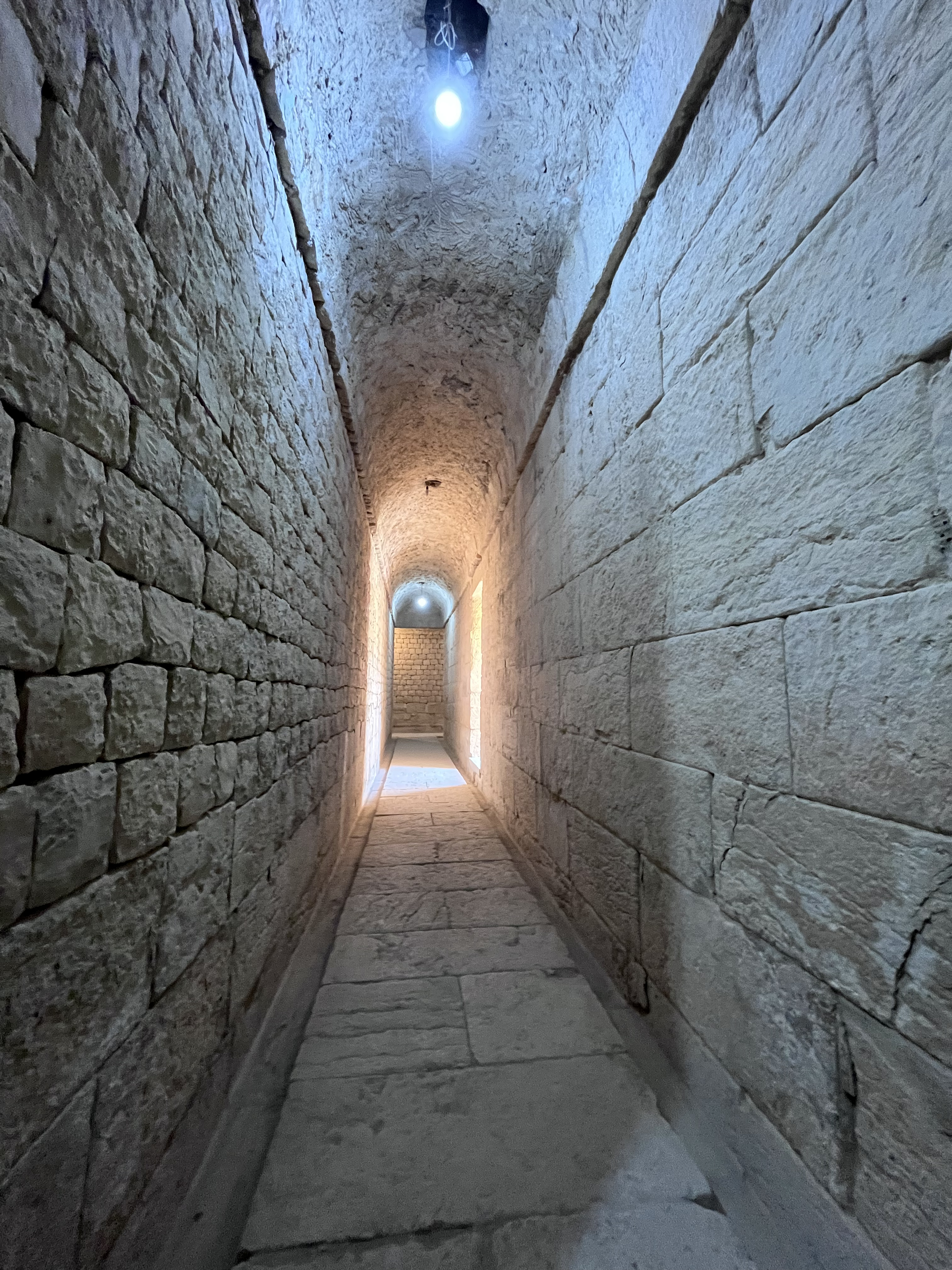
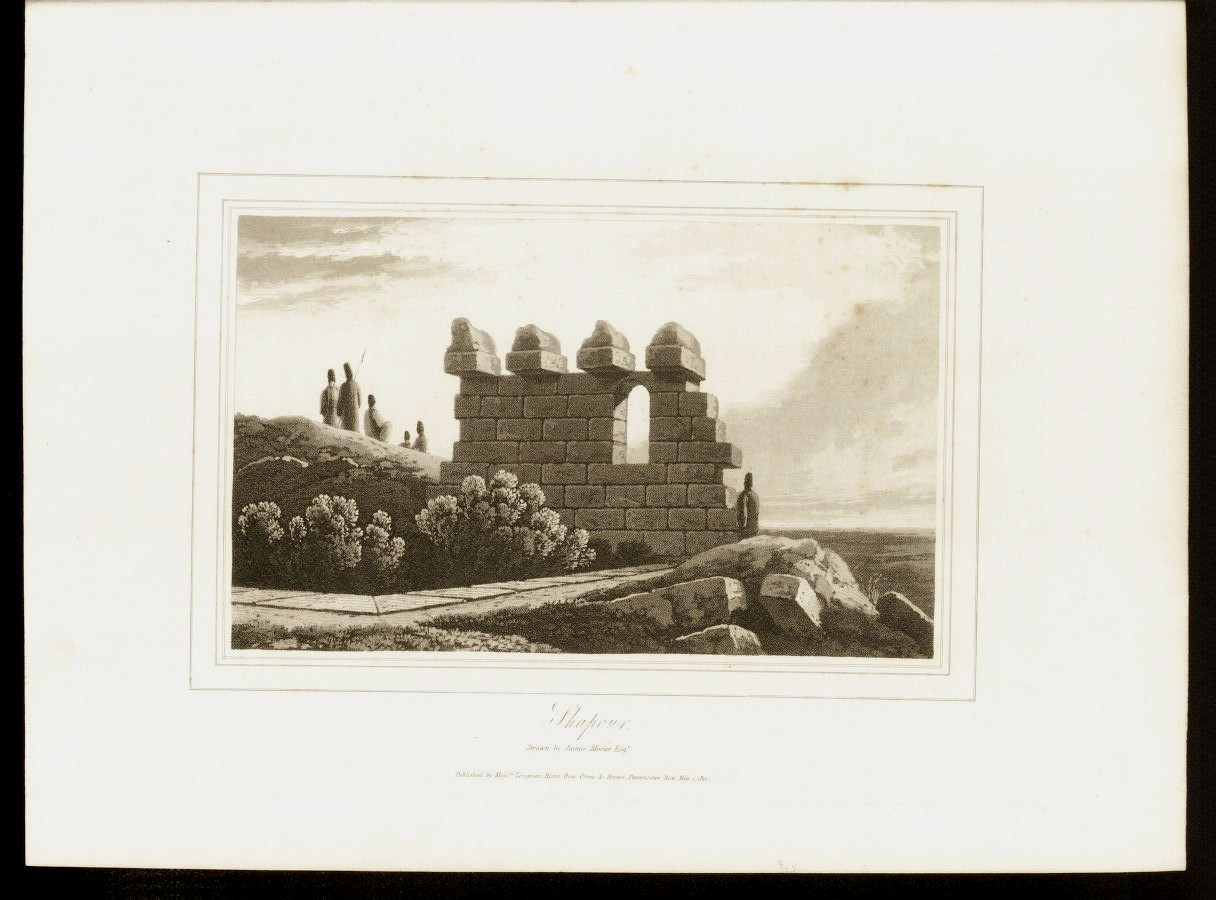
معبد آناهیتا در سال ۱۸۱۲ میلادی اثر جیمز موریه
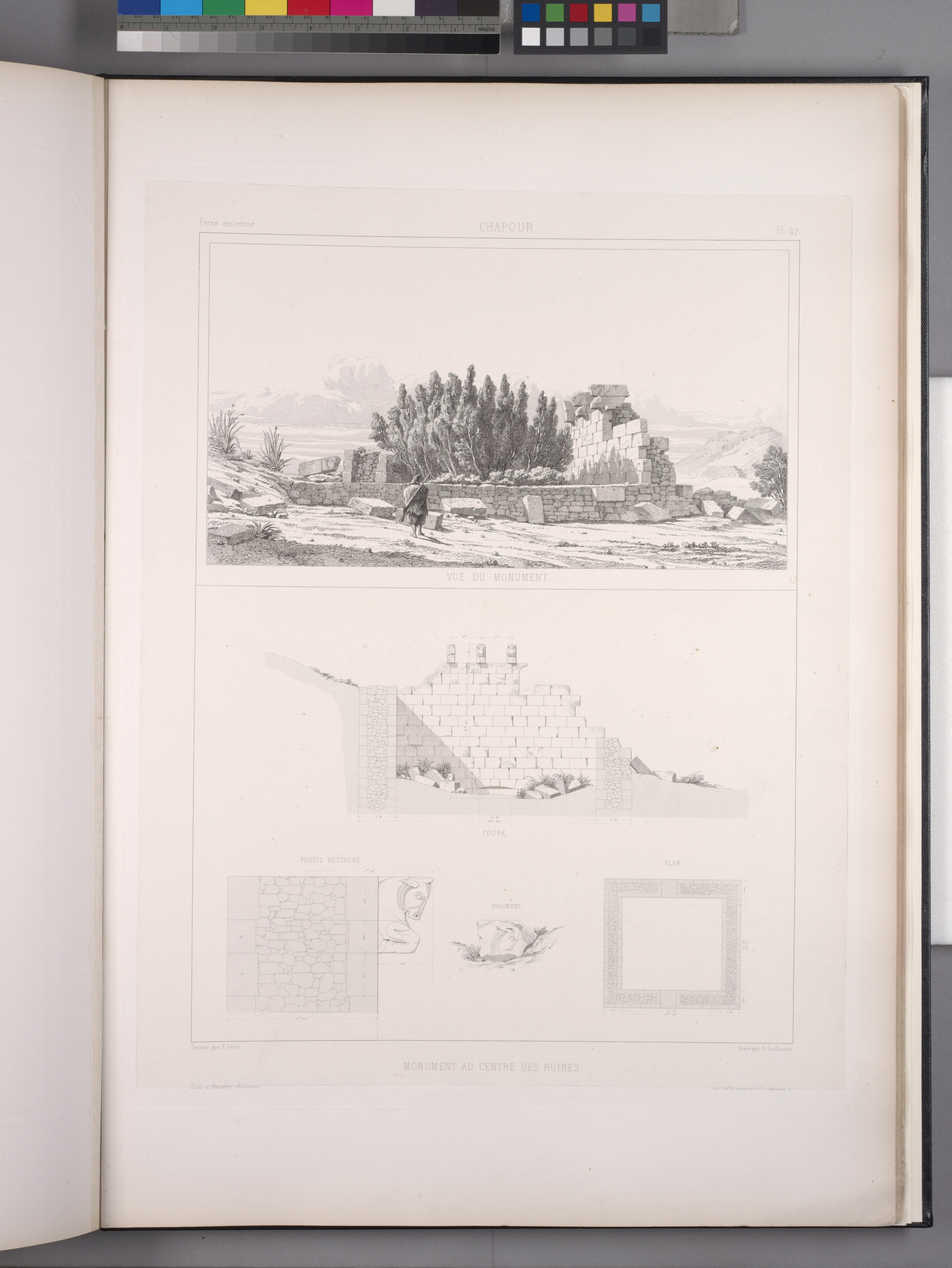
تصویر تاریخی از معبد آناهیتا مربوط به سال ۱۸۵۱ میلادی

### تالار تشریفات

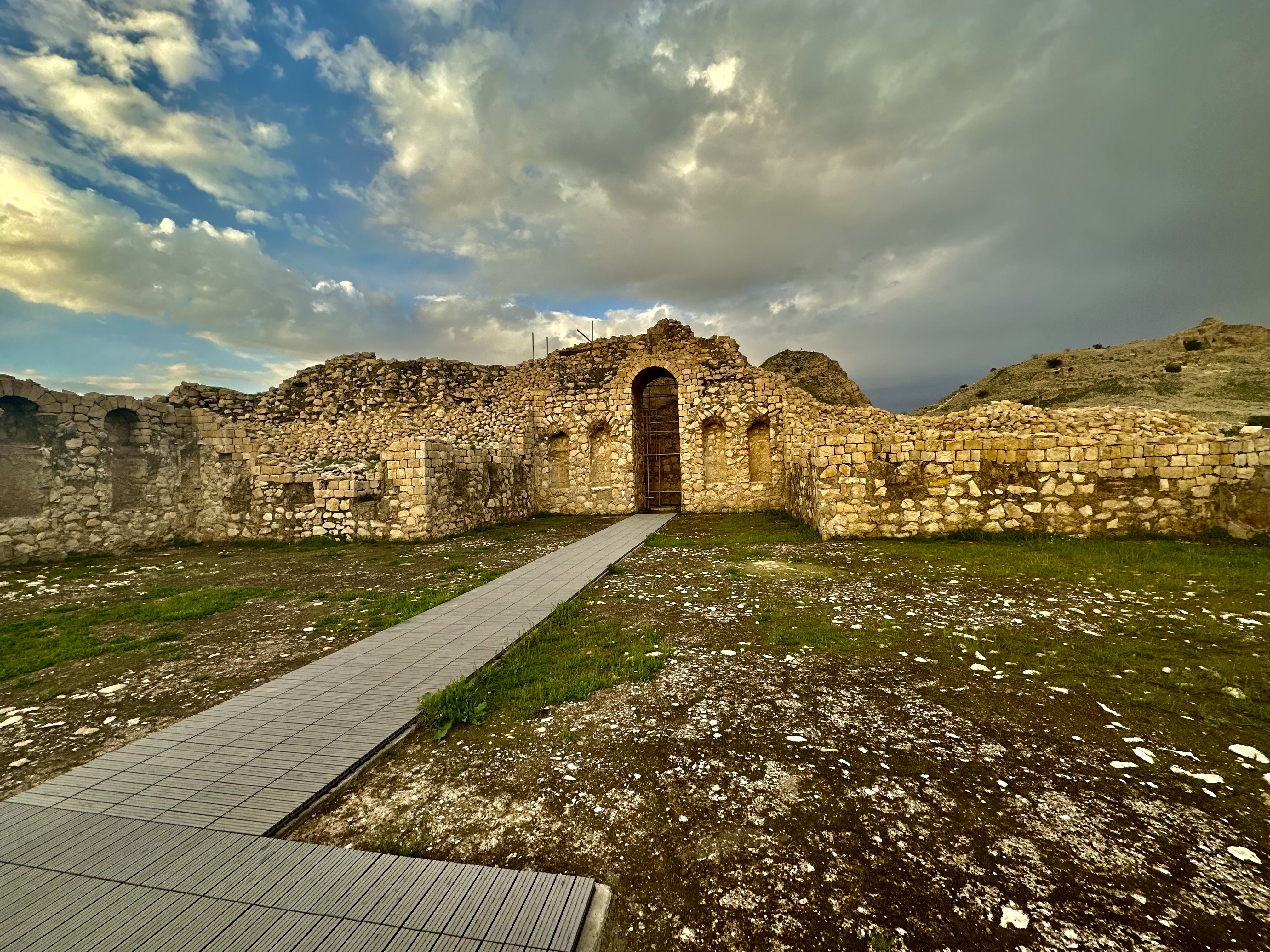
این تالار محل برگزاری تشریفات و پذیرایی‌های سلطنتی بوده است

تالار پذیرایی شاپور ساسانی به مساحت ۷۸۱ متر مربع و ارتفاع ۲۳ متر یکی از بزرگ‌ترین آثار معماری دورهٔ ساسانی به‌شمار می‌رود که برای اولین بار در تاریخ معماری ساسانی به صورت چلیپای ایرانی یا همان صلیب آریایی احداث شده است.
معماری این تالار چنان مورد توجه قرار گرفت که از آن پس تمامی آتشکده‌ها را طبق نقشهٔ آن می‌ساختند و حتی بسیاری از بناهای پس از اسلام، ازجمله بناهای موسوم به چهارصفه با الهام از نقشهٔ این بنا احداث شدند.
تالار تشریفات دارای چهار ایوان متقارن و متقابل است که بر فراز آن گنبدی بزرگ و شلجمی (سهمی) وجود داشته است. طول ایوان شمالی ۹ متر و پهنای آن ۷ متر بوده است و با درگاهی به پهنای ۱۱۸ متر به دالان مجاور راه می‌یافته و دارای چهار طاقچه با گچ‌بری و رنگ‌آمیزی بوده که طرفین درگاه قرار گرفته بوده‌اند.
هر یک از بدنه‌های ایوان‌ها دارای سه طاقچه متقارن است و سطوح جانبی تالار پذیرایی جمعاً دارای ۶۴ طاقچه تزئینی بوده است.
ایوان‌های تالار دارای پوشش ضربی و نیم‌دایره بوده‌اند. صحن مرکزی آن مربعی در ابعاد ۲۳ در ۲۳ متر بوده که هر یک از جرزهای تشکیل‌دهنده مربع با طاق آن ۷ متر مربعبوده است.
اطراف تالار تشریفات با دالان‌هایی برای گردش احاطه شده و از درون چهار ایوان تالار، درگاه‌ها به دالان‌ها راه می‌یافته است. دالان غربی به معبد آناهیتا منتهی می‌شده و دالان جنوبی به ایوان موزائیک ختم می‌شده است. دالان شمالی نیز به فضای باز و تفرجگاه منتهی می‌شده است.

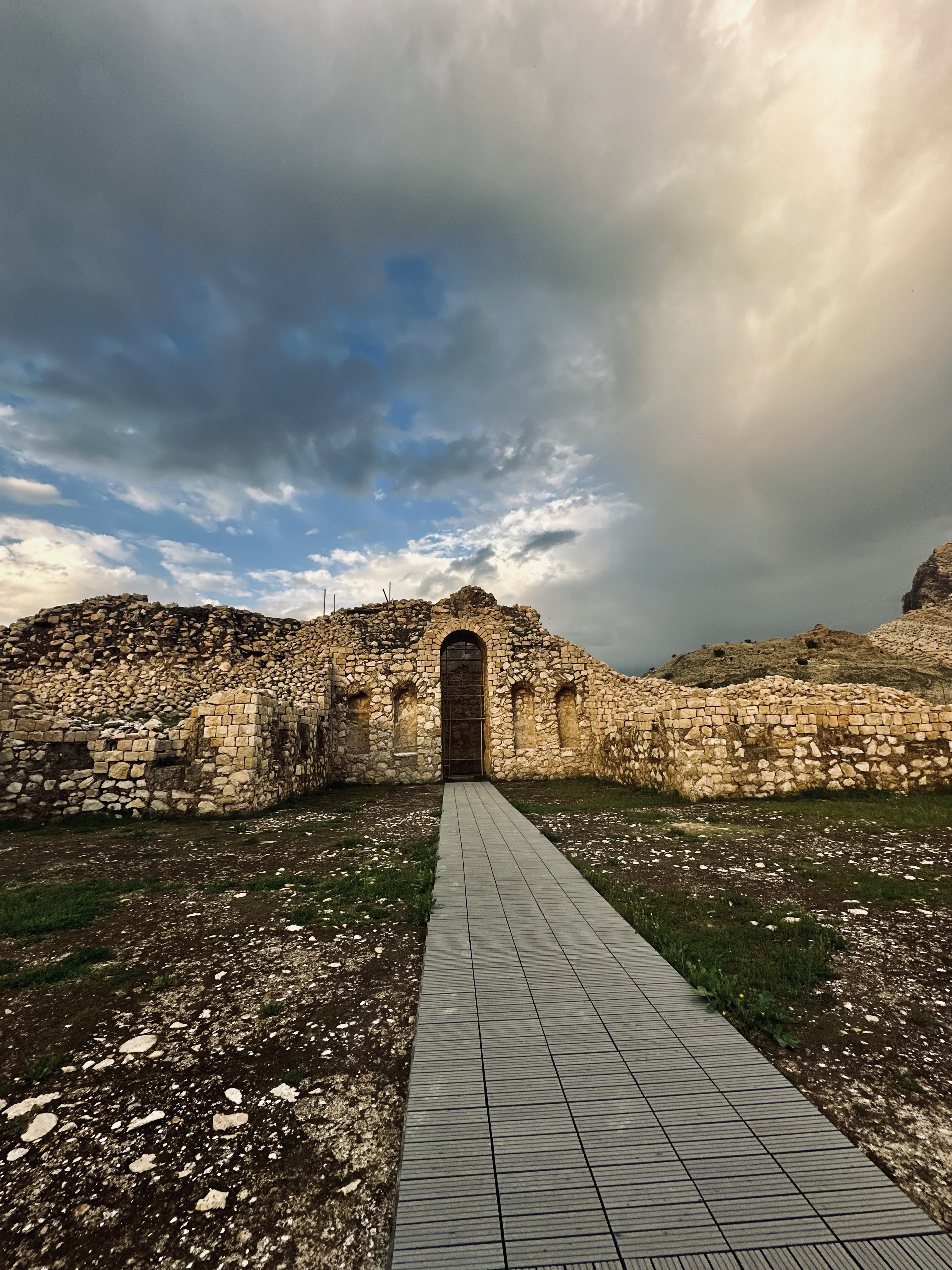
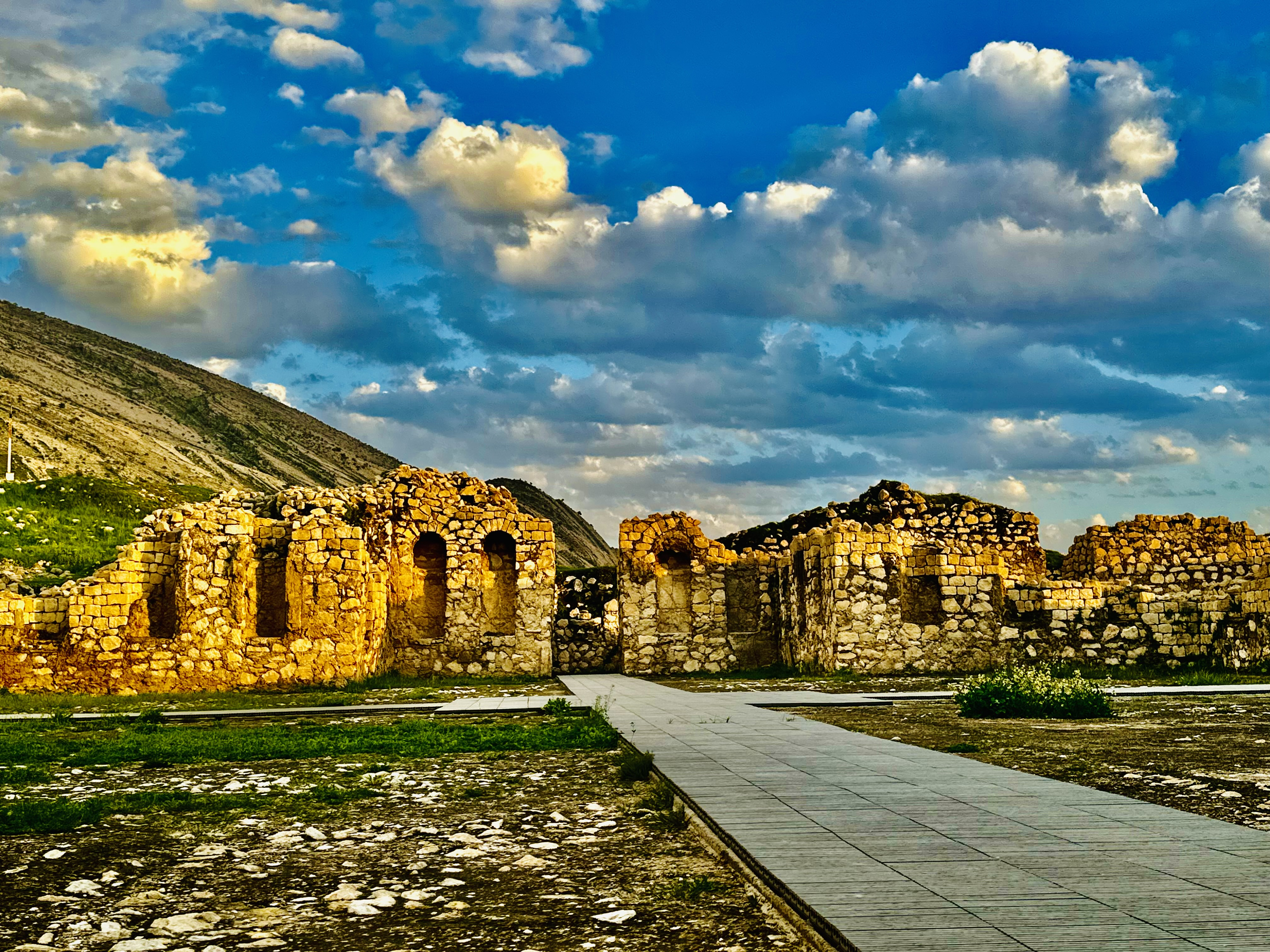
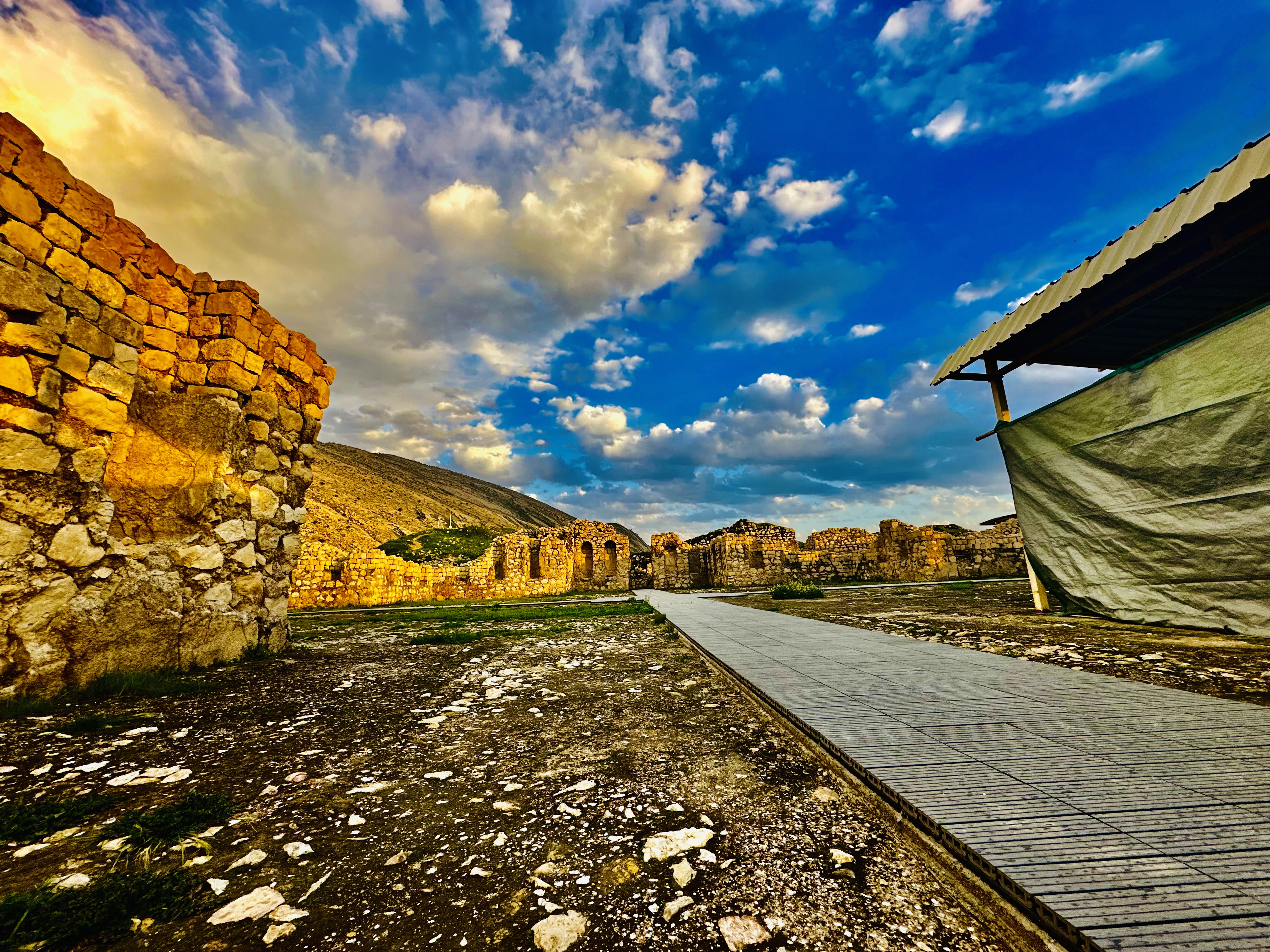

### ایوان موزائیک

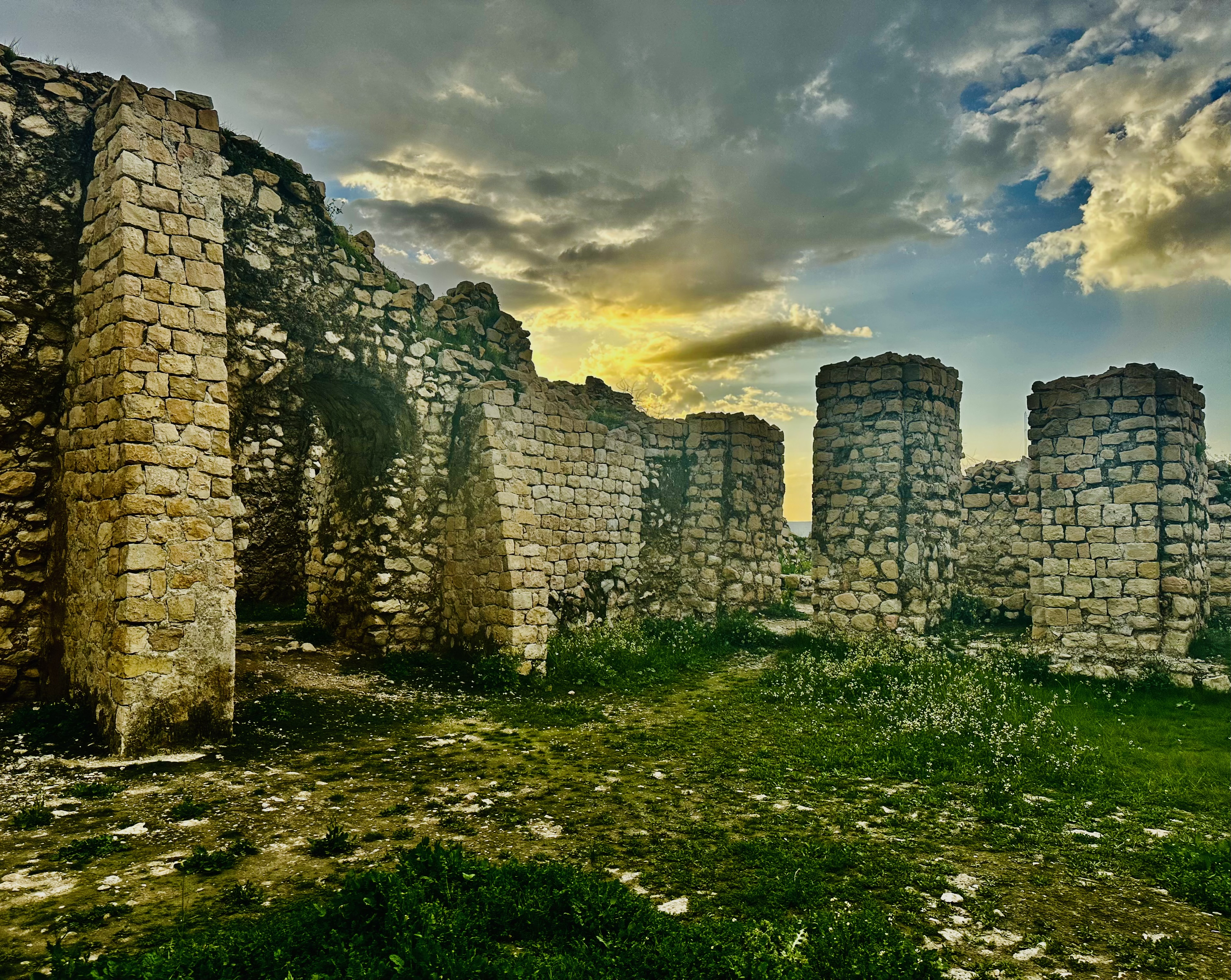

در انتهای دالان‌های شرقی و غربی تالار تشریفات، دو ایوان که کف آن با موزائیک فرش شده با تزئینات بسیار وجود دارد. این دو ایوان دارای طاق هلالی بوده و فرشی از سنگ‌های رنگین با تصاویری از چهره و اندام انسان و گیاهان کف آن‌ها را پوشانده است.
ایوان موزائیک نمونه‌ای از شاهکارهای هنر معماری تزئینی است که مشرف به حیاط مستطیلی‌شکل به ابعاد ۲۳ در ۲۰ متر با ستون‌های حجاری‌شده با نقش‌های انسان و گیاه بوده است.
این ایوان جایگاه اختصاصی و اندرونی شاپور ساسانی بوده است.

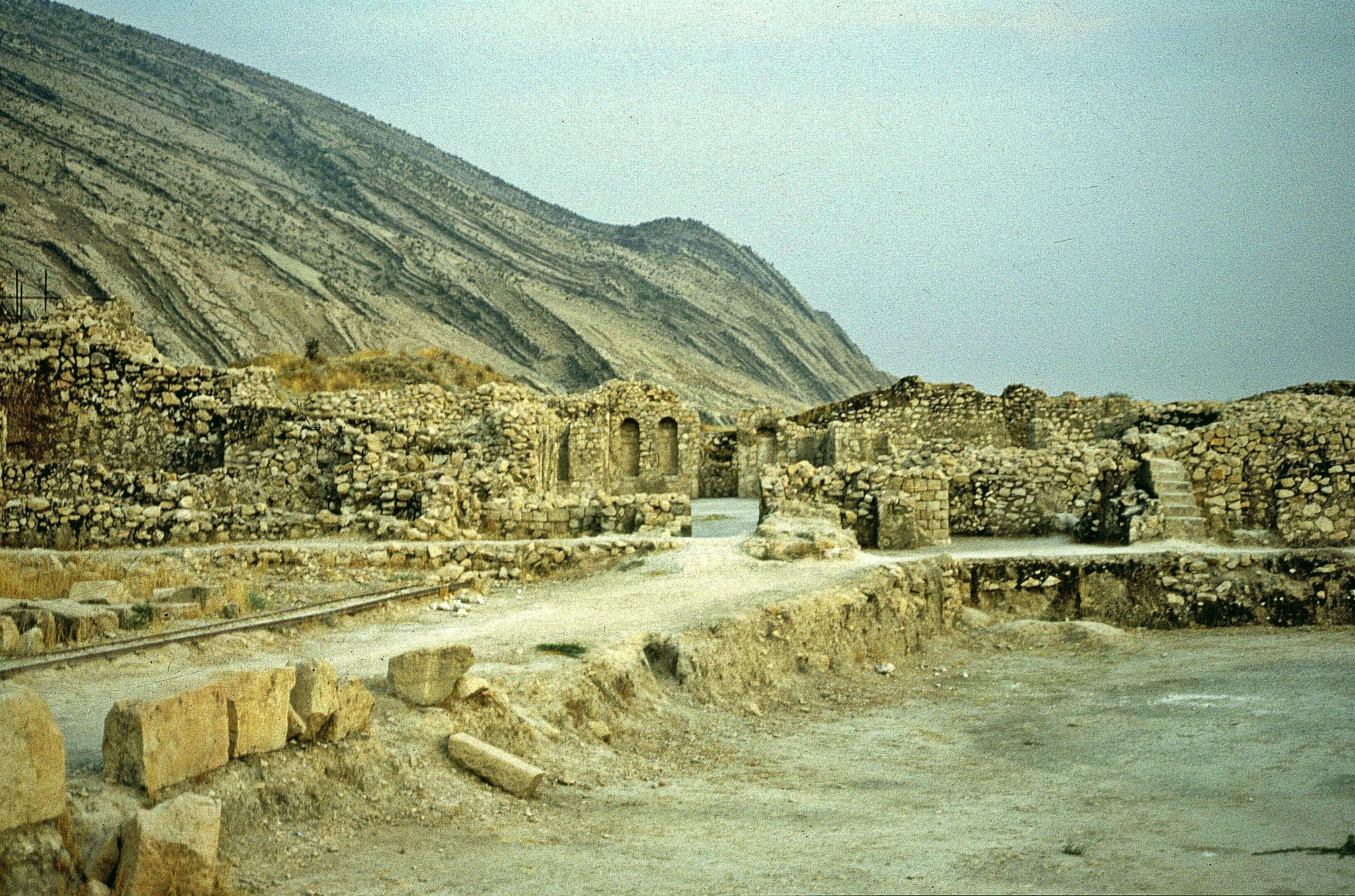
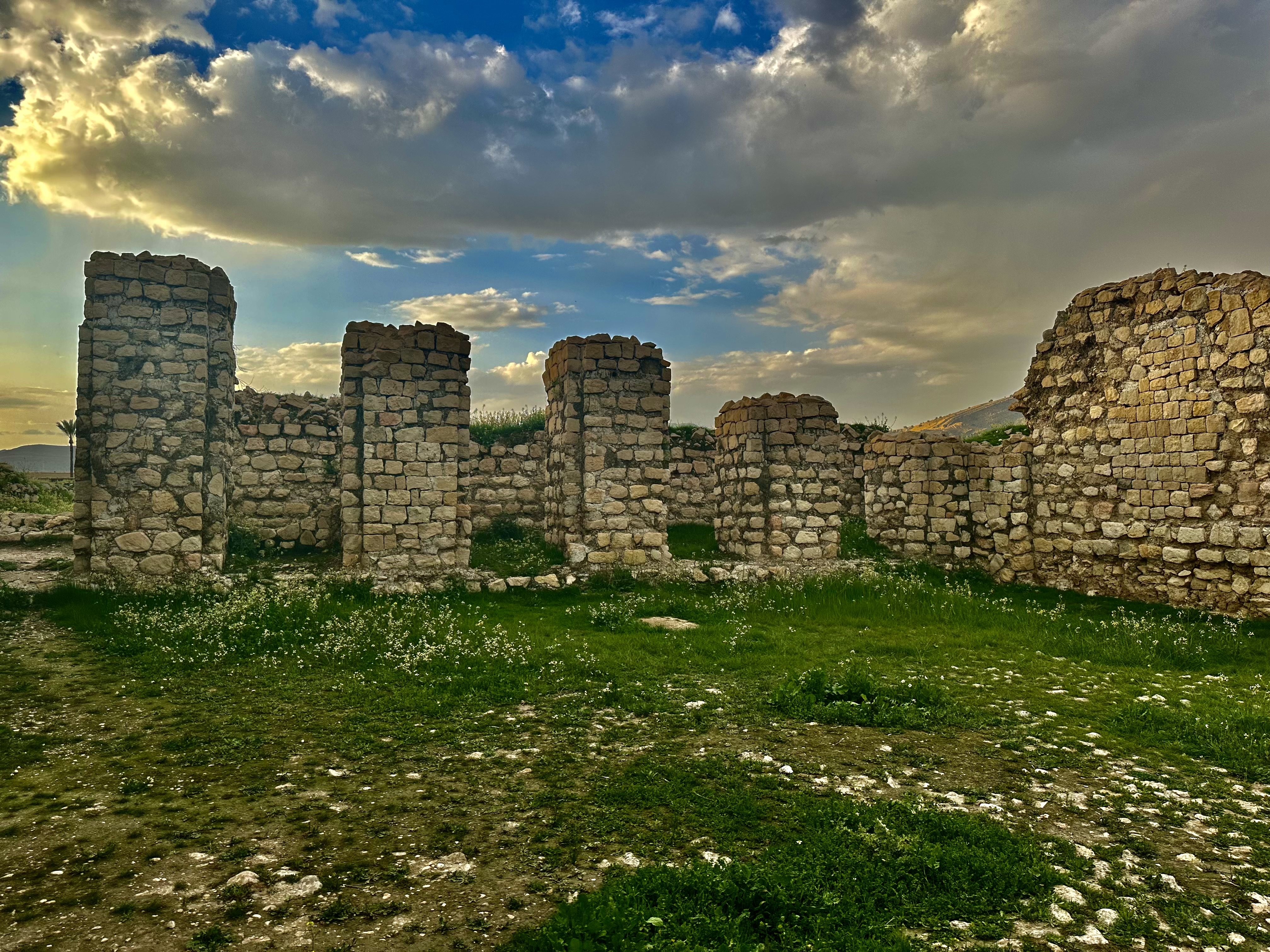
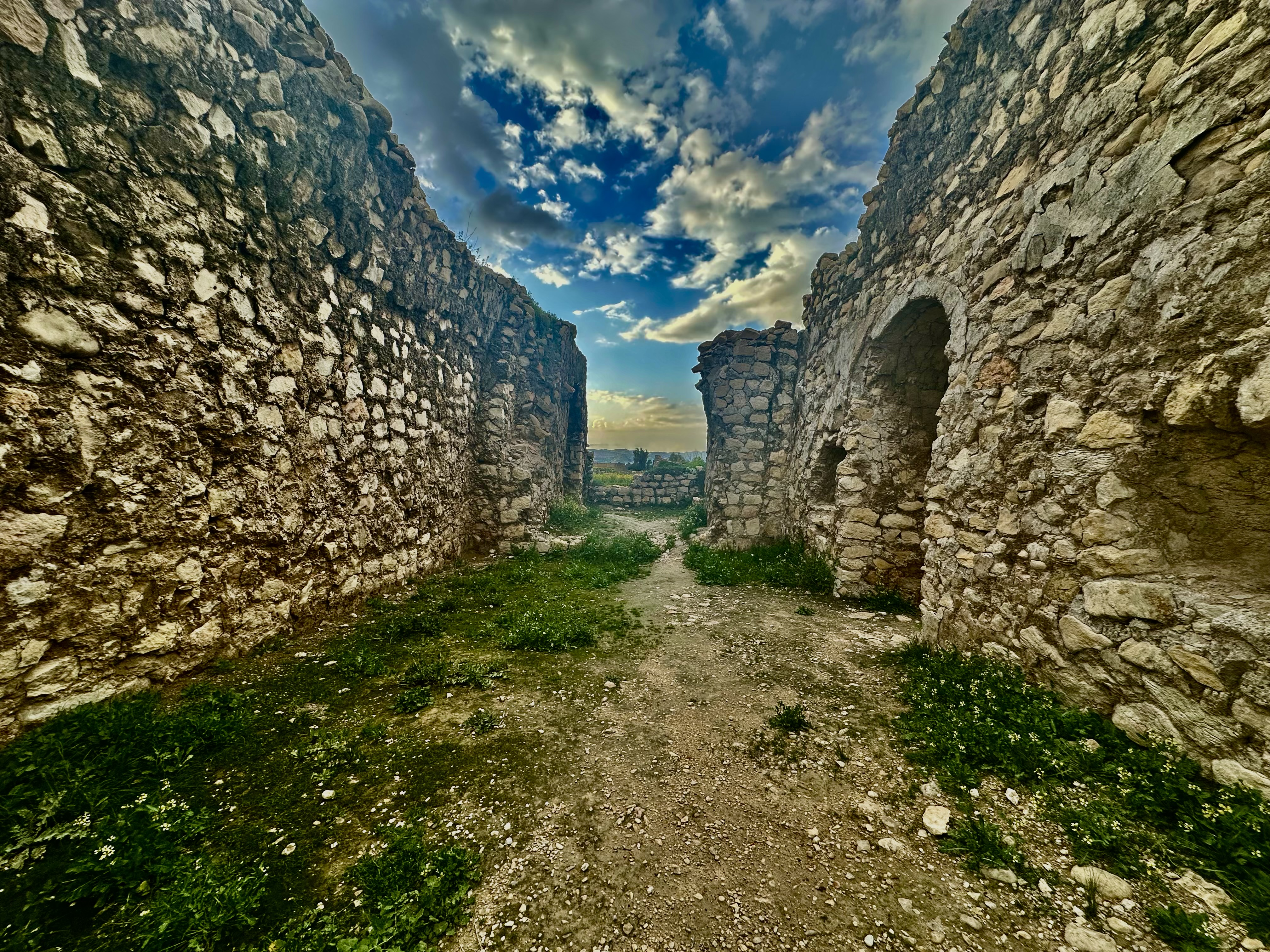

### کاخ والرین

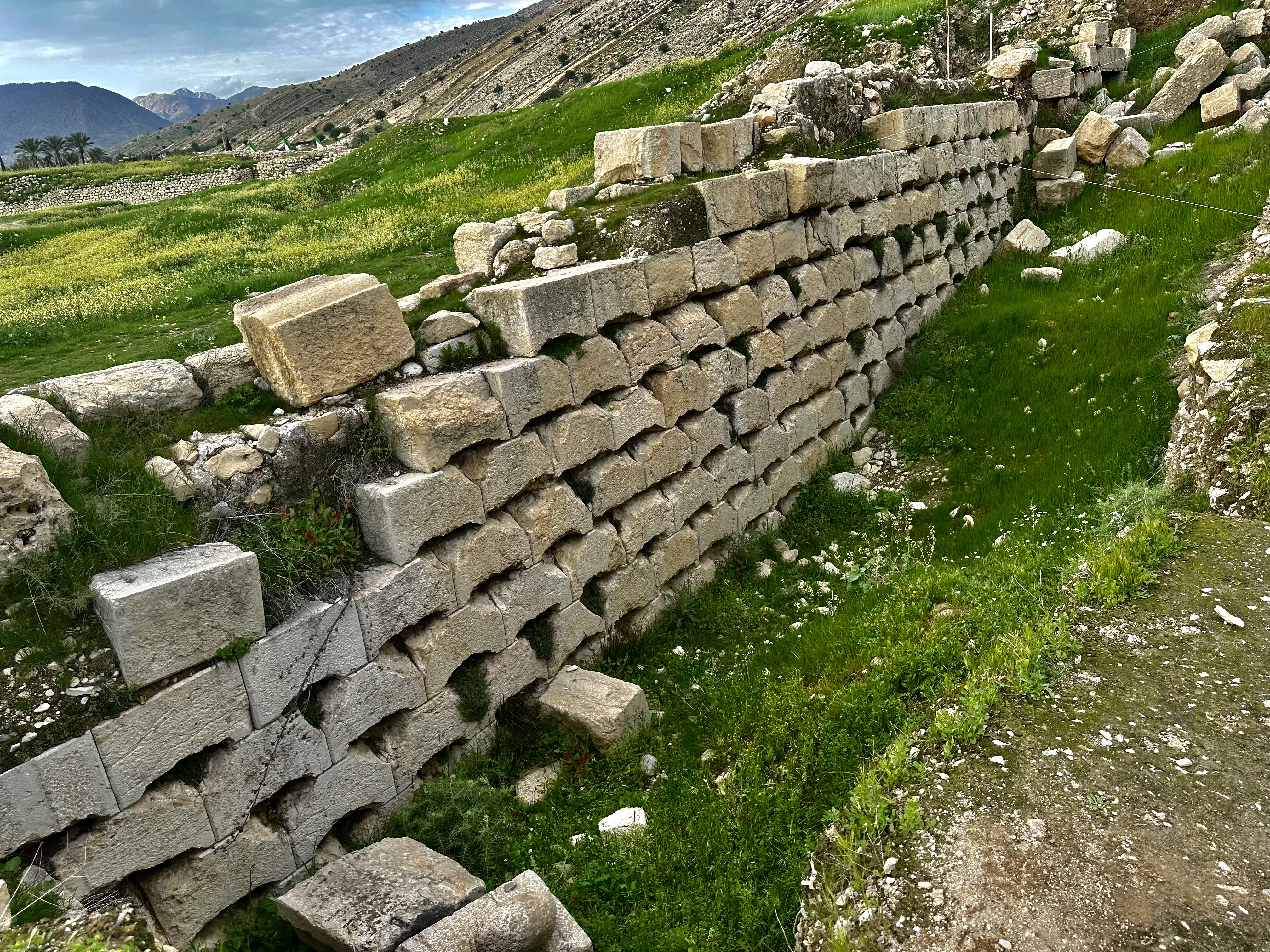
بقایای کاخ والرین

در سال ۲۶۶ میلادی و پس از نبرد ادسا به‌دستور شاپور یکم، پادشاه ایران برای سکونت والرین، امپراتور روم که در این نبرد شکست خورده و به اسارت گرفته شده بود، در نزدیکی کاخ حکومتی شاپور ساسانی احداث شد. والرین در تمام عمر خود در این کاخ تحت نظر بوده‌است.
کاخ والرین به شکل هشت‌گوش و در فاصلهٔ ۱۵۰ متری تالار تشریفات قرار دارد و جدار داخلی آن با سنگ‌های تراشیده به ابعاد ۷۰ در ۴۵ سانتی‌متر و سطح خارجی با روکش گچ سفید پوشانده شده بوده که به شکل یک کاخ سفید جلوه می‌کرده است. این سبک از ویژگی‌های معماری ساسانی است.
بر روی بعضی از سنگ‌ها علائم سلطنتی ساسانی وجود دارد. تمام قسمت‌های این کاخ دارای نقوش‌برجسته و کنده‌کاری‌های فاخر است.

### ستون‌های یادبود

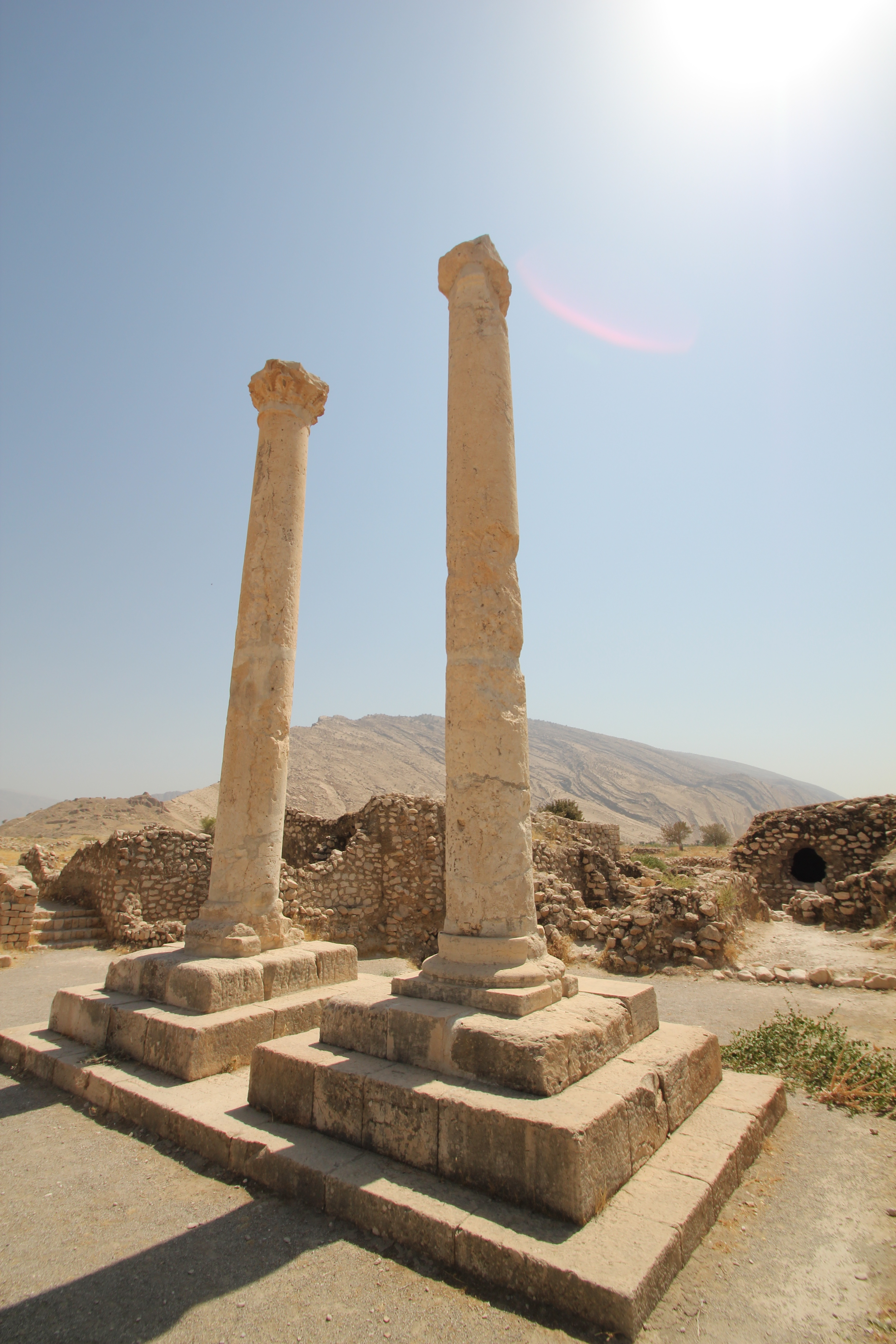

در حاشیه غربی خیابان شمالی و جنوبی بیشاپور و در فاصله ۵۲۵ متری معبد آناهیتا، دو ستون سنگی به ارتفاع ۳۷ متر وجود دارد که دارای سرستون‌های فاخری است. قطر پایه ۷۰ سانتی‌متر و قطر بالایی ۶۰ سانتی‌متر است. بر بالای یکی از ستون‌ها پیکره شاپور یکم نصب شده بوده و بر روی ستون دیگر، سند تاریخی احداث شهر بیشاپور به خط پهلوی اشکانی و ساسانی حک شده است.

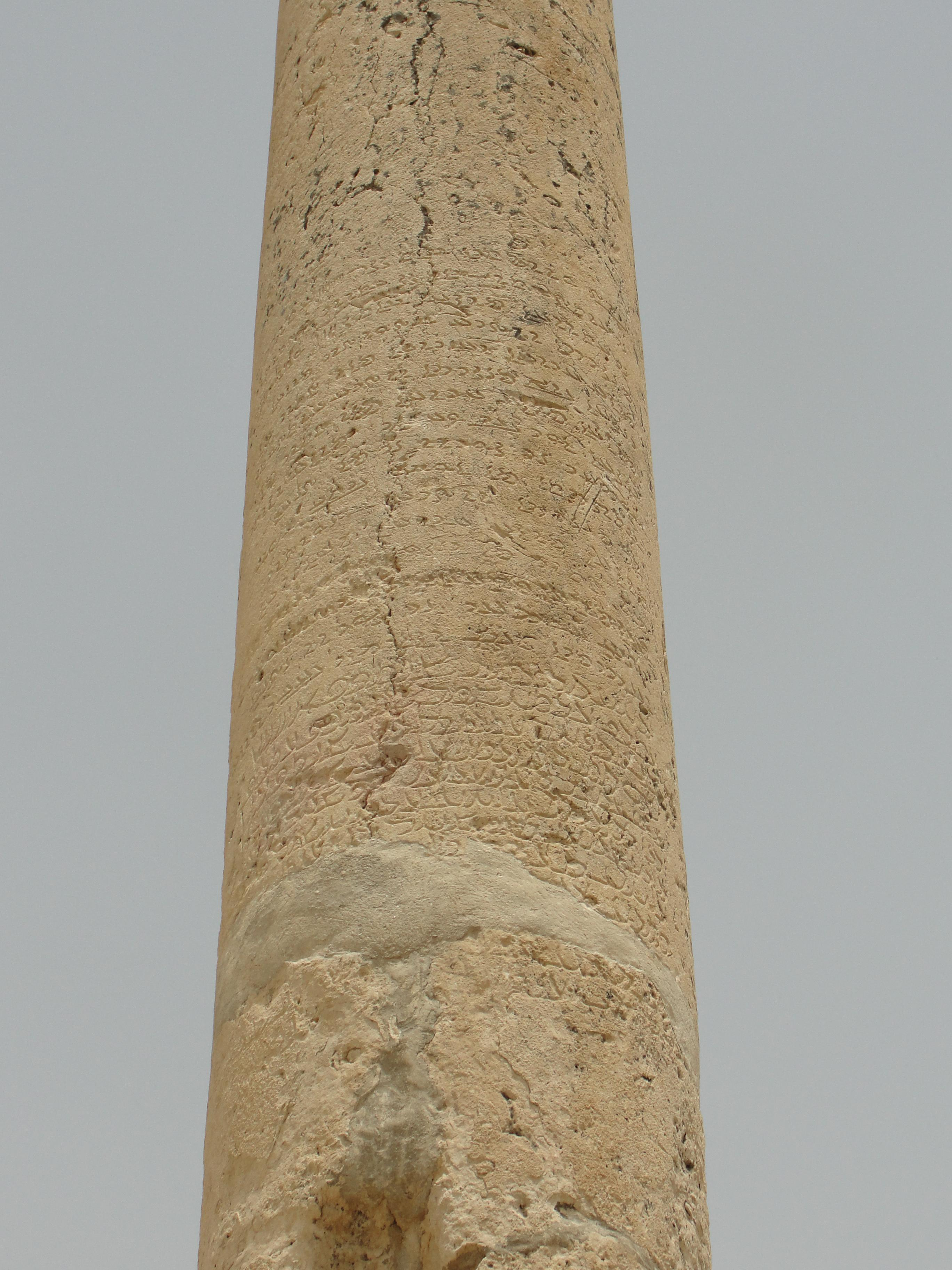
سند تاریخی احداث شهر بیشاپور بر روی ستون سنگی

مطابق این متن، طراح و مهندس ناظر بیشاپور، شخصی به نام اپسای حرانی بوده که بسیار مورد توجه و علاقه شاپور ساسانی بوده است. 
در پای این ستون مراسم مذهبی انجام می‌شده و در حقیقت این ستون‌ها علاوه بر جنبهٔ تقدس، یک بنای یادگاری نیز به‌شمار می‌رفته‌اند.

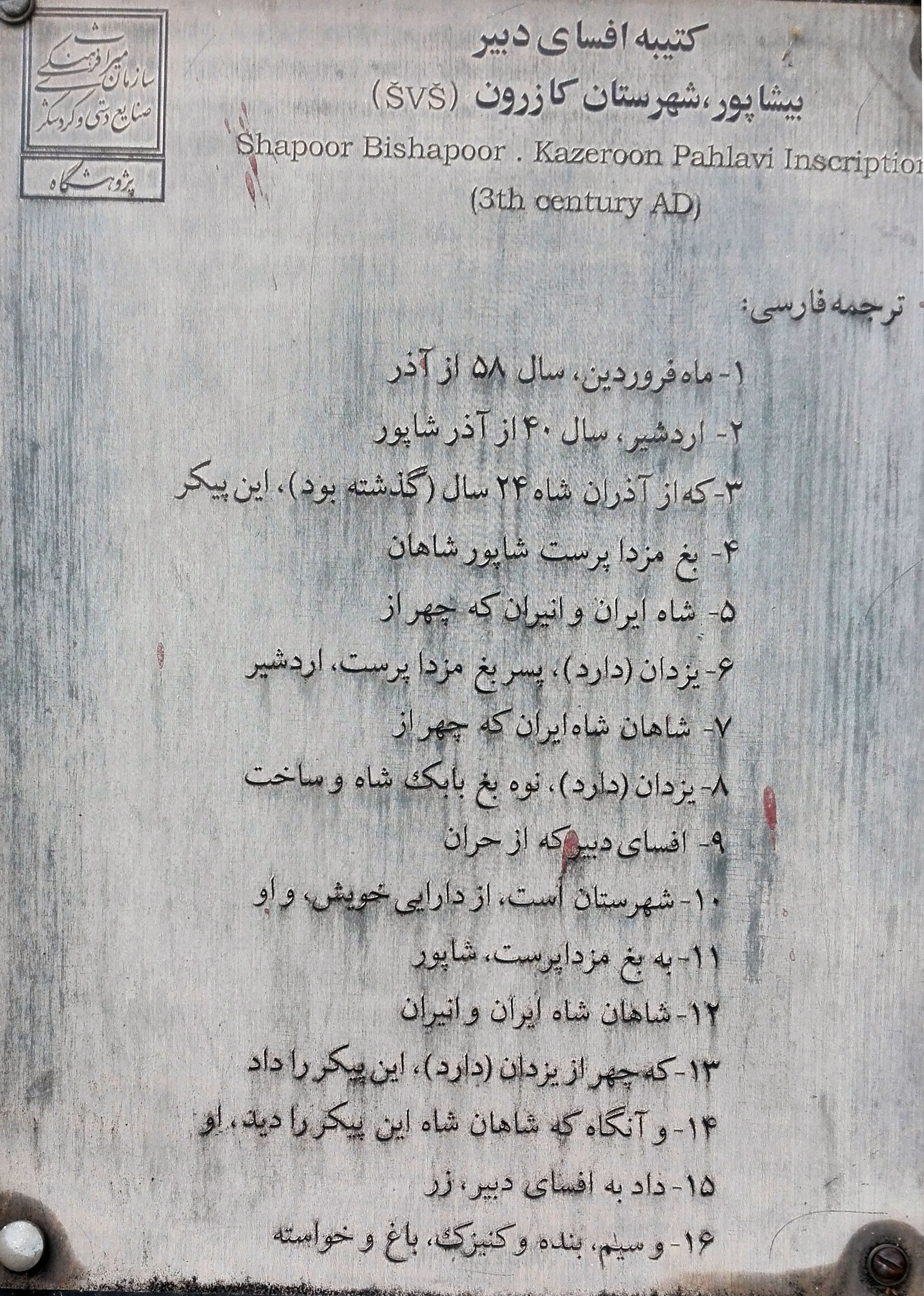
ترجمهٔ کتیبه اپسای دبیر

ترجمه متن حک‌شده روی این ستون به این صورت است:
در فروردین‌ماه سال ۵۸ از تاریخ آتش اردشیر و در سال ۳۰ از آتش شاپورشاه مؤبد آن سال این است مجسمه مزداپرست، شاپور خدّاه، شاه شاهان ایران و انیران نژاد پاک خدایان، نوهٔ پاپک خدا، این آثار توسط آپاسای منشی از شهر حرّان که شهر خانوادهٔ او می‌باشد، برای پادشاه خود، مزداپرست، شاپور خدایگان، شاه شاهان ایران و انیران نژاد خدایان ساخته است. وقتی که شاه شاهان این تصویر را دید به آپاسای منشی خلعت بخشید از طلا و نقره، یک باغ و یک معبد.

### قلعه دختر

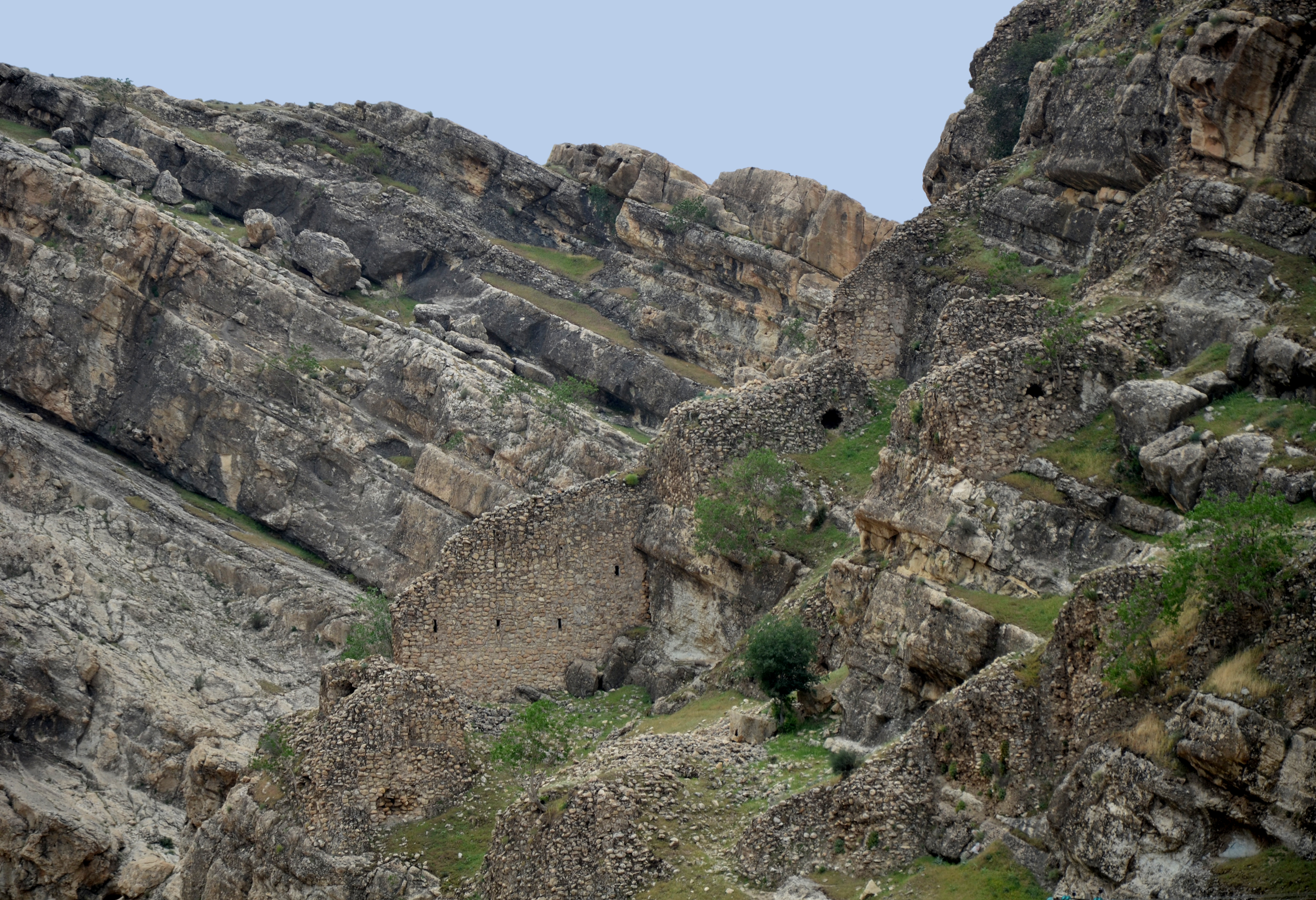

بر روی قلّه یکی از کوه‌های جنوبی بیشاپور و در نزدیکی تنگ اژدها قلعه‌ای قرار دارد که به قلعه دختر و برج آتشکده مشهور است. این قلعه حصار شهر بوده که از آنجا تمام شهر و اطراف آن را می‌توان زیر نظر گرفت.
دو نظریه در مورد این دژ مطرح است. عده‌ای معتقدند که این قلعه و سنگ چهارگوش بالای آن محل قرار دادن اجساد مردگان بوده تا پرندگان با خوردن گوشت لاشه، پلیدی و ناپاکی را از روی زمین برچینند و استخوان‌های مردگان هم به مرور زمان از بین برود.
اما برخی دیگر از کارشناسان معتقدند که این برج، یکی از برج‌های ارسال خبر به وسیلهٔ آتش بوده که نمونهٔ آن در پاسارگاد، تخت جمشید و شوش نیز وجود داشته است. در بالای برج آتشدانی همیشه روشن وجود داشته و توسط آن پیام‌هایی به وسیلهٔ آتش رد و بدل می‌شده است.
آلفرد فیت، باستان‌شناس آمریکایی نیز این قلعه را یک نوع برج دیده‌بانی و ارسال خبر معرفی کرده است.

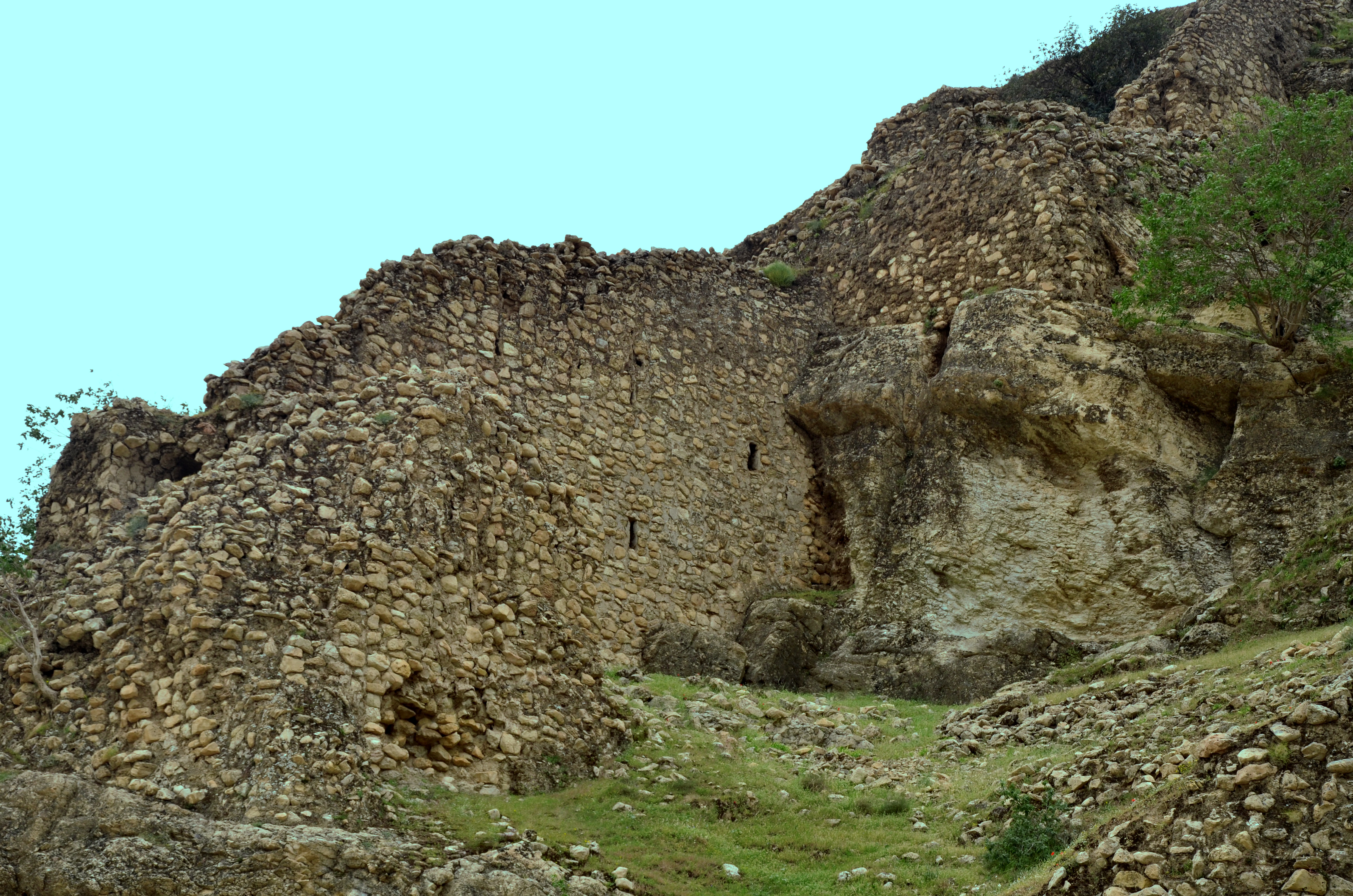

### مسجد و مدرسه دوران اسلامی

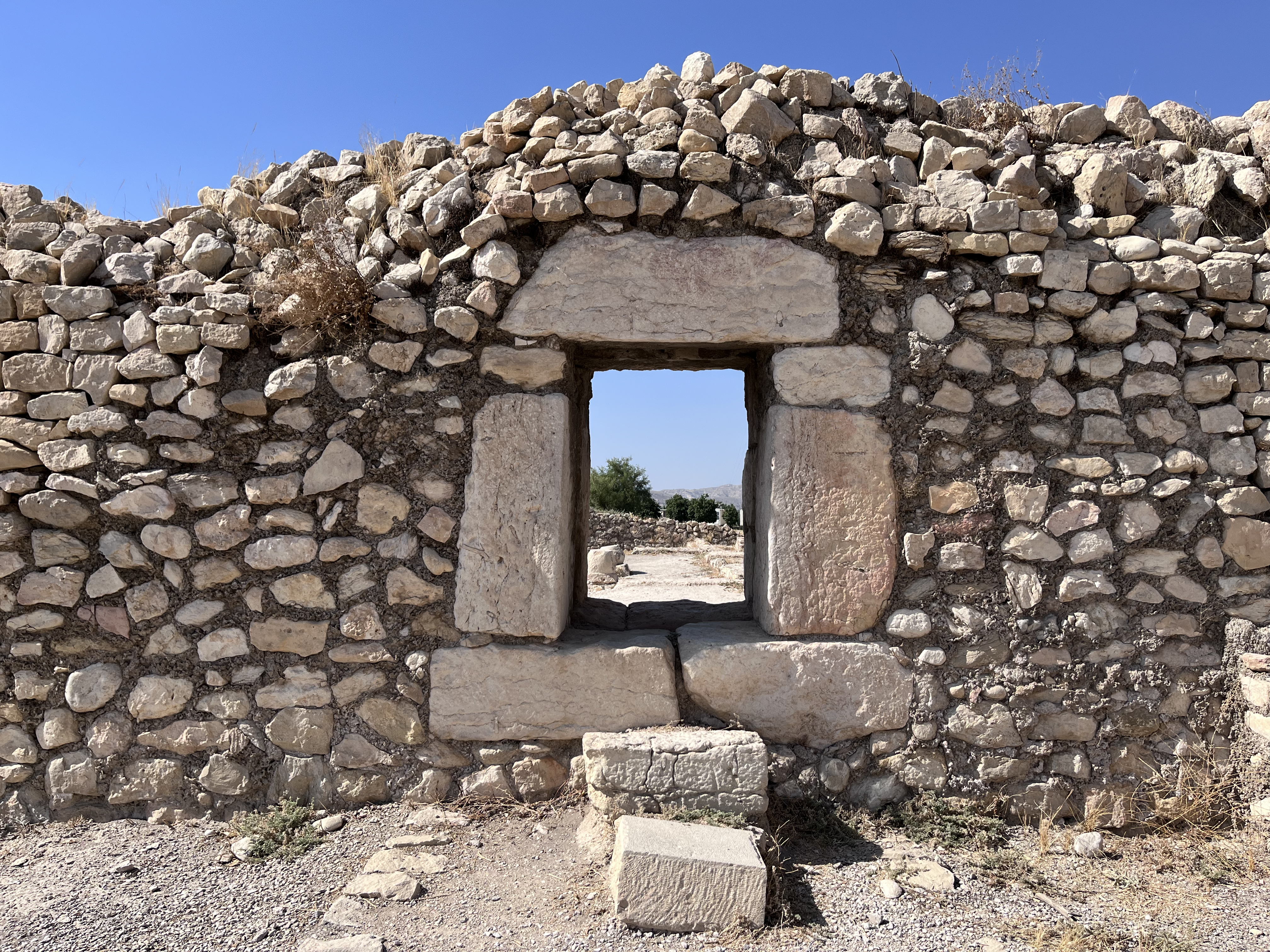
ورودی مدرسهٔ دوران اسلامی بیشاپور

بقایای مسجد و مدرسه علوم دینی در شمال شهر بیشاپور کشف شده که متعلق به زمان آل بویه می‌باشد.
نقشه اولیه این بنا در تغییرات دوره دوم، یعنی پس از وقوع زلزلهٔ بزرگ، کاملاً به‌صورت چهار ایوانی درآمده است. بدین ترتیب که فضای باز مدرسه که به طول ۱۱.۷ متر بوده با ۶ پایه ستون شلجمی‌شکل احداث شده و هر یک از این پایه‌ستون‌ها بر روی پایه مکعب‌شکلی که به اشکال مختلف حجاری و تزئین شده، قرار گرفته است.
در مقابل ایوان شمالی یک پایه‌ستون و قرینهٔ آن در جبههٔ جنوبی نیز یک پایه‌ستون سنگی و در مقابل ایوان شرقی دو پایه‌ستون سنگی و در مقابل ایوان غربی دو پایه‌ستون سنگی نصب شده‌بوده‌است و بدین ترتیب پایه‌ستون‌های بدنه‌های شمالی و جنوبی و همچنین ستون‌های جبهه‌های شرقی و غربی در حاشیهٔ صحن مسجد به صورت قرینه ساخته شده و وضعیت ظاهری بقایای این بنا دلالت بر این دارد که معماران نهایت ظرافت و حسن سلیقه را در احداث آن به کار برده‌اند.
ایوان غربی مسجد به طول ۶ متر و پهنای ۳۹۵ متر مقابل ایوان شرقی در جوار شبستان مسجد قرار گرفته است و در دو طرف ایوان غربی دو اتاق به شکل قرینه ساخته شده و درون ایوان شمالی و جنوبی، سکوهایی به منظور نشیمن ایجاد کرده بوده‌اند.
ایوان جنوبی مدرسه که قرینهٔ ایوان شمالی ساخته شده در حدود ۵۰ سانتی‌متر بلندتر از سطح دو ایوان دیگر است به طوری که پله‌ای به ابعاد ۳۰ در ۶۵ سانتی‌متر و ارتفاع ۲۵ سانتی‌متر در جلوی آن نصب شده است.
محراب در جوار ایوان غربی و در محوطه‌ای به طول ۲.۵ متر و به عرض ۲ متر ساخته شده است.
در صحن مسجد که به صورت فضای باز مورد استفاده بوده است، پایه‌ستون‌های سنگی با کتیبه‌های قرآنی آمیخته با نقش گل و گیاه و رنگ‌های الوانی که در نقاشی‌های ایوان شمالی به کار رفته با هدف زیباسازی فضا انجام گرفته‌بوده‌است.
در جوار ایوان جنوبی، شبستان مسجد قرار گرفته است که مدخلی مستقیم به محوطهٔ مناره مسجد به منظور اذان گفتن، بوده است.
مدرسه به صورت دو صحنی ساخته شده که محوطه بزرگتر برای مردان و قسمت کوچکتر برای زنان بوده است.

### موزهٔ بیشاپور

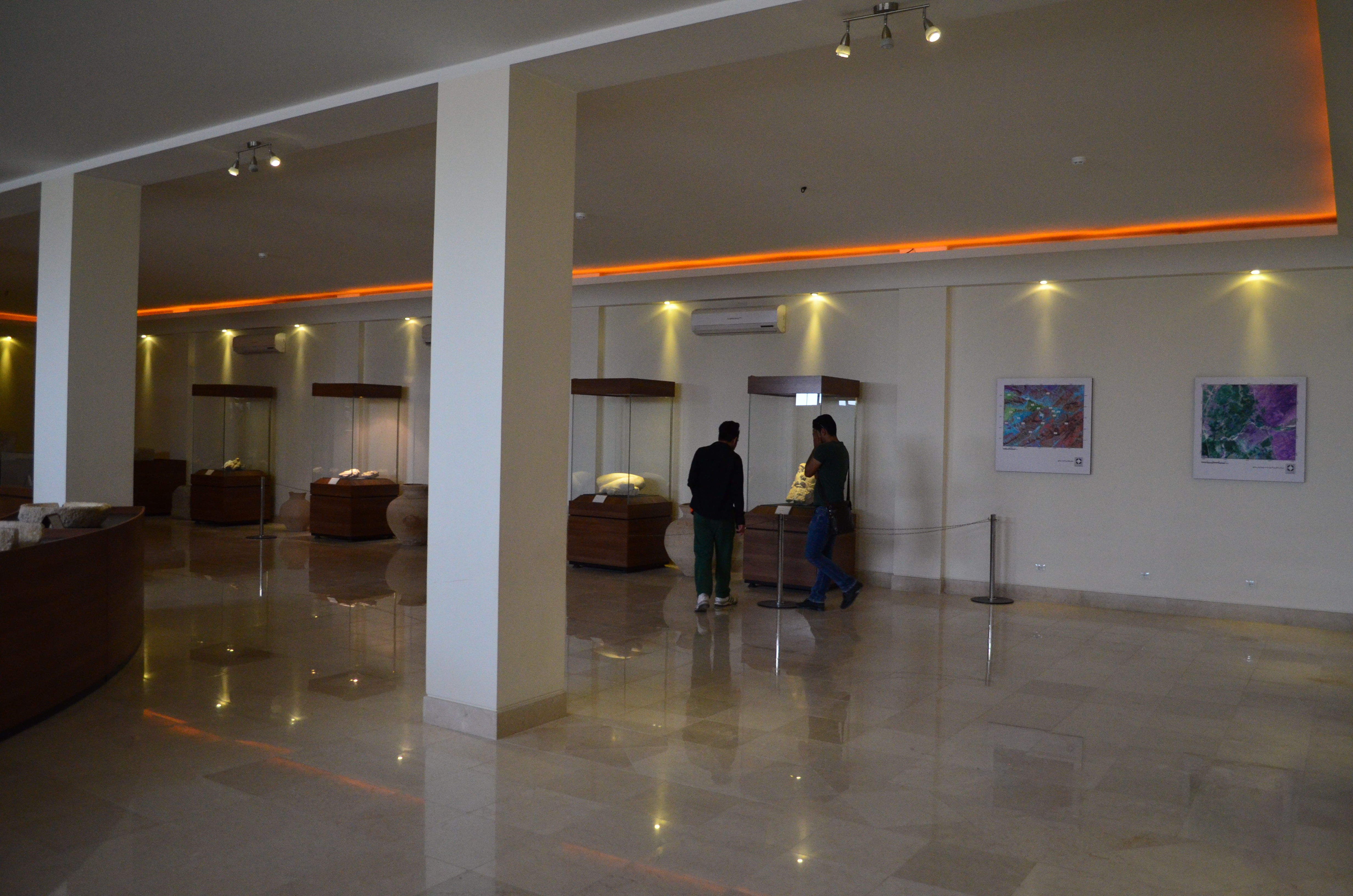

موزهٔ بیشاپور شامل مجموعه‌ای از آثار و اشیاء ارزشمند کشف‌شده در بیشاپور و حومهٔ کازرون است.

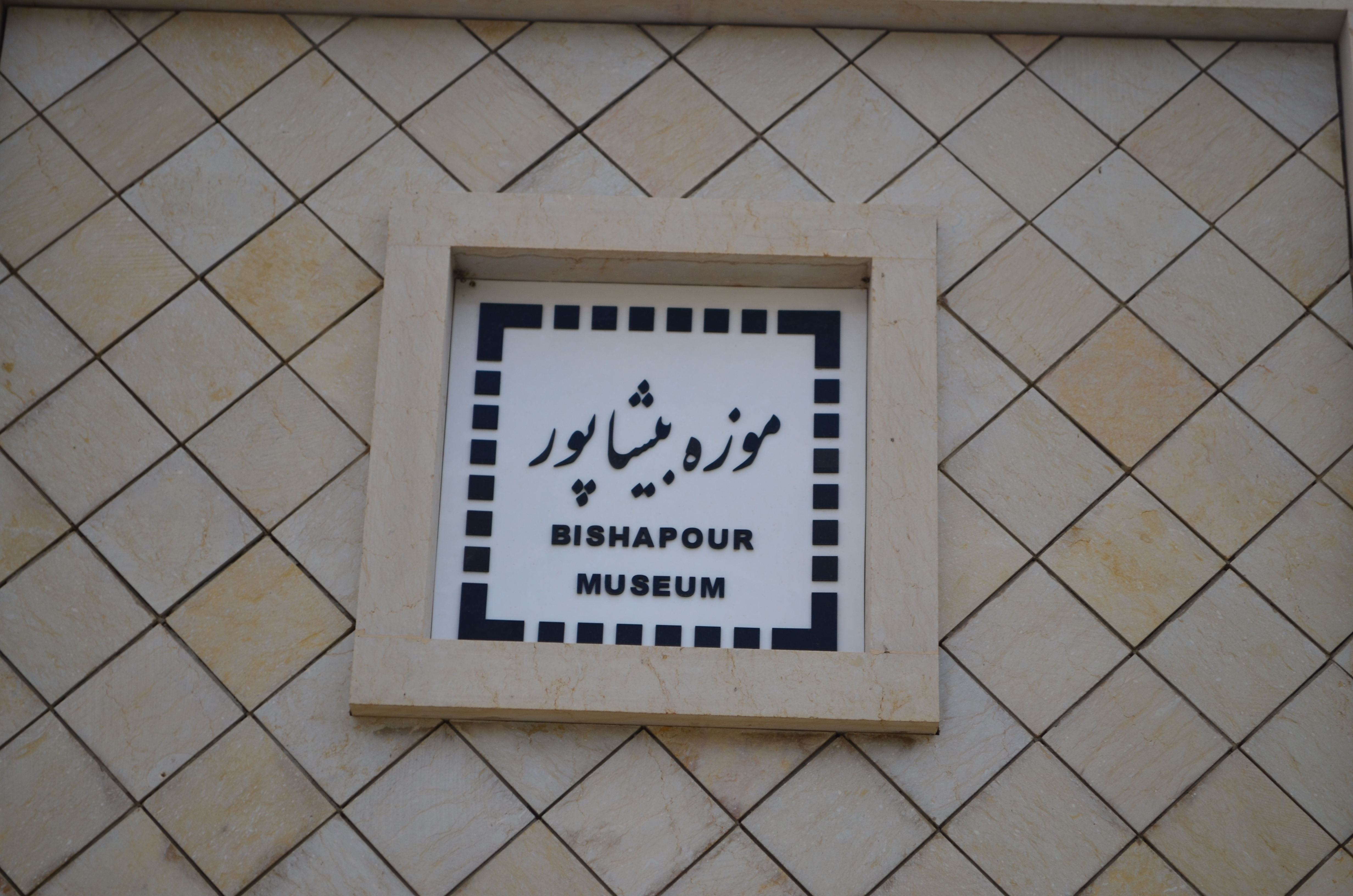
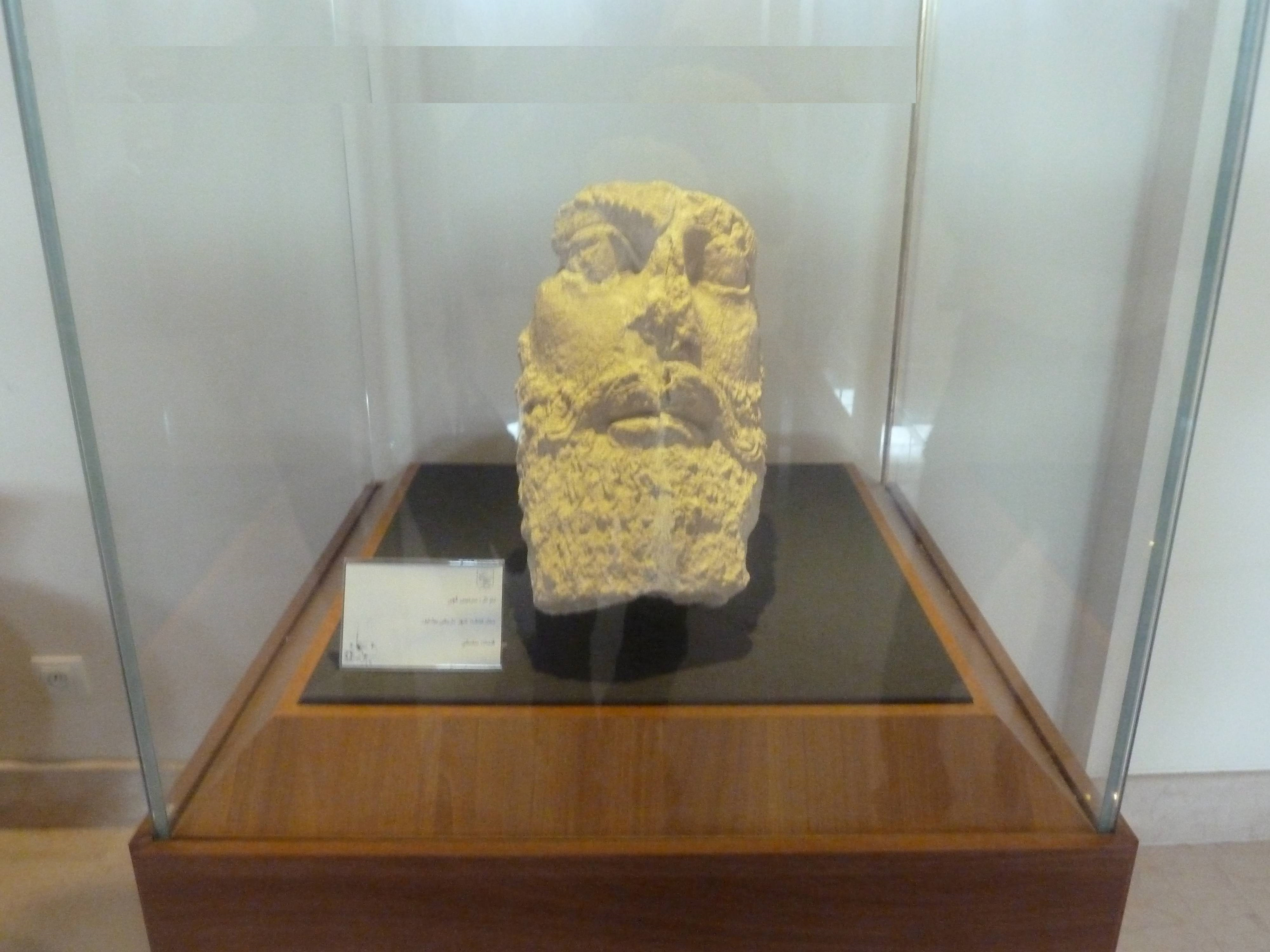
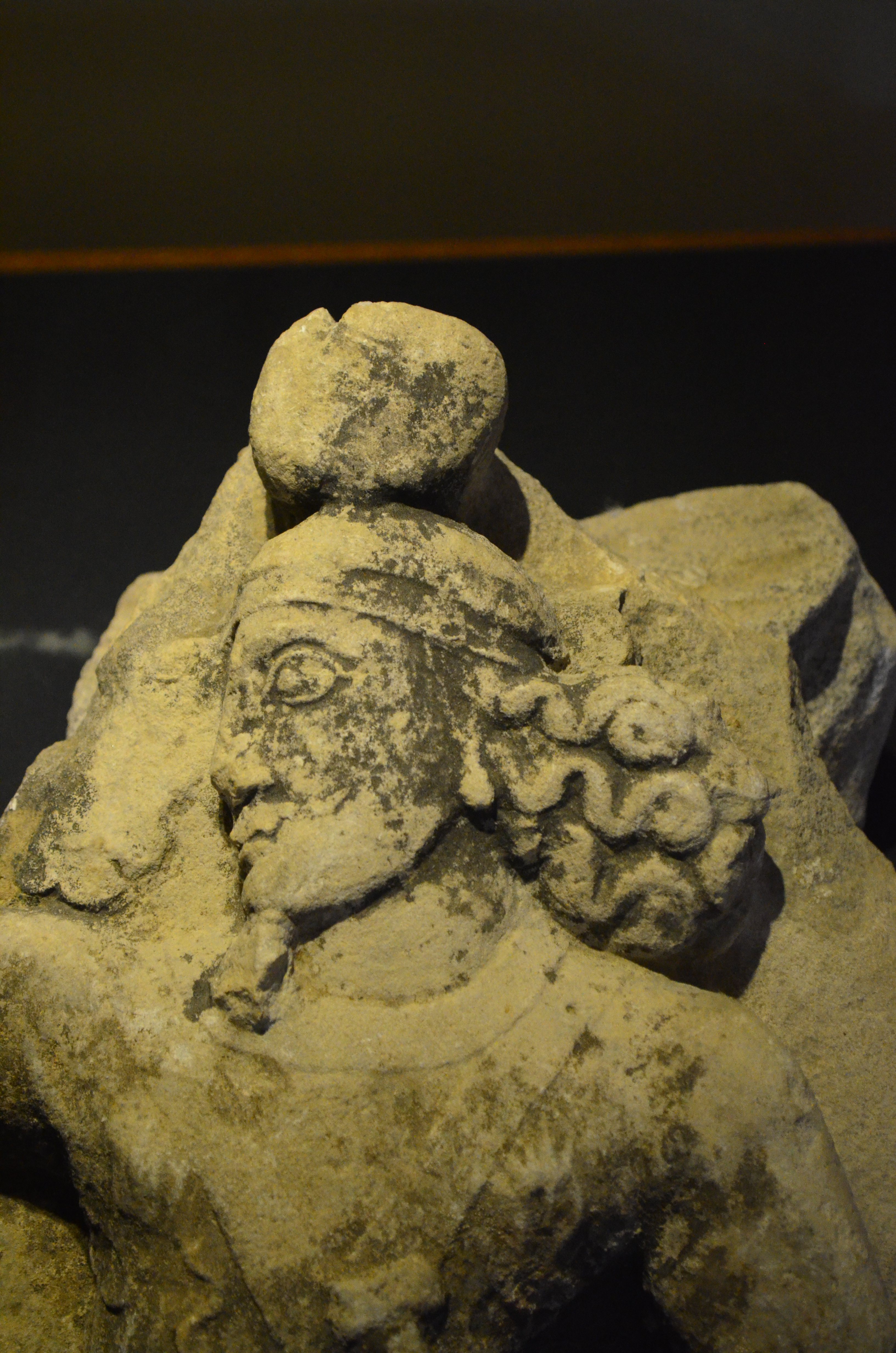
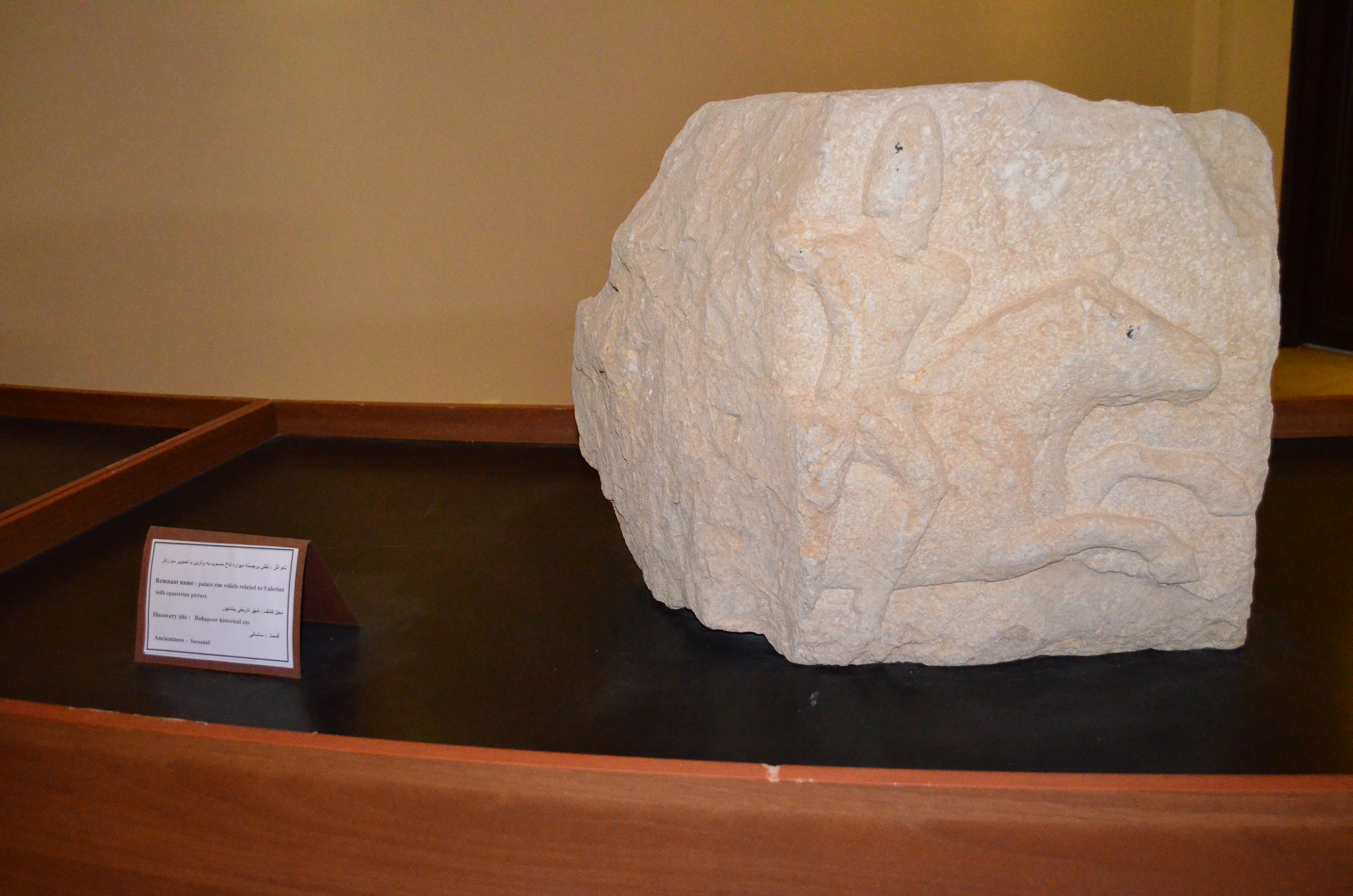
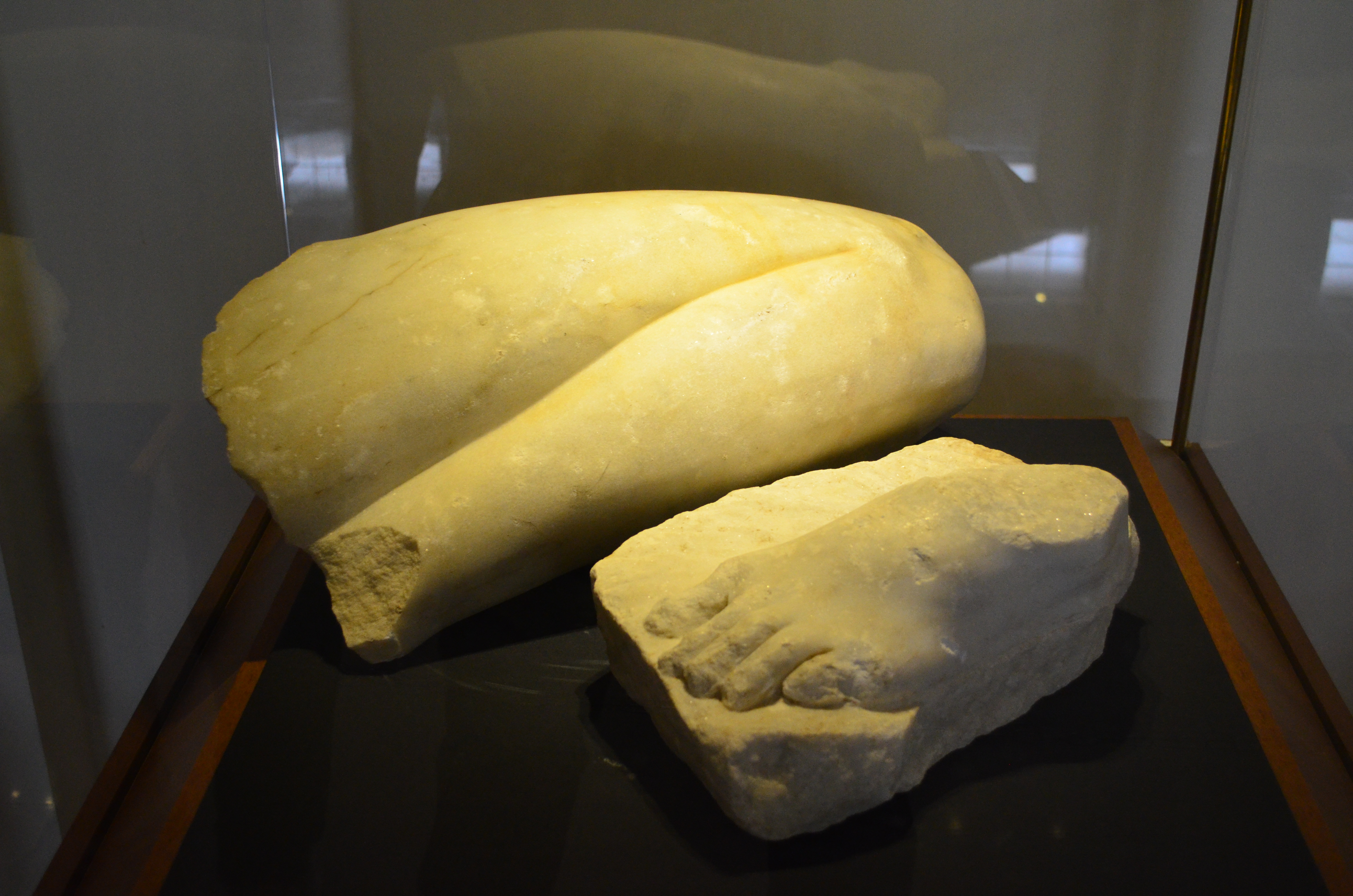
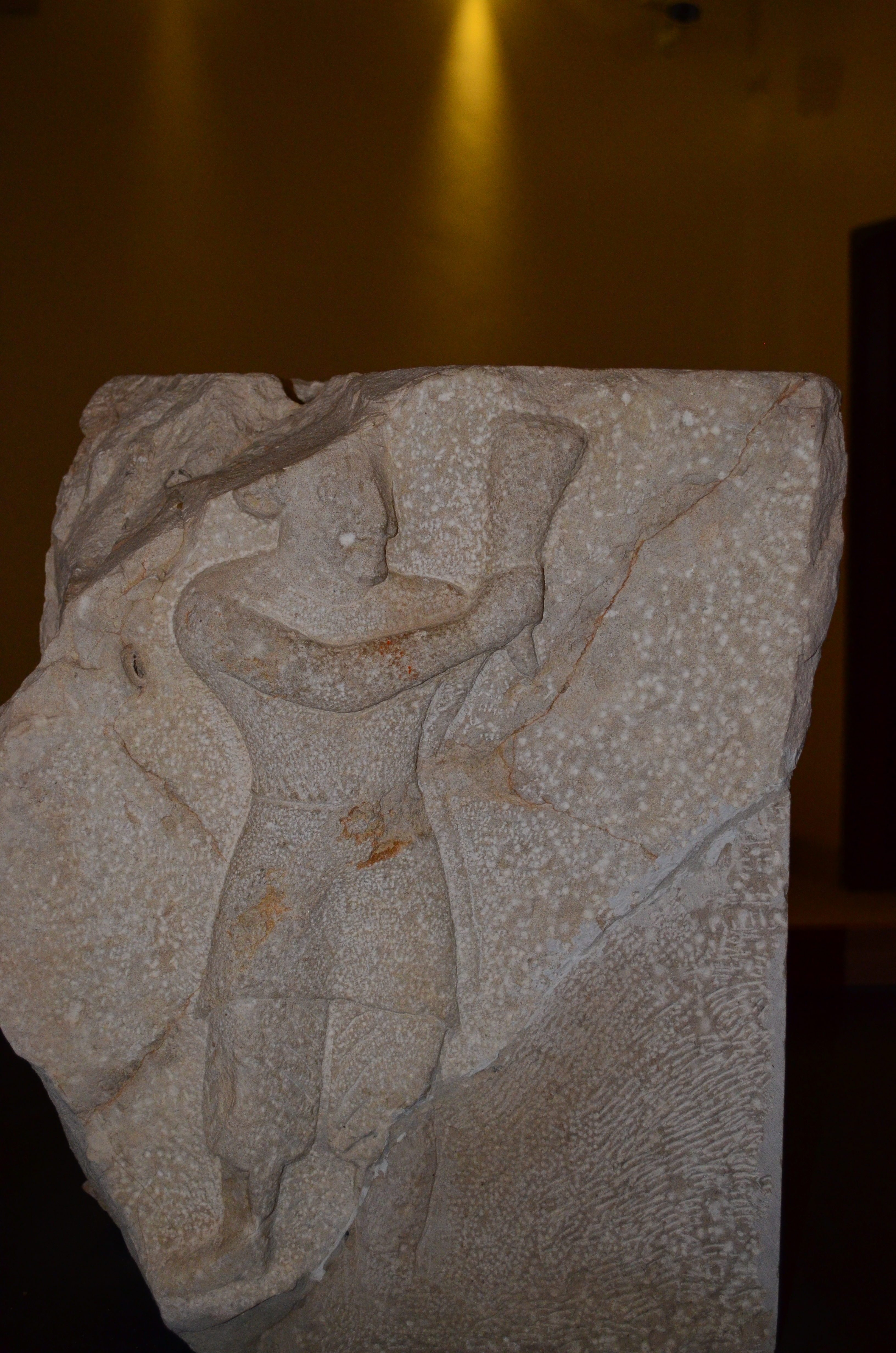
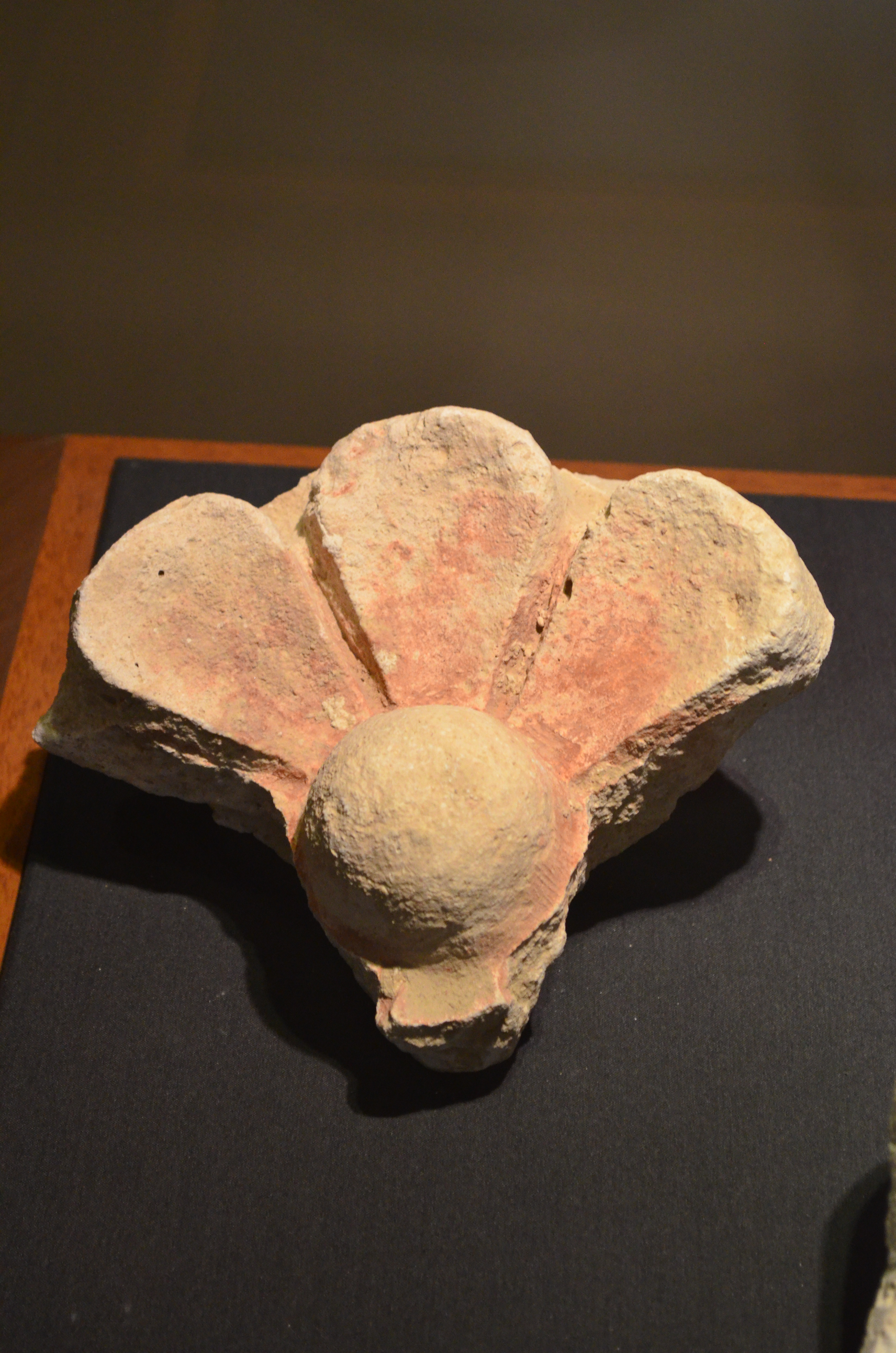
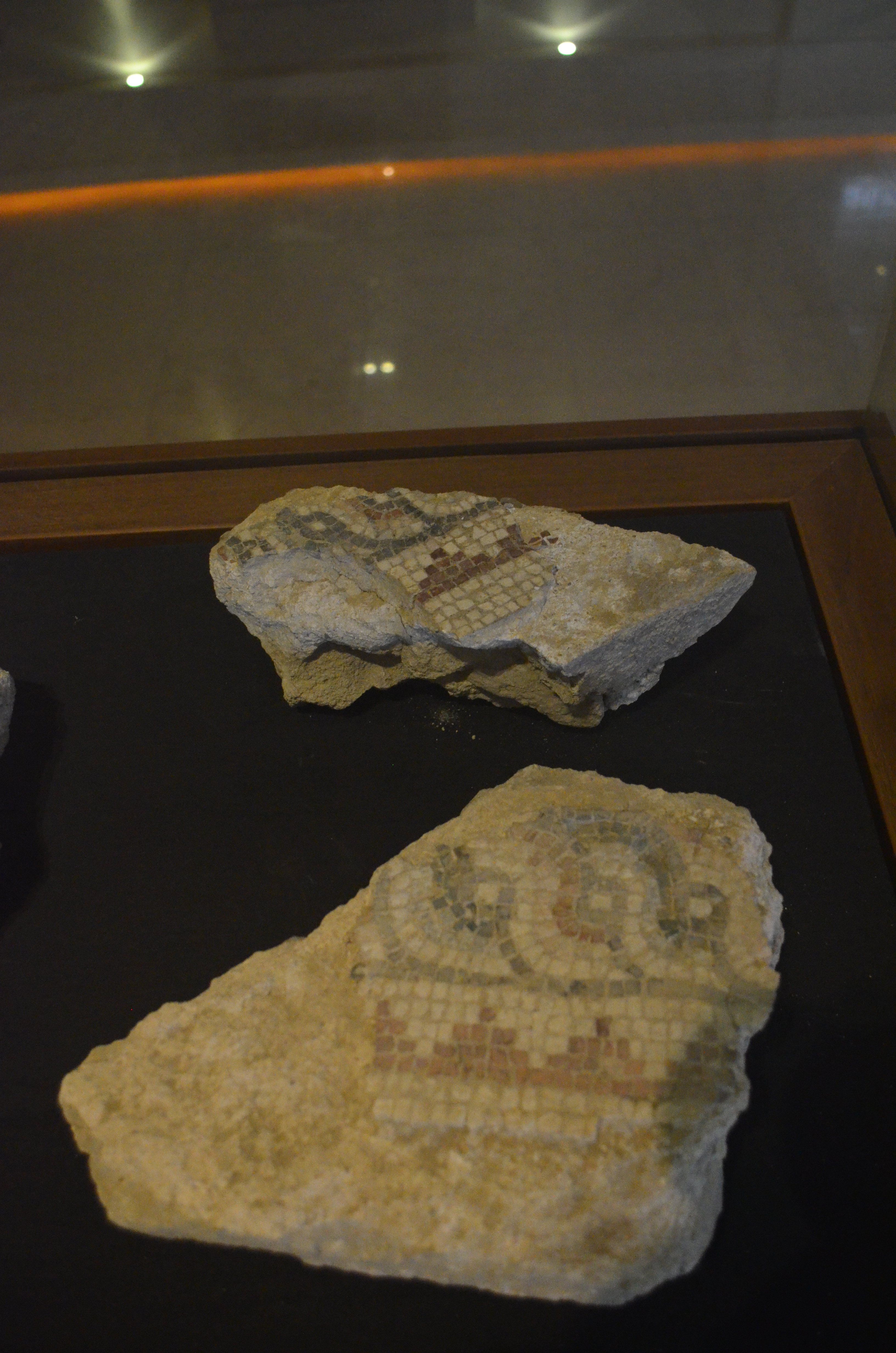
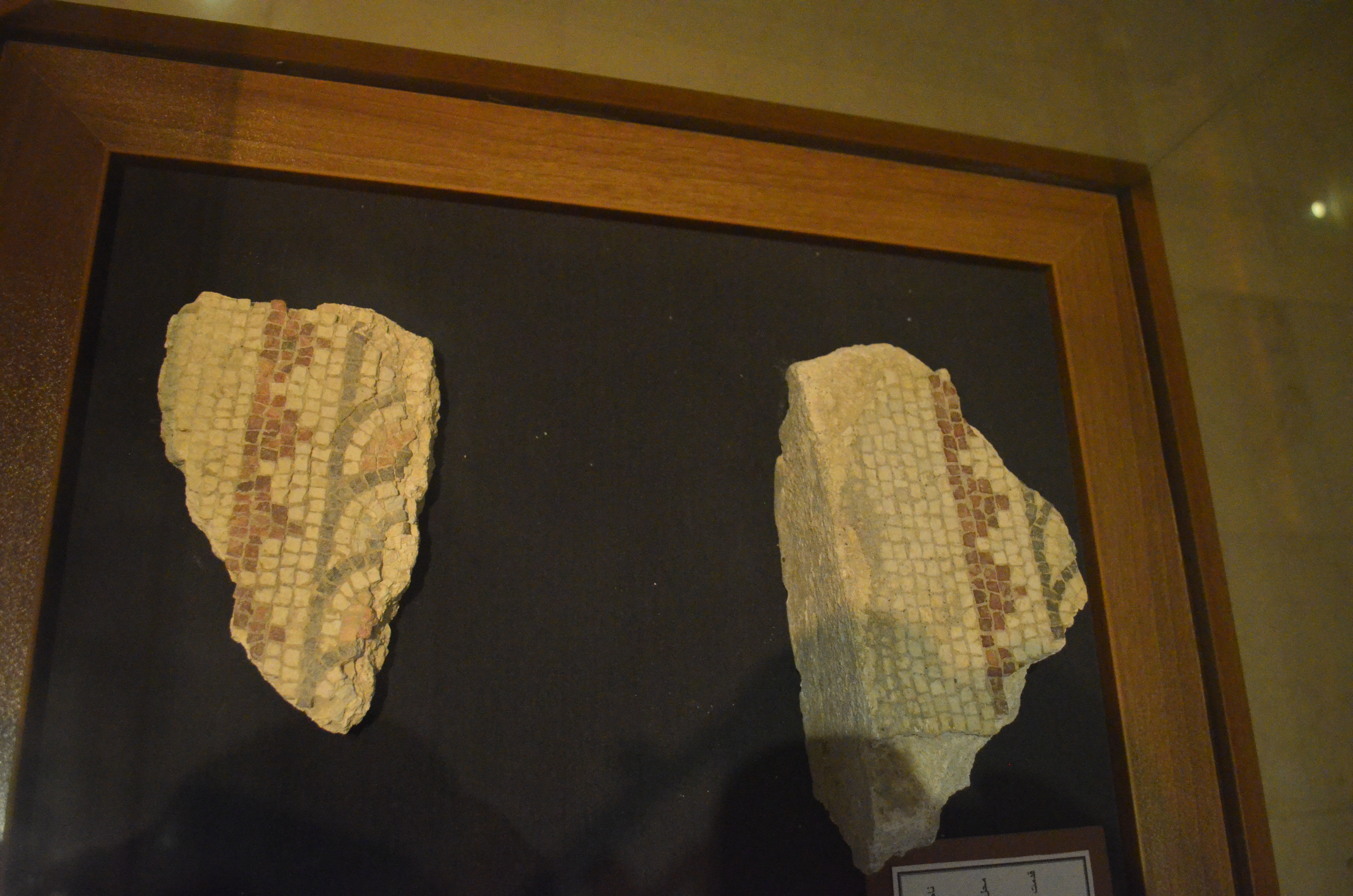
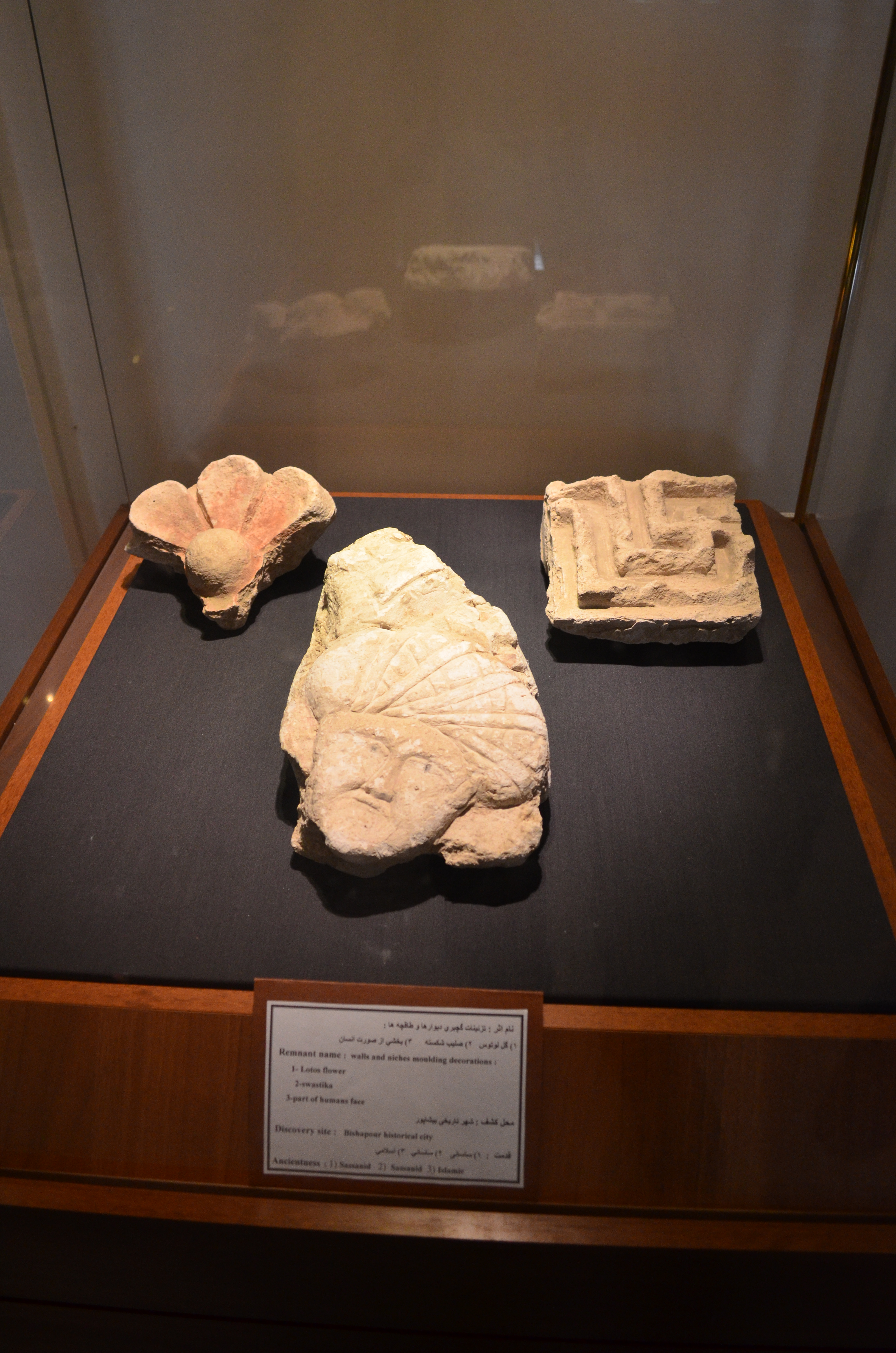
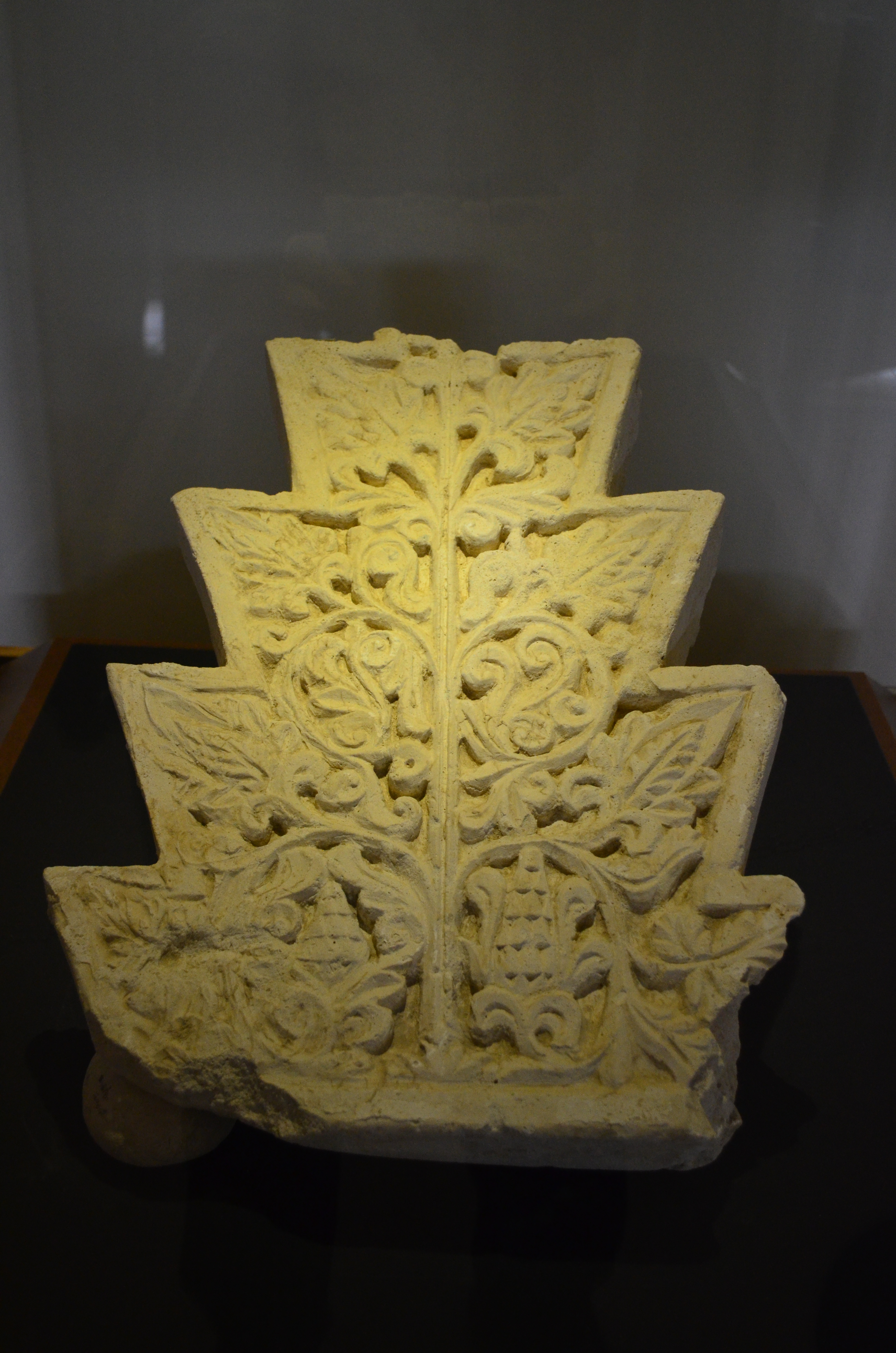
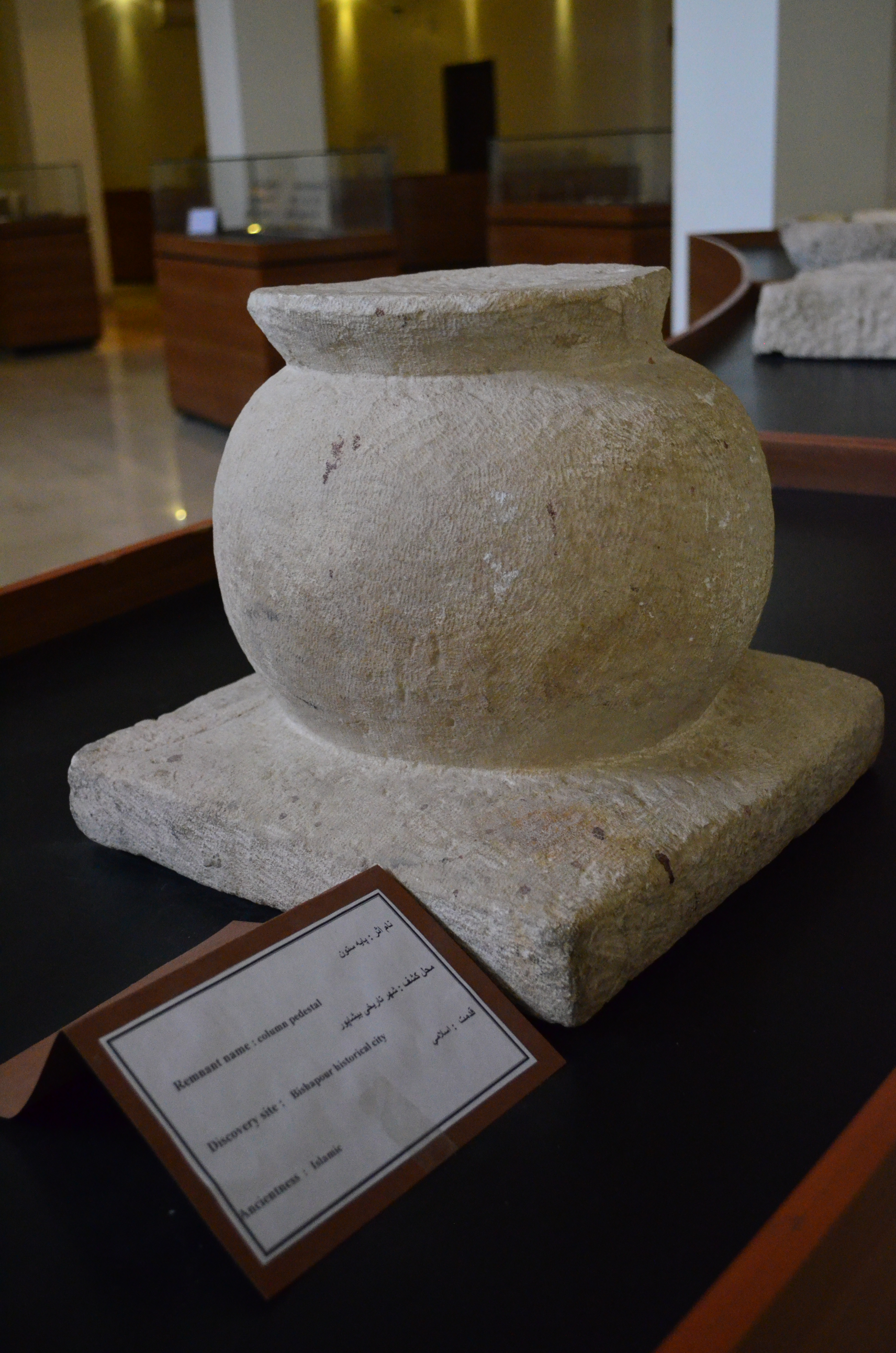
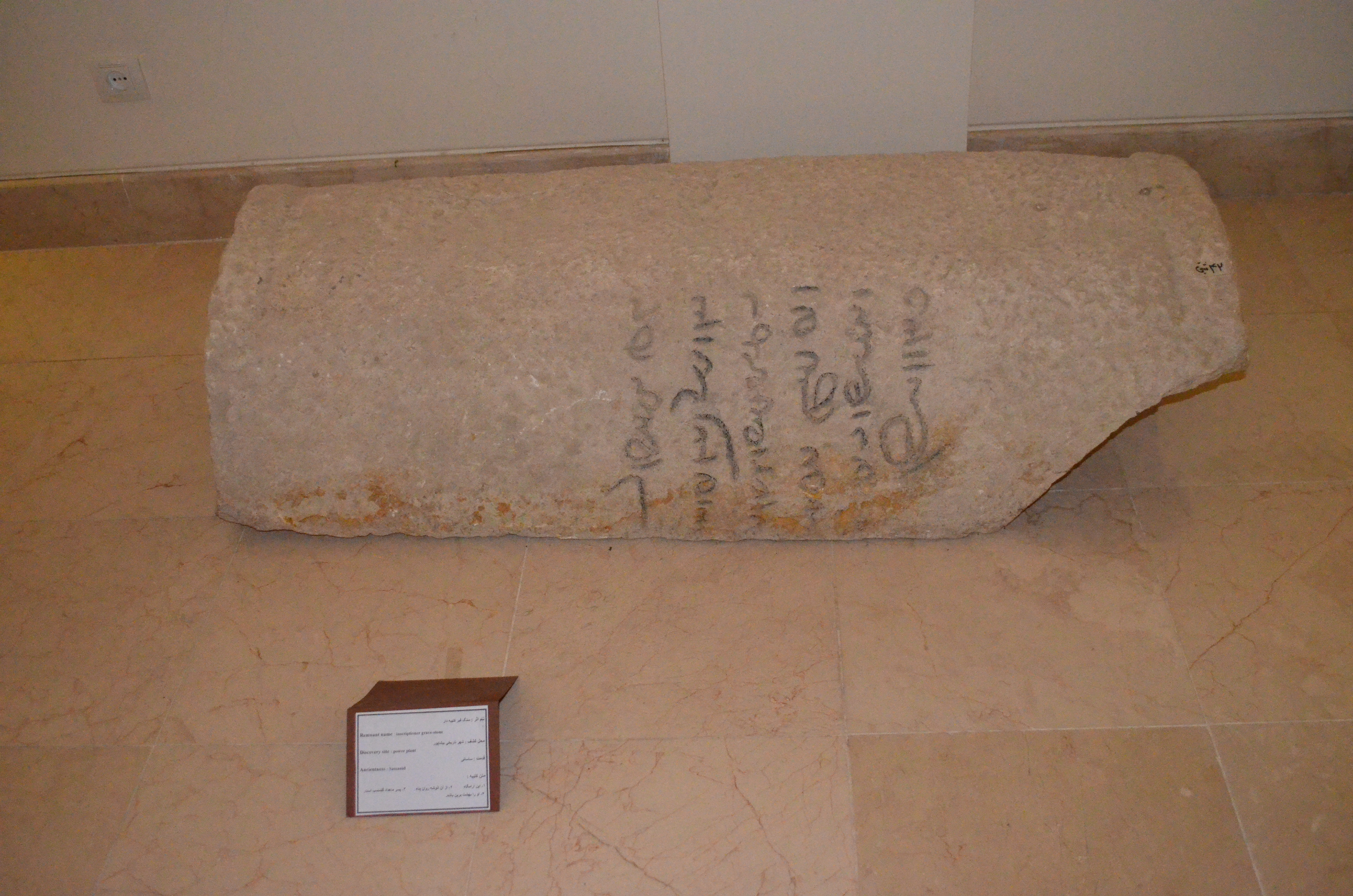
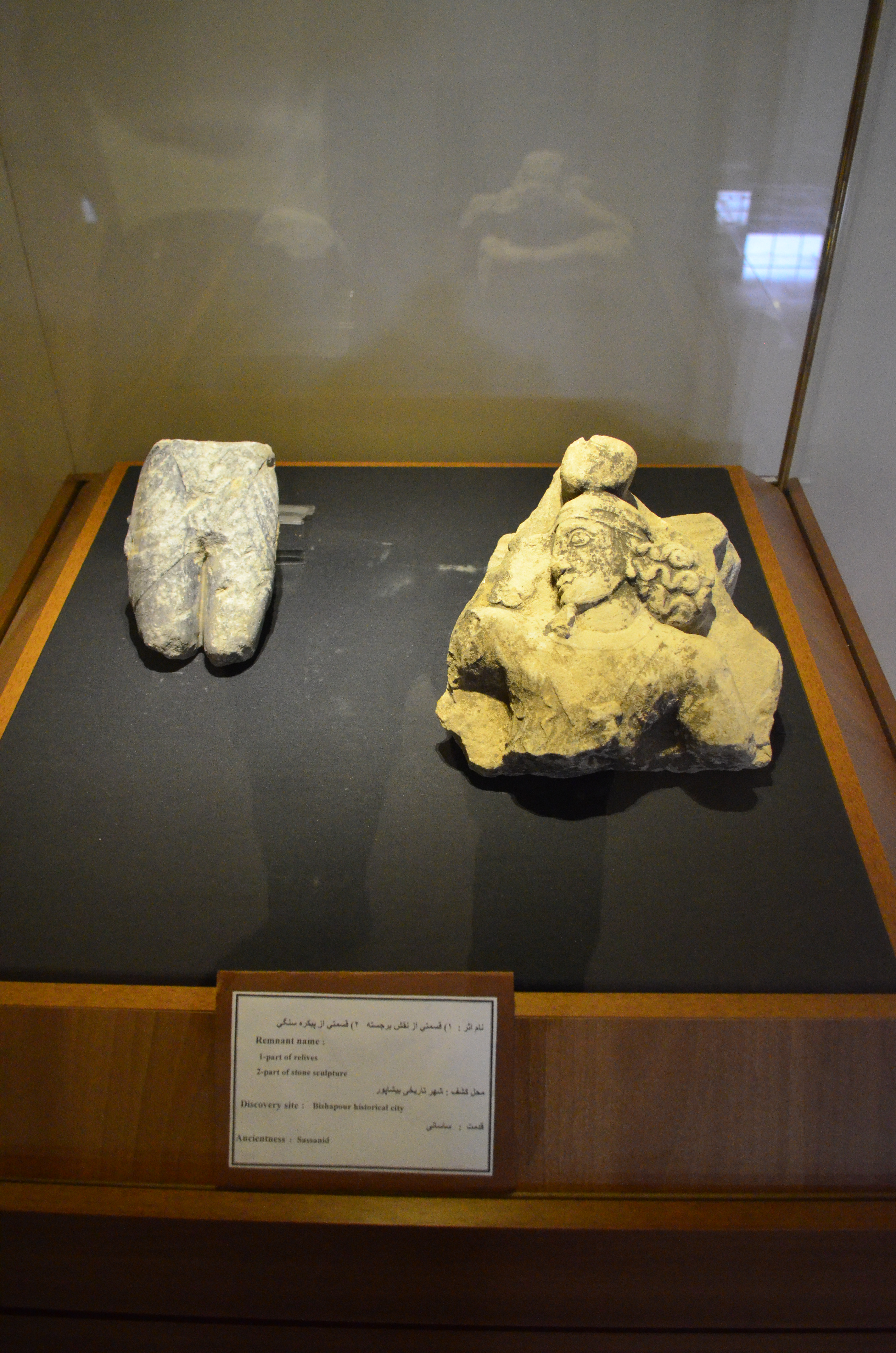
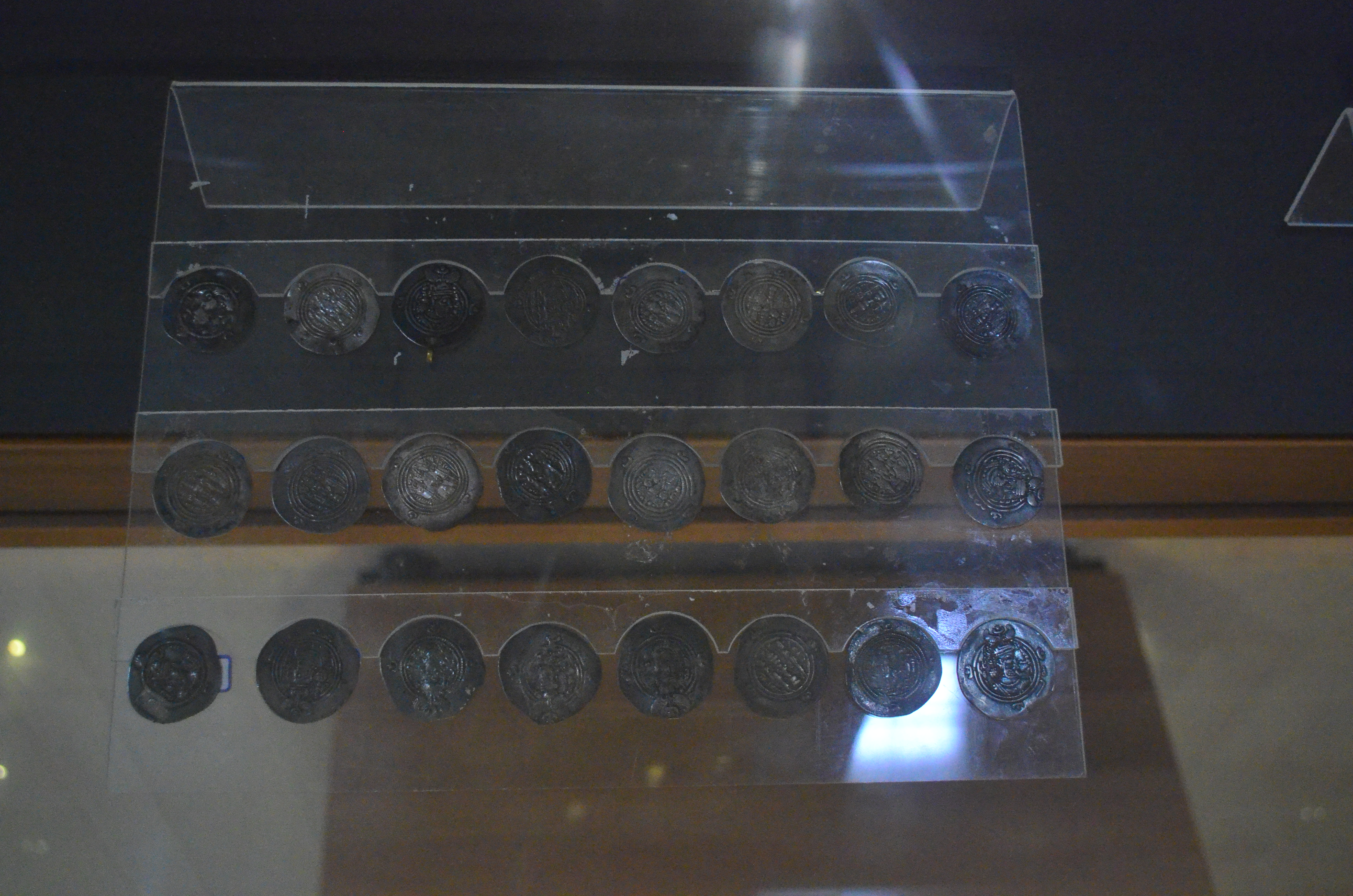
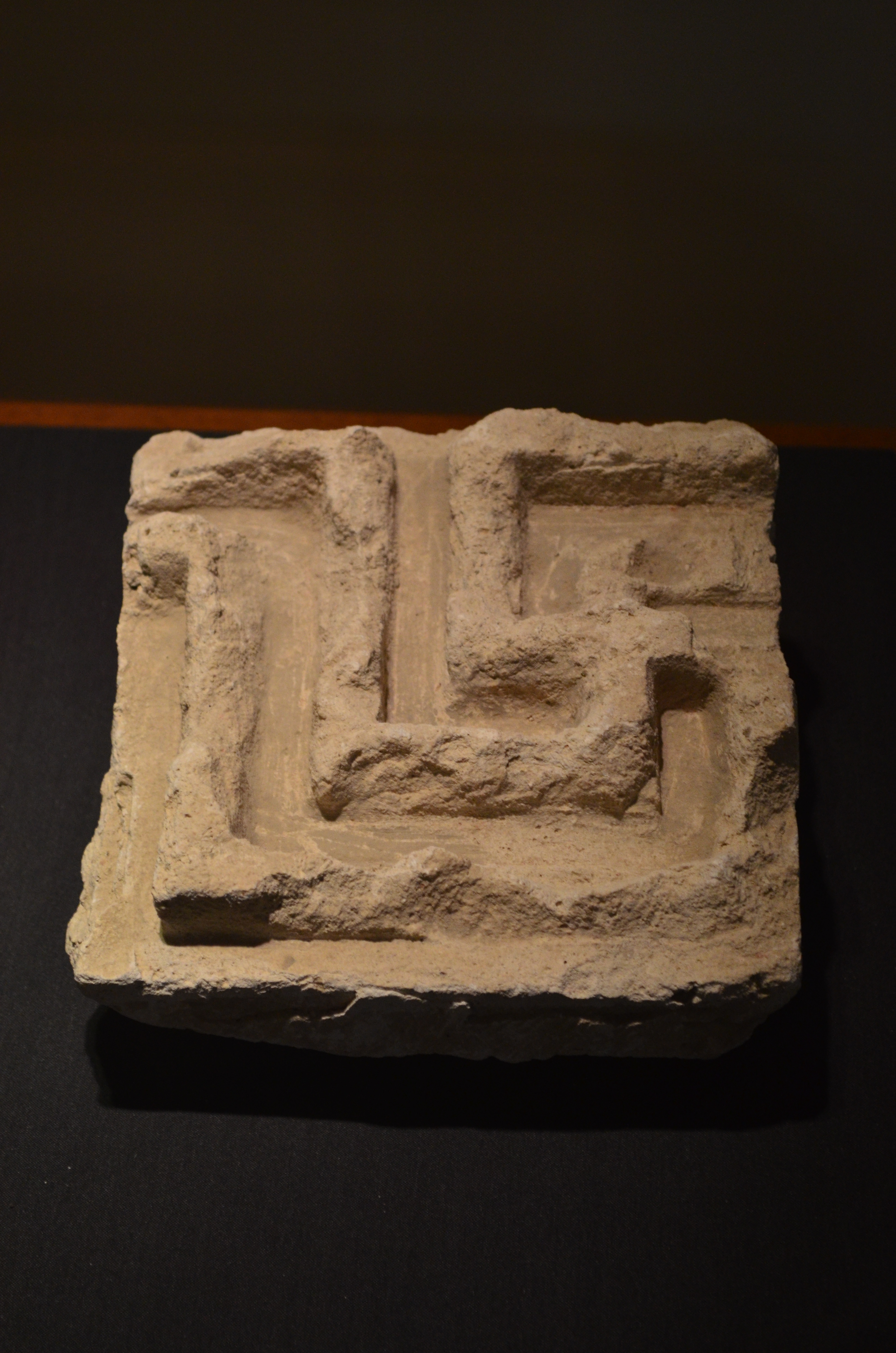
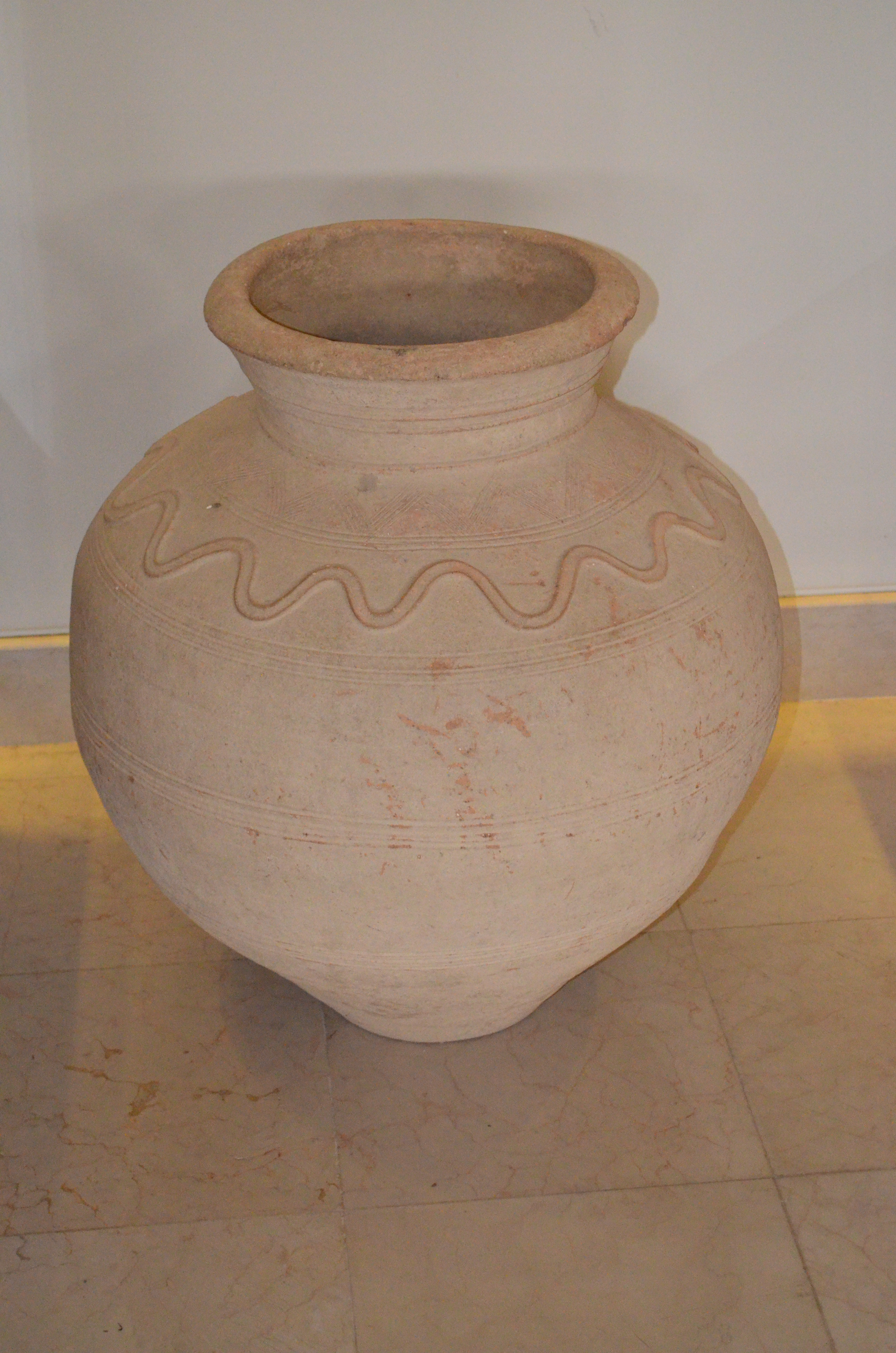
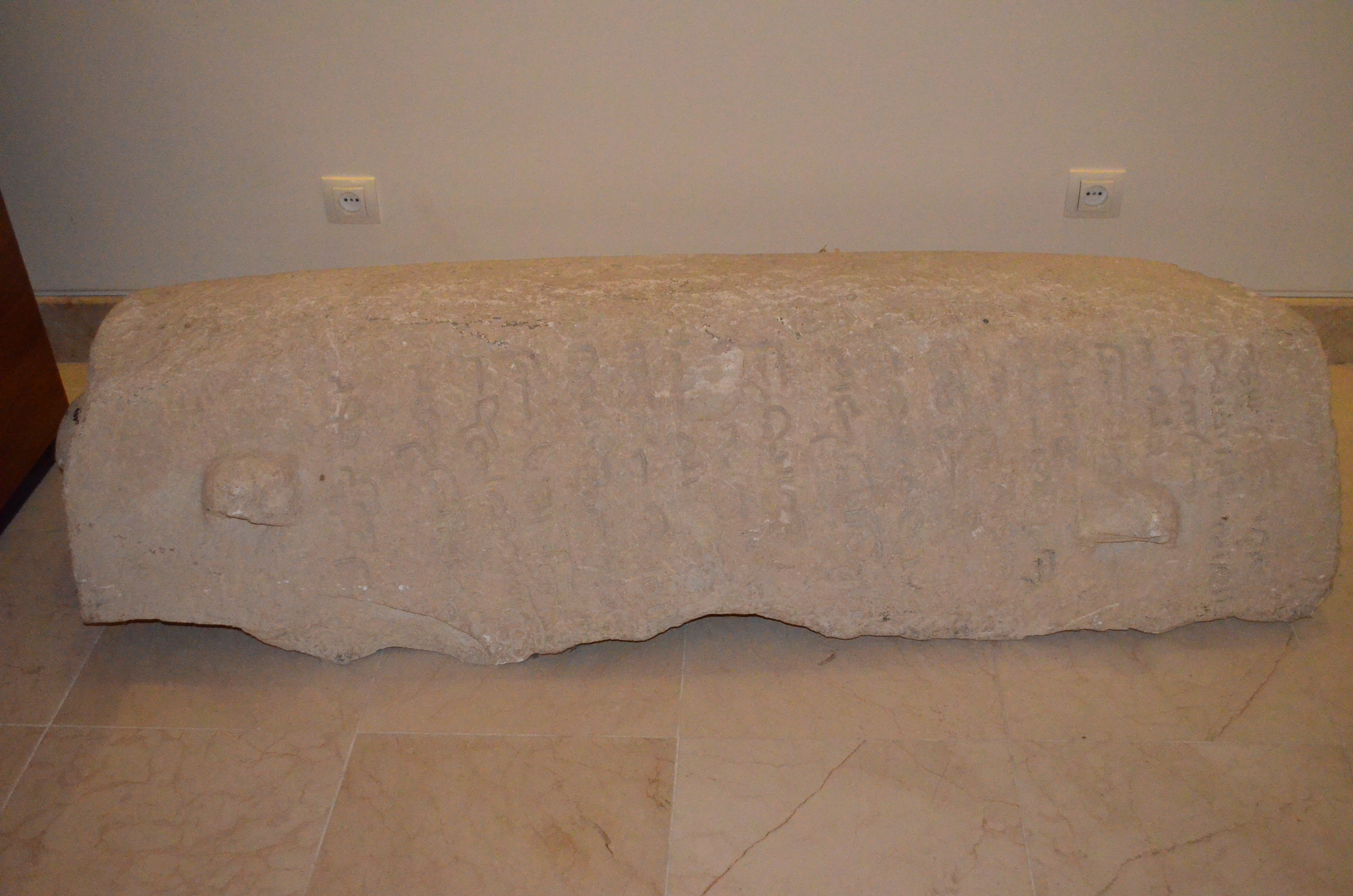
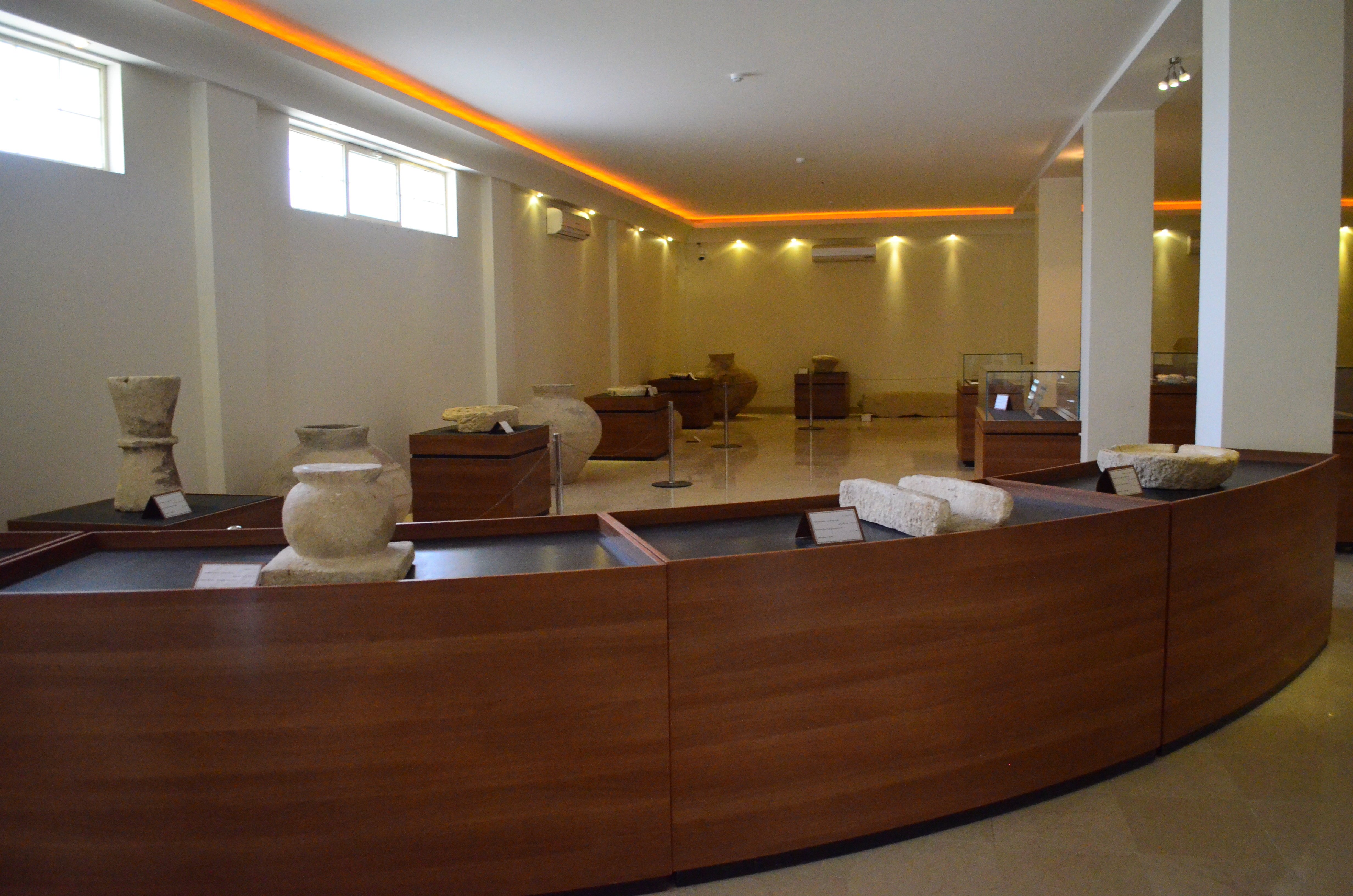
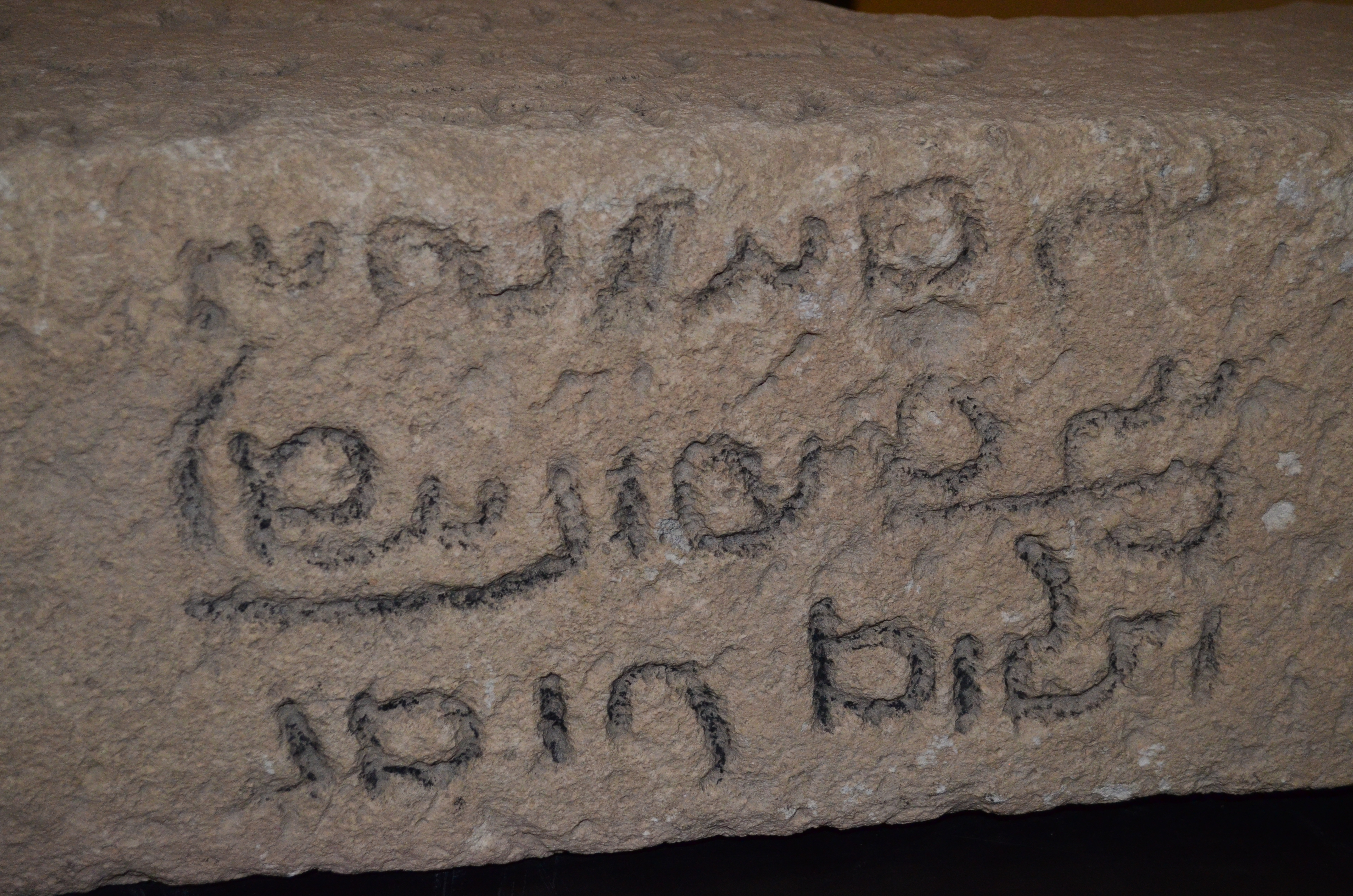
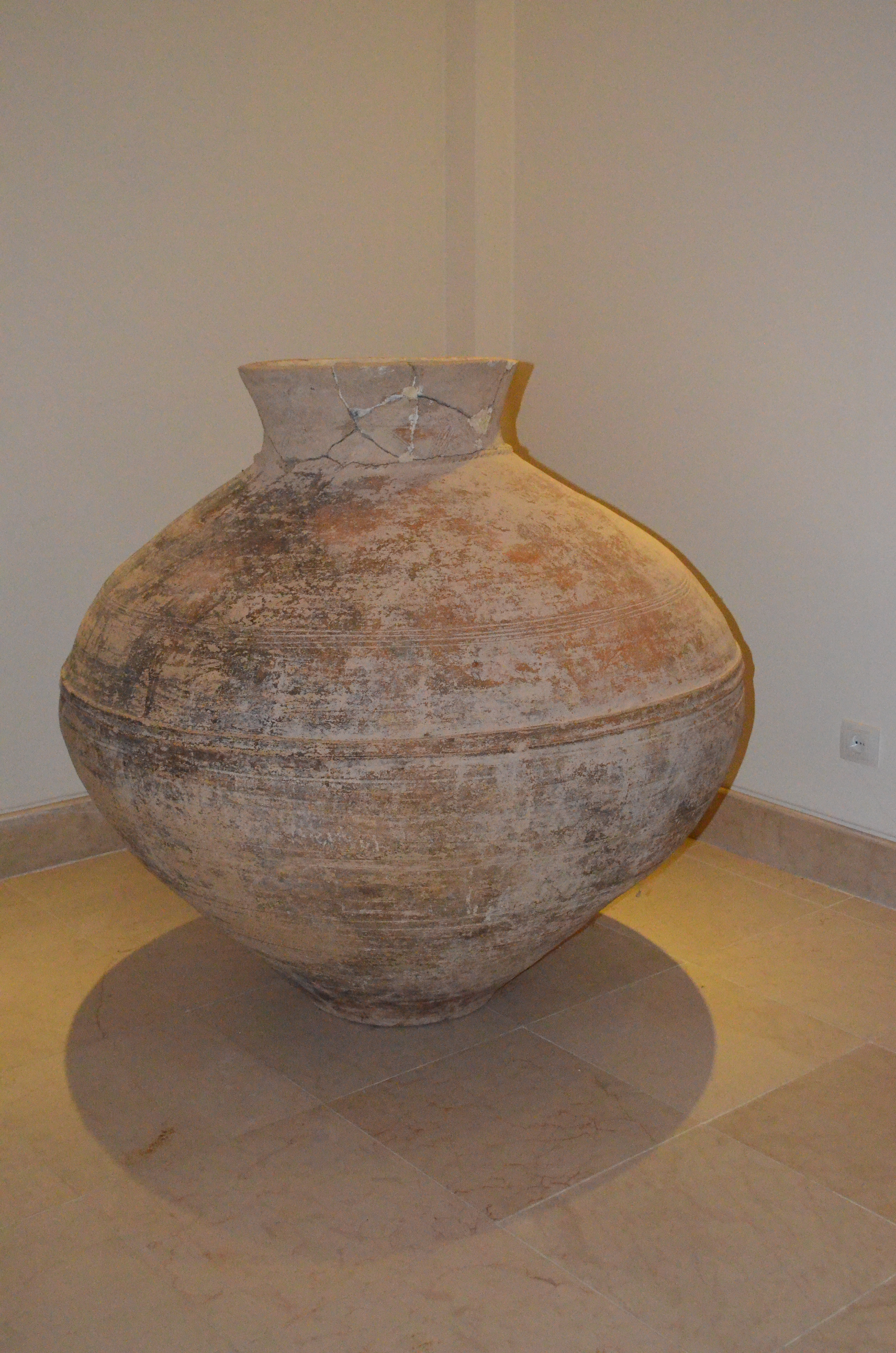
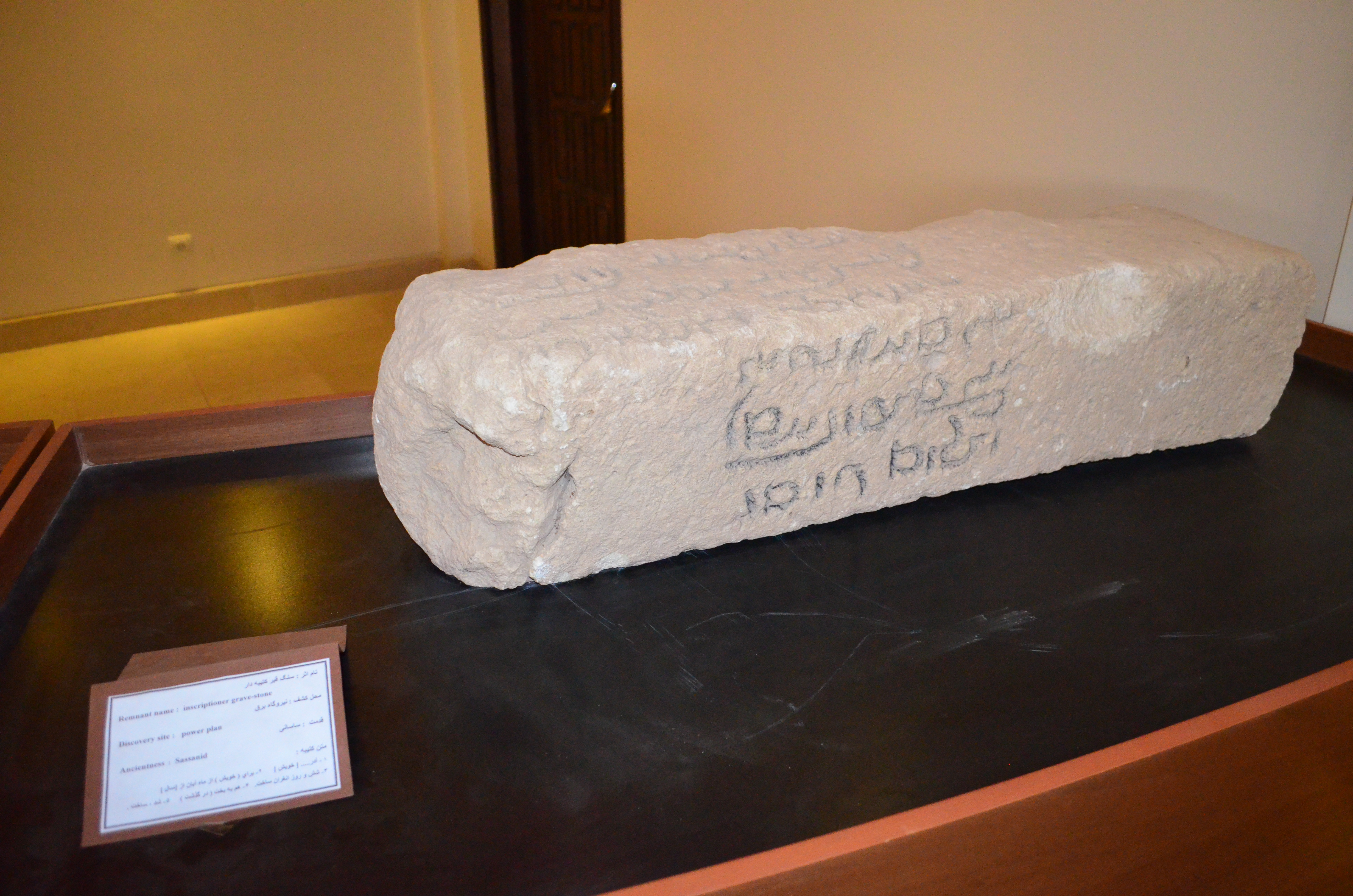
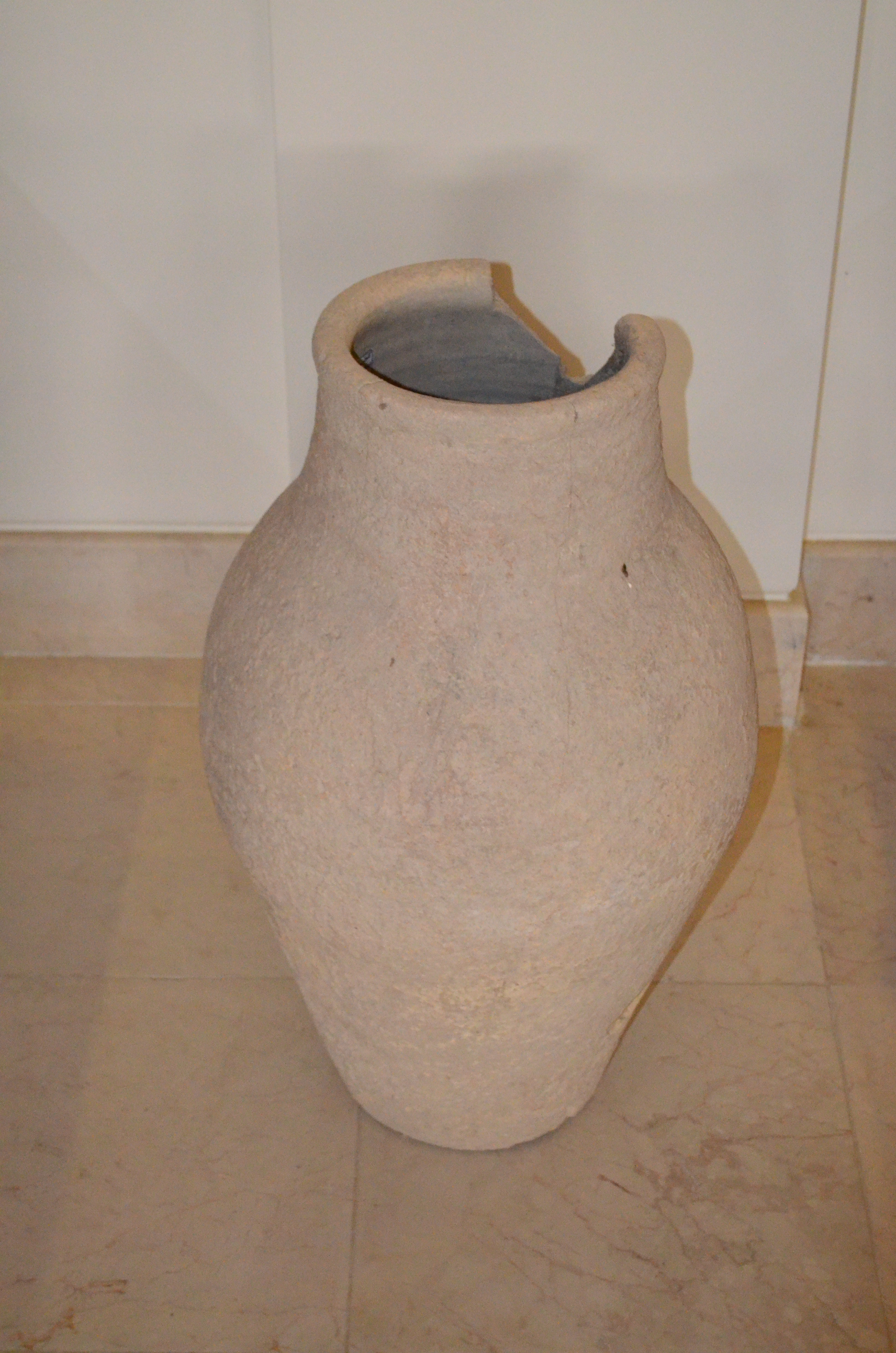
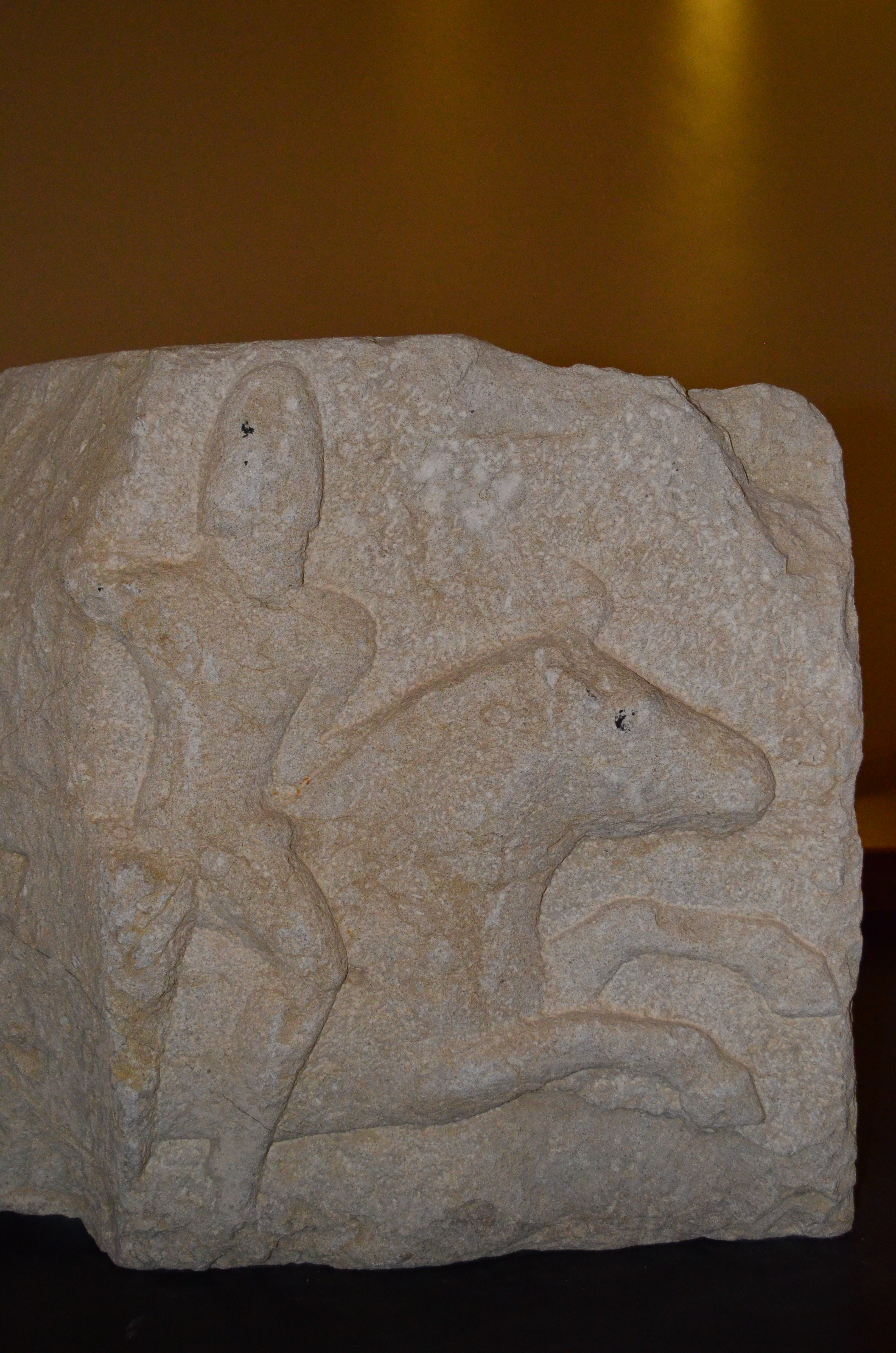
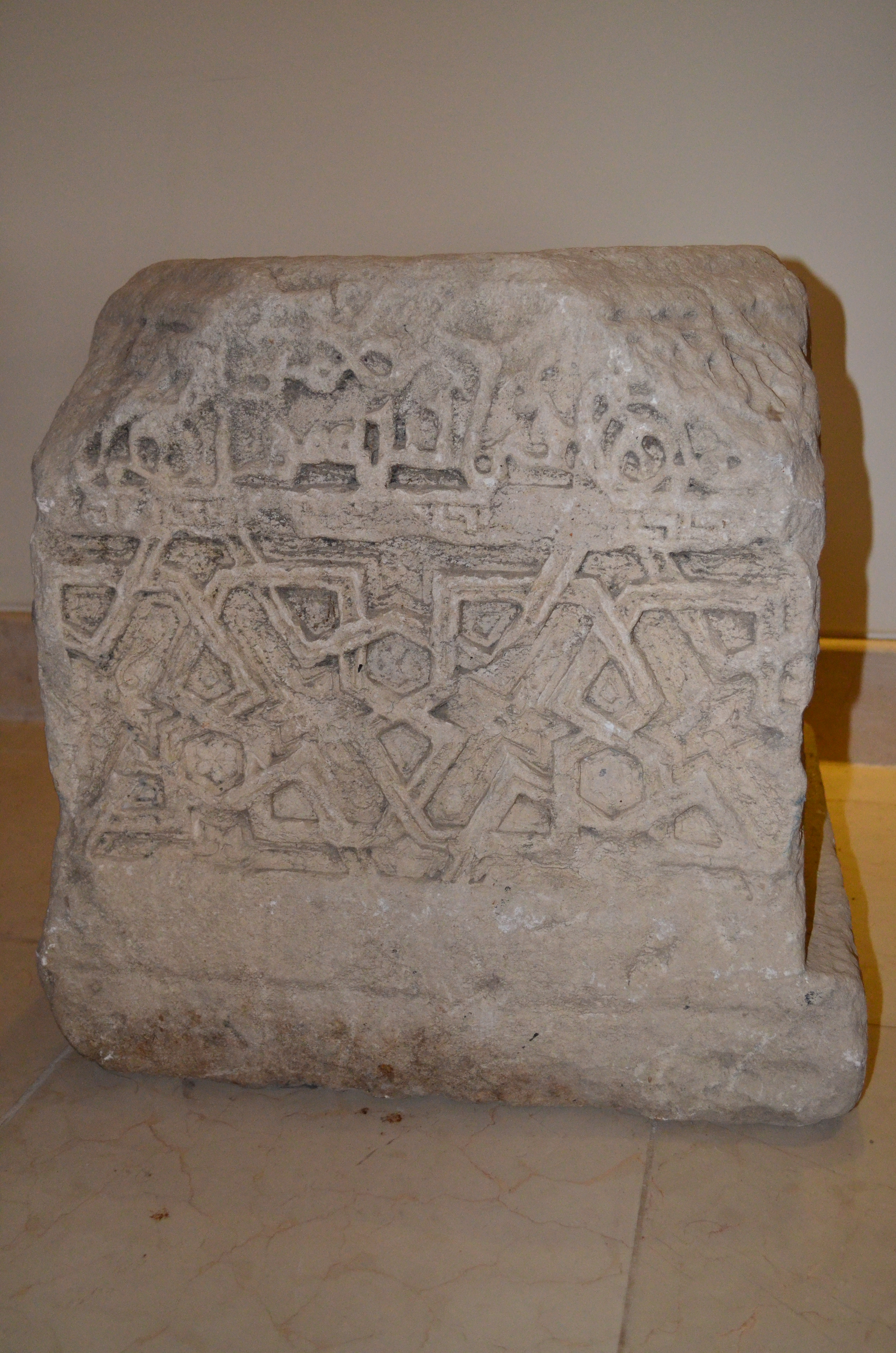
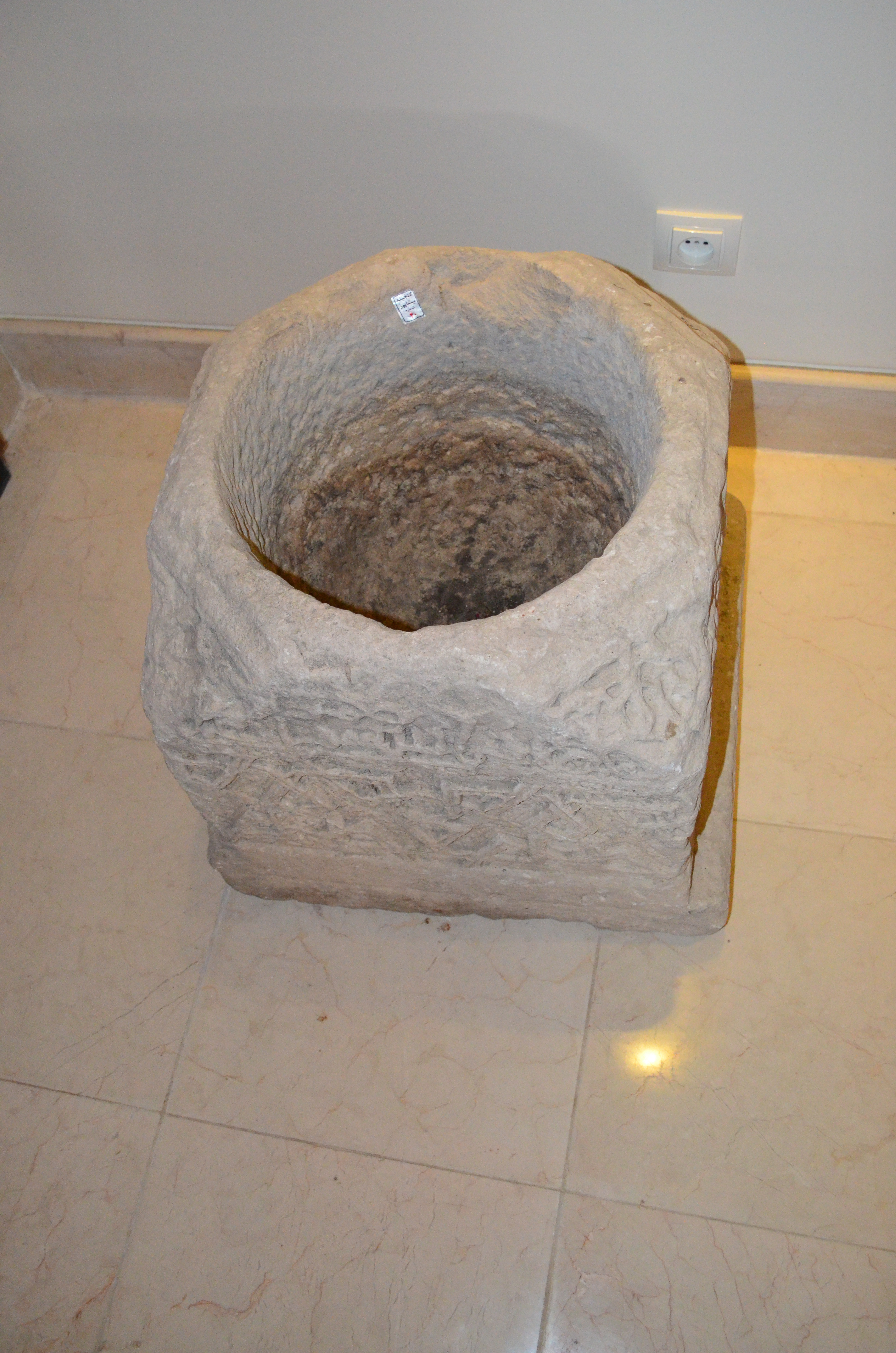
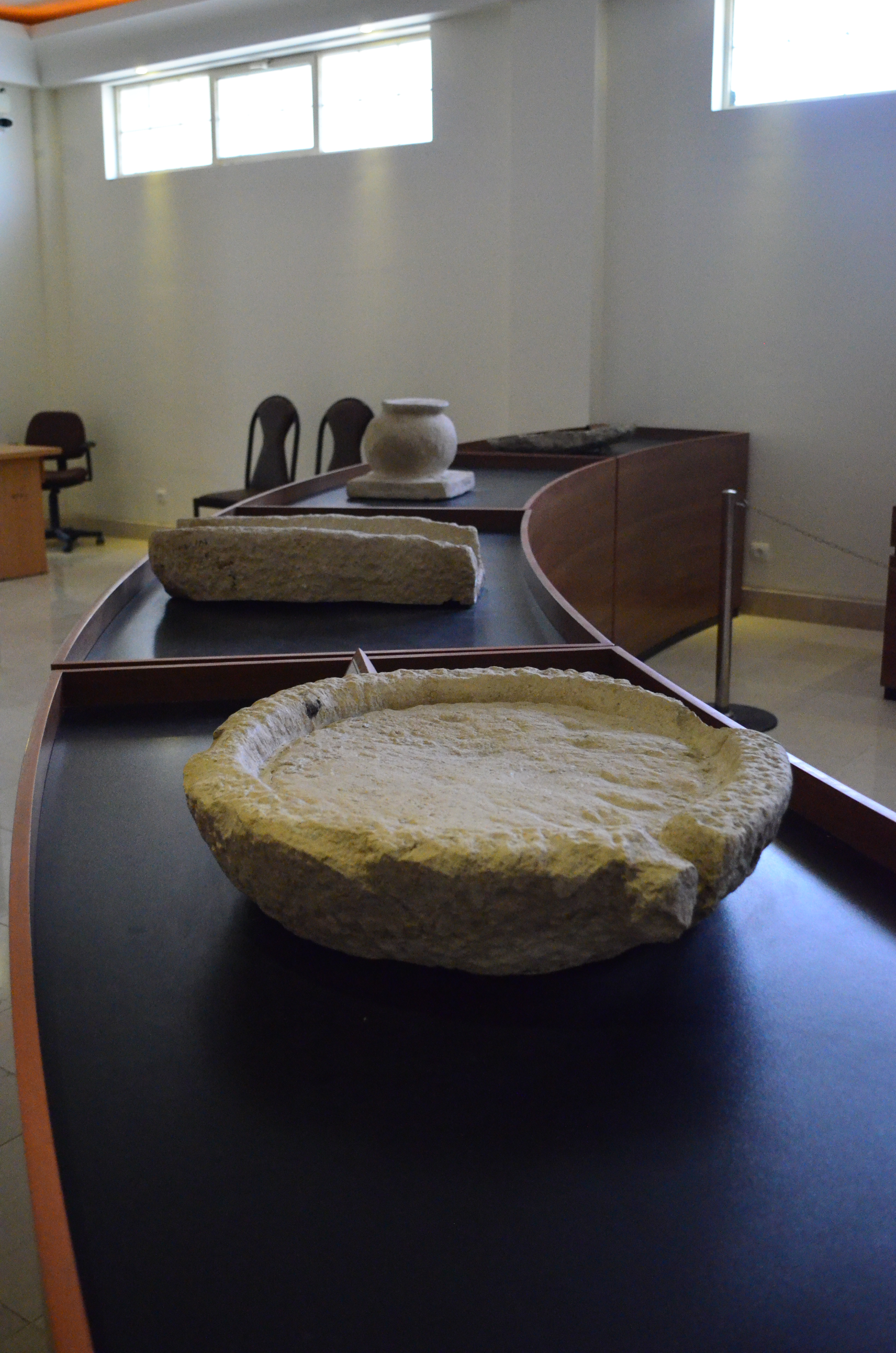
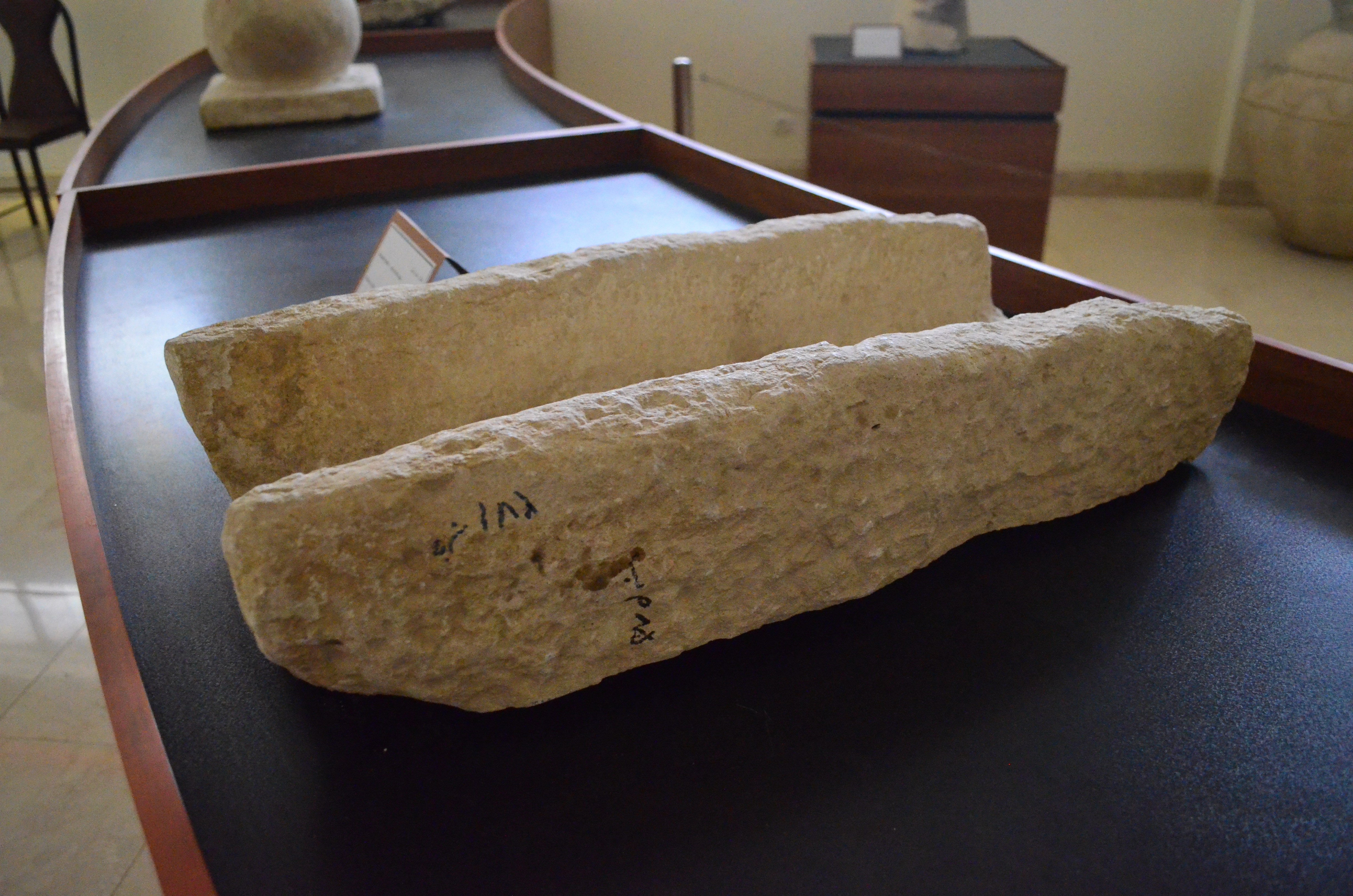
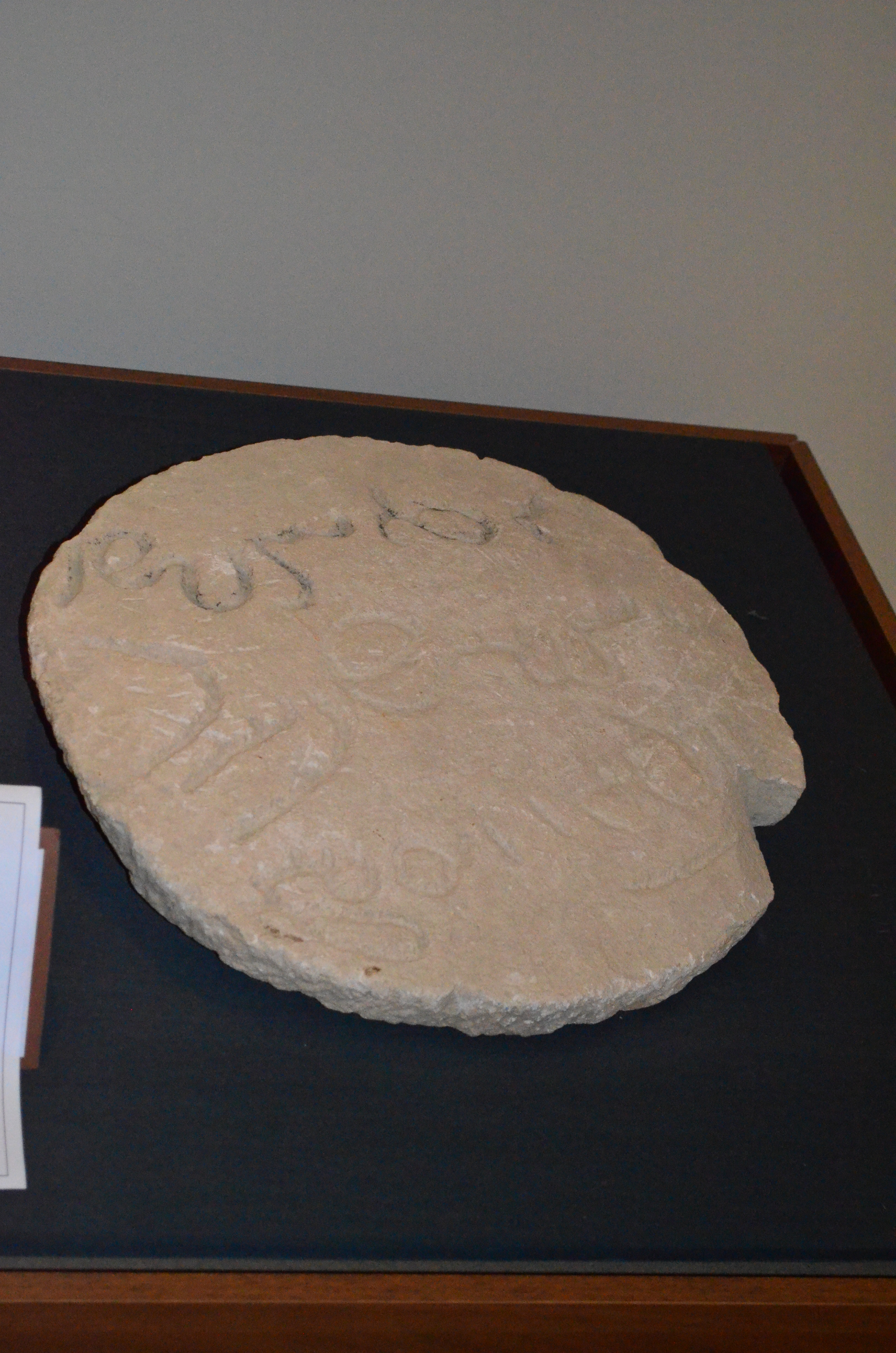
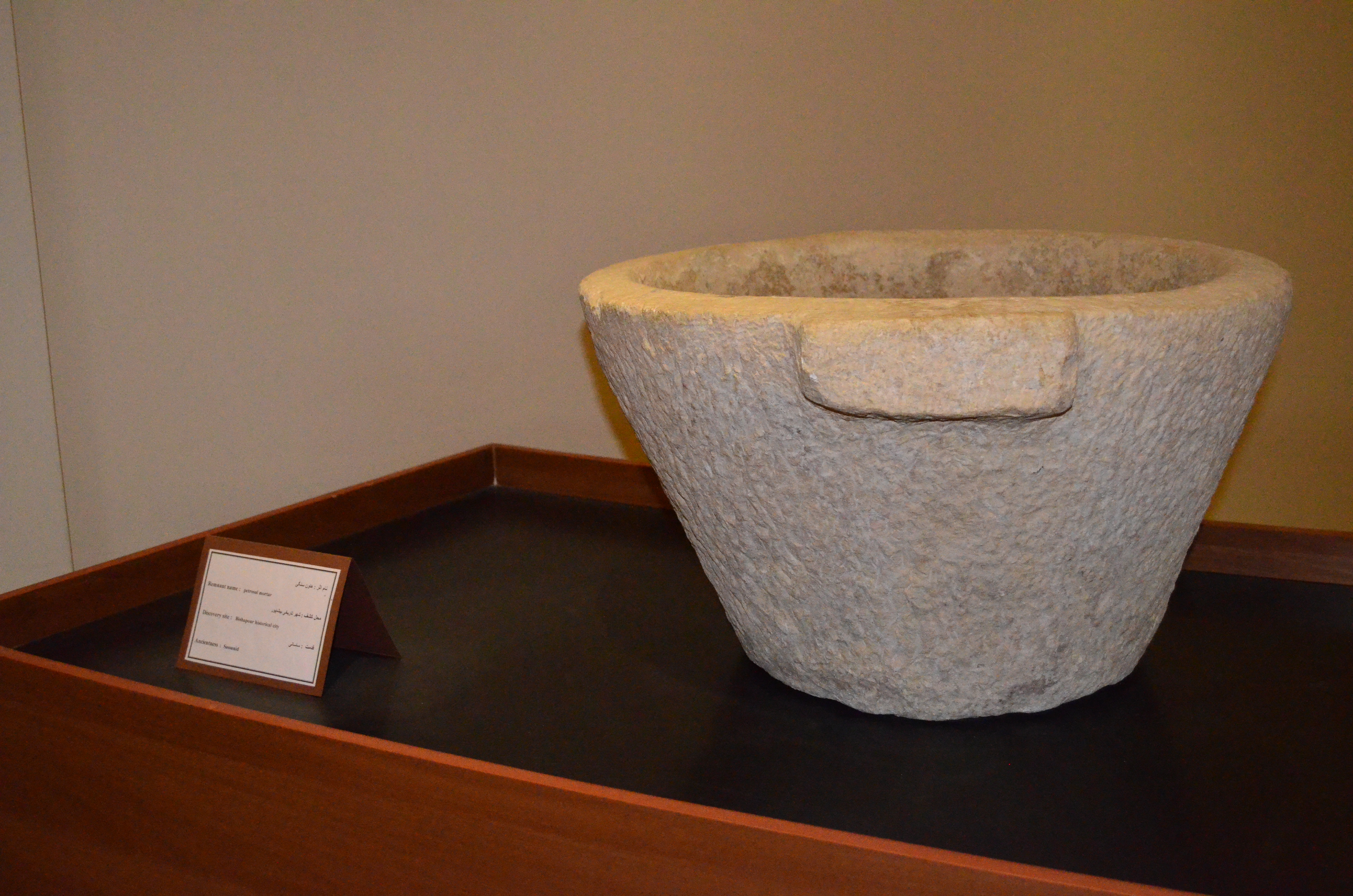
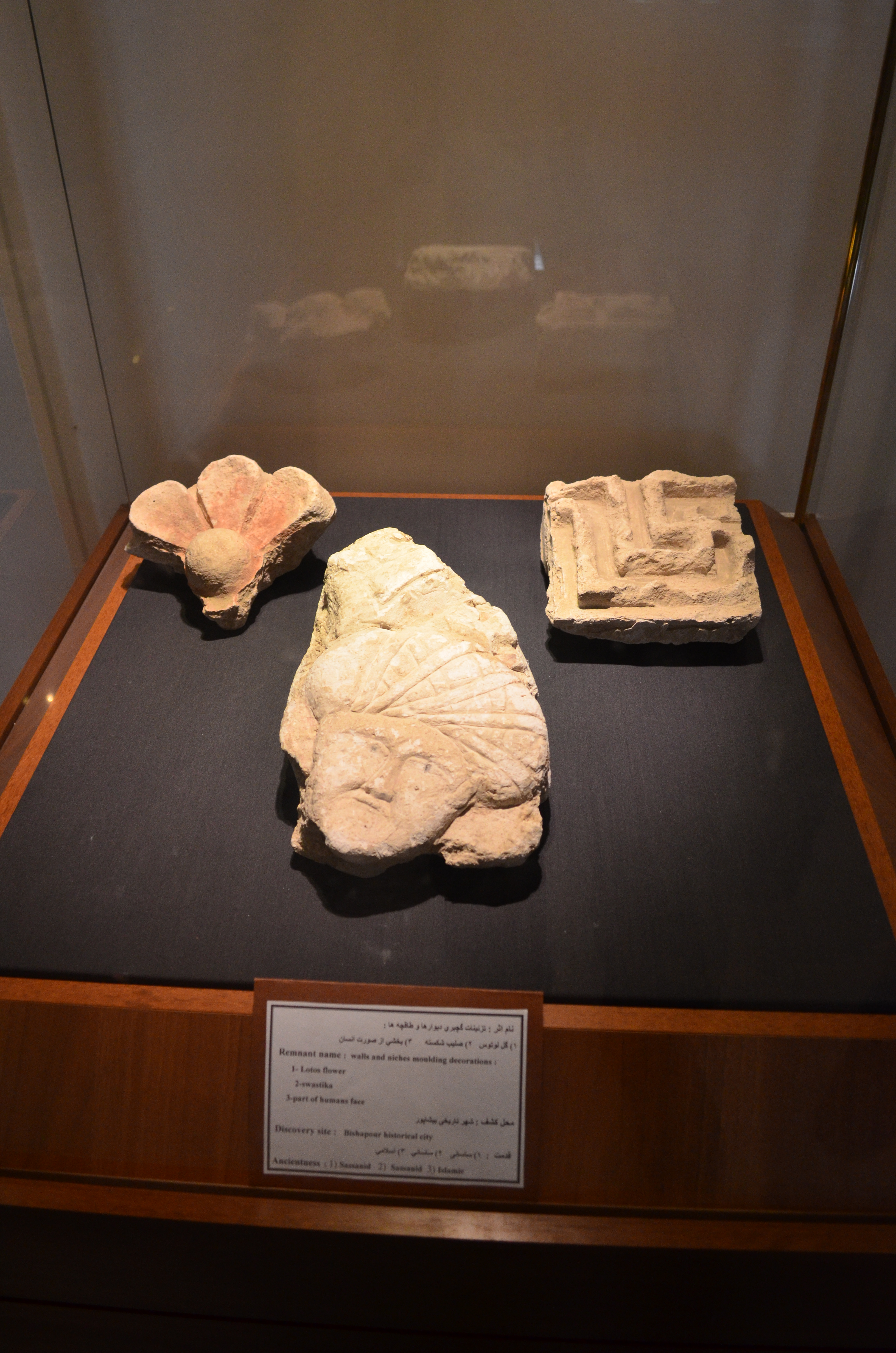
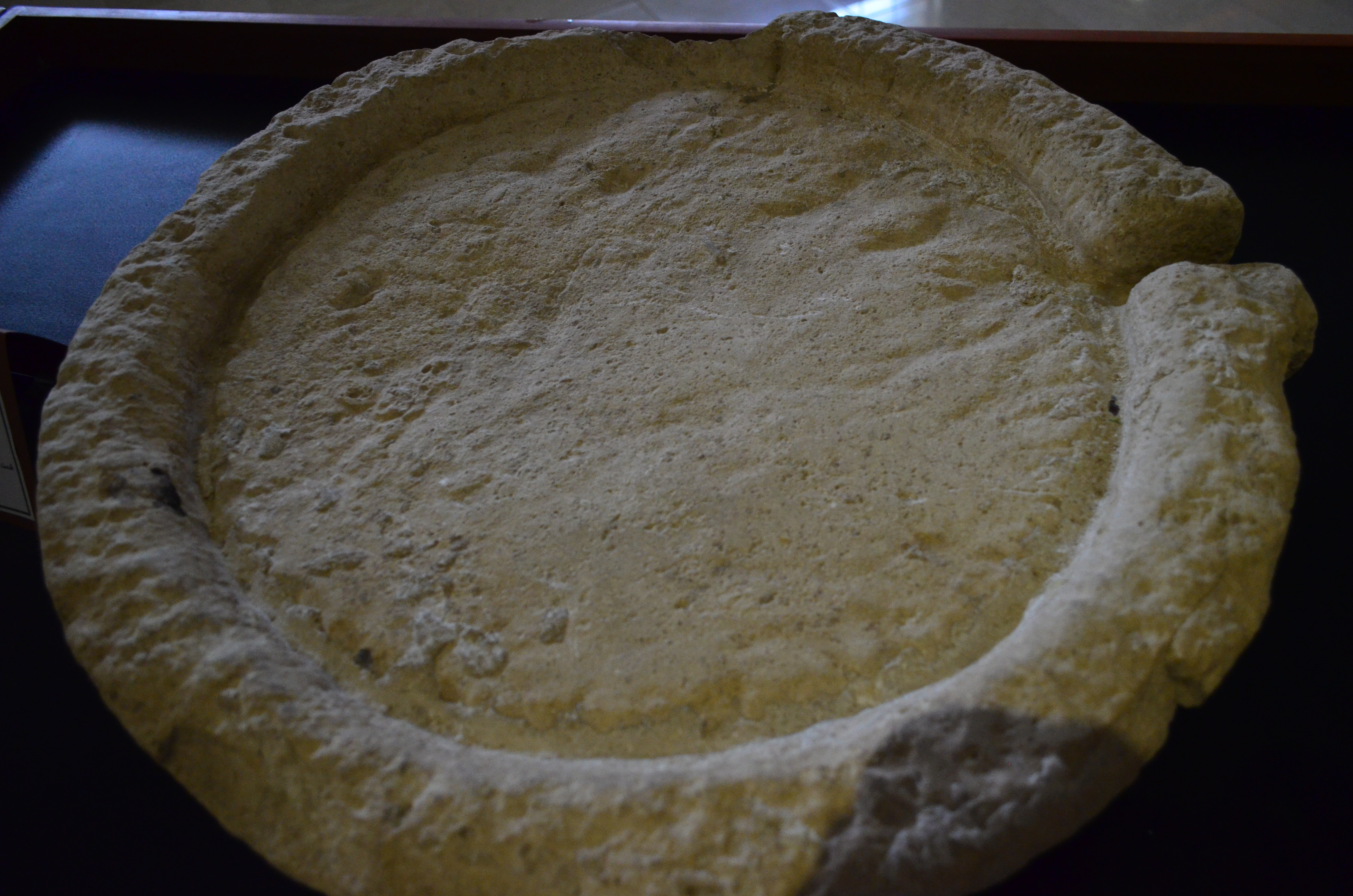
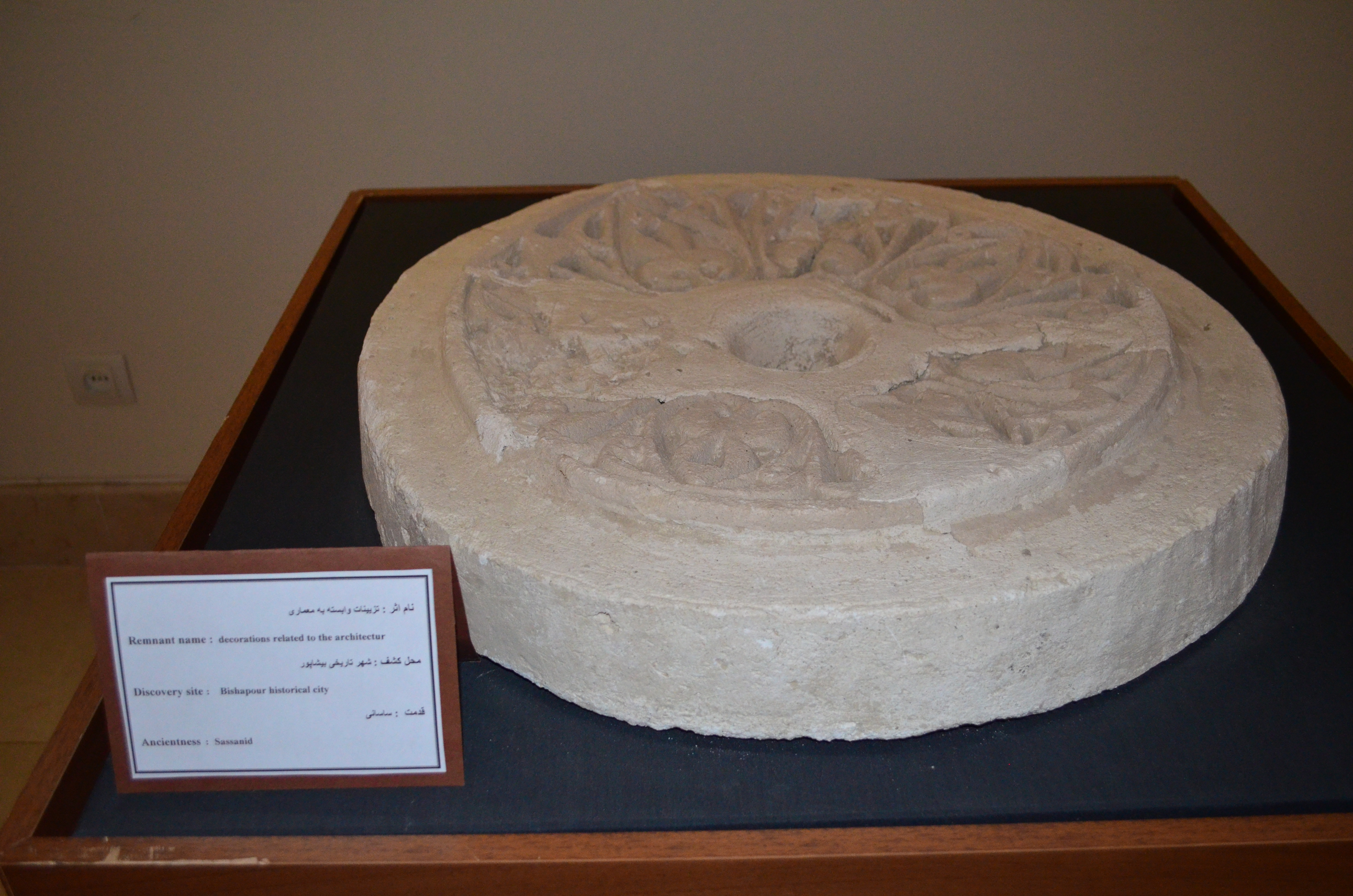
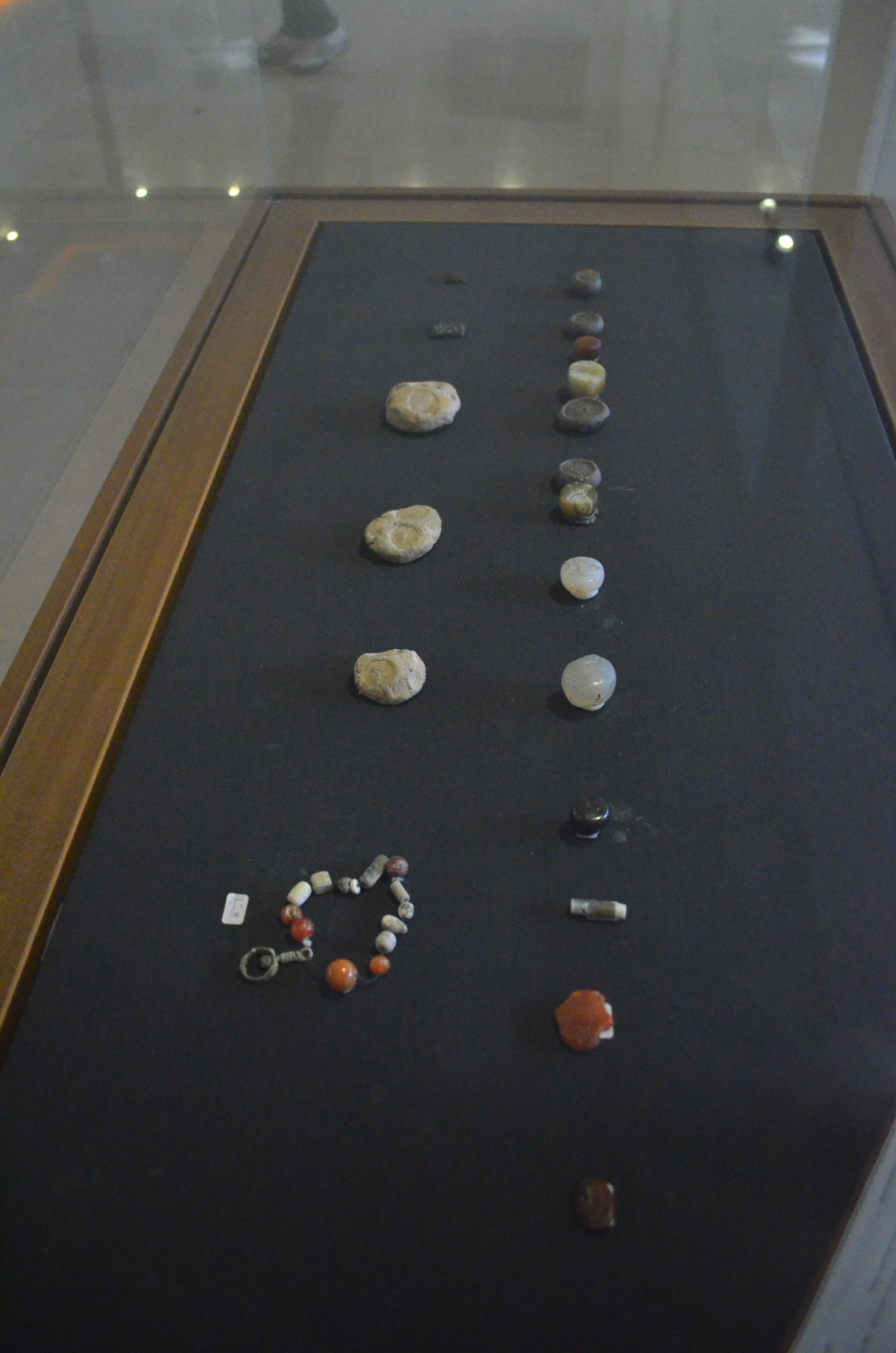
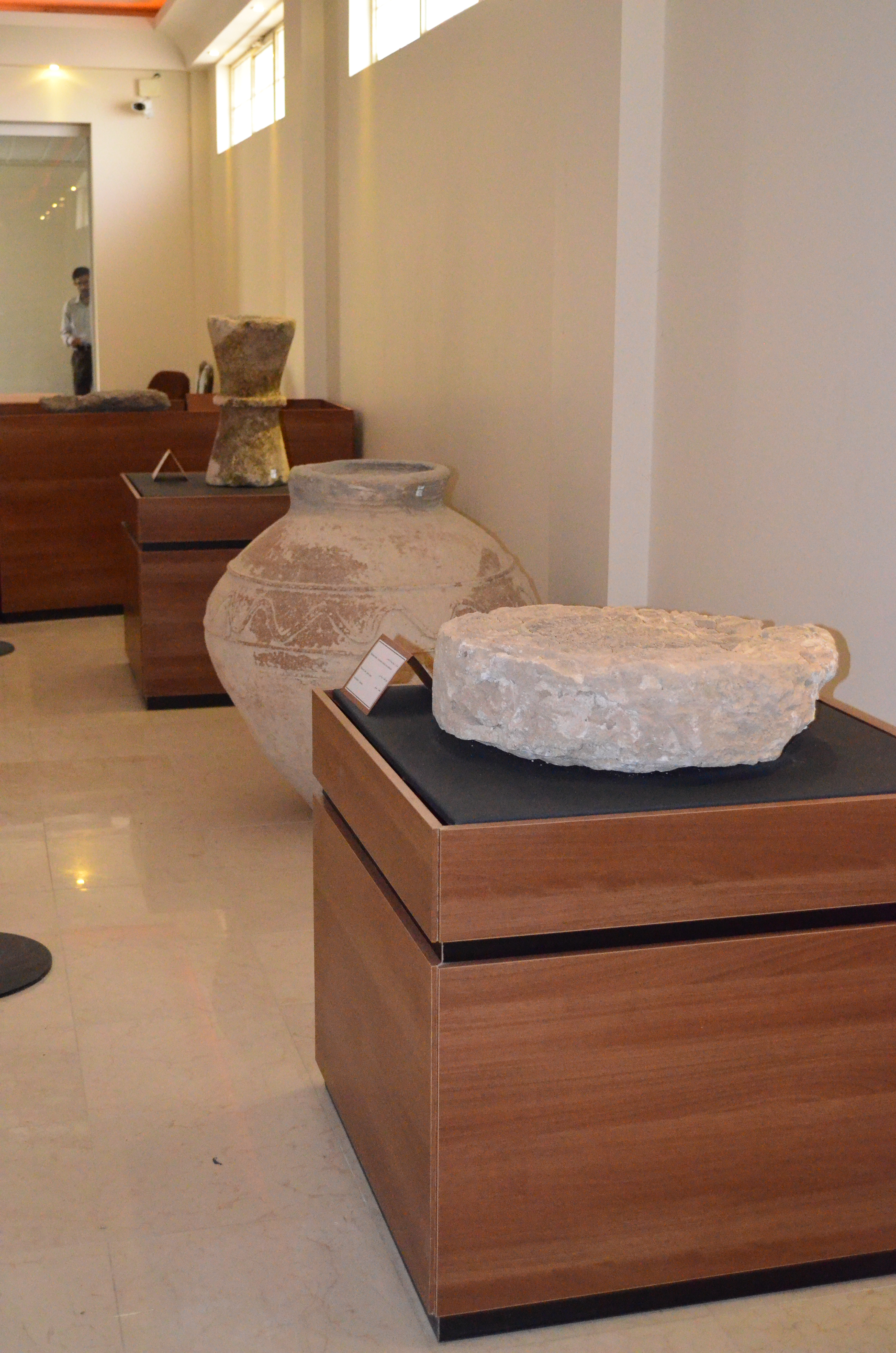
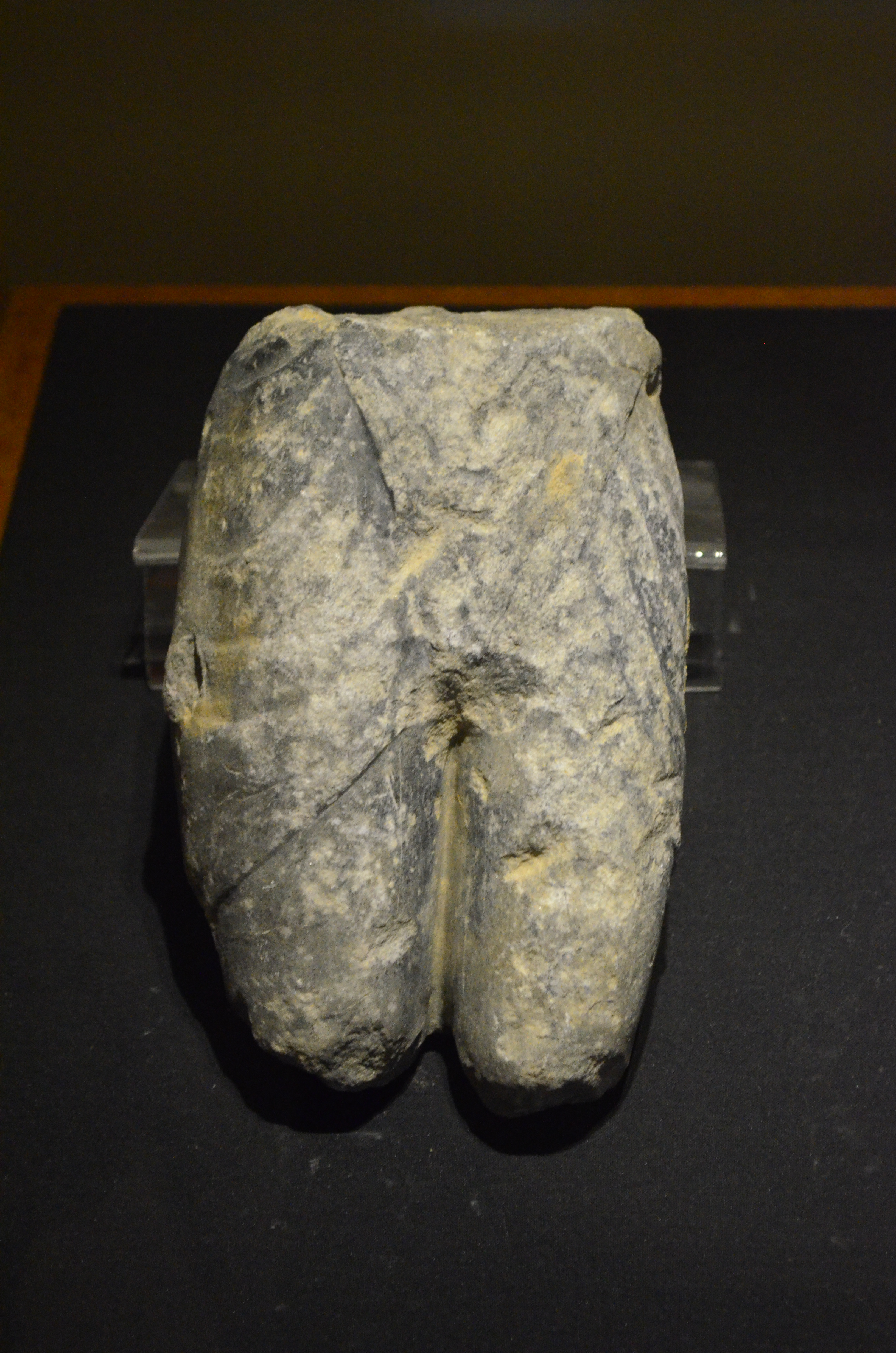
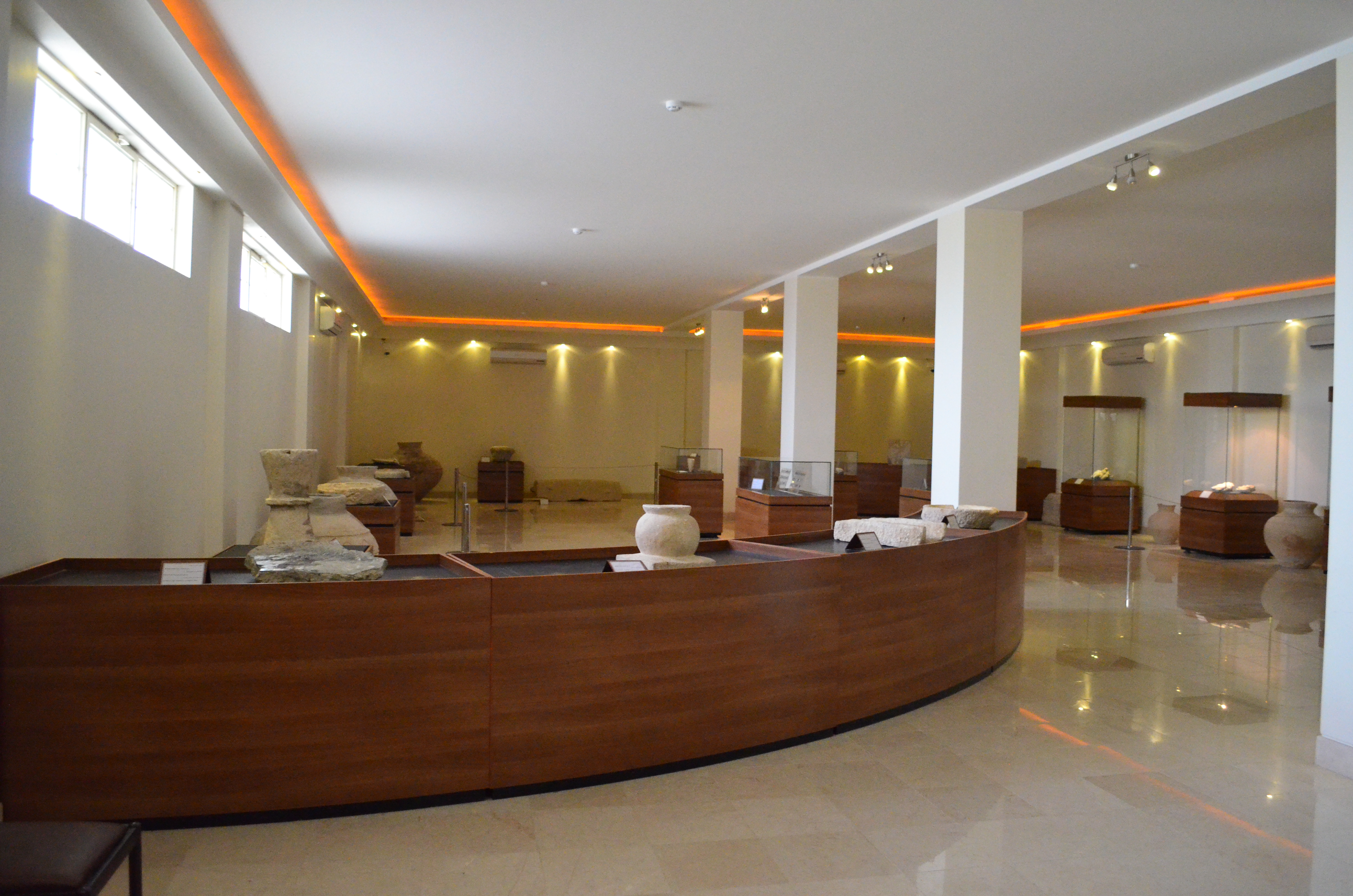
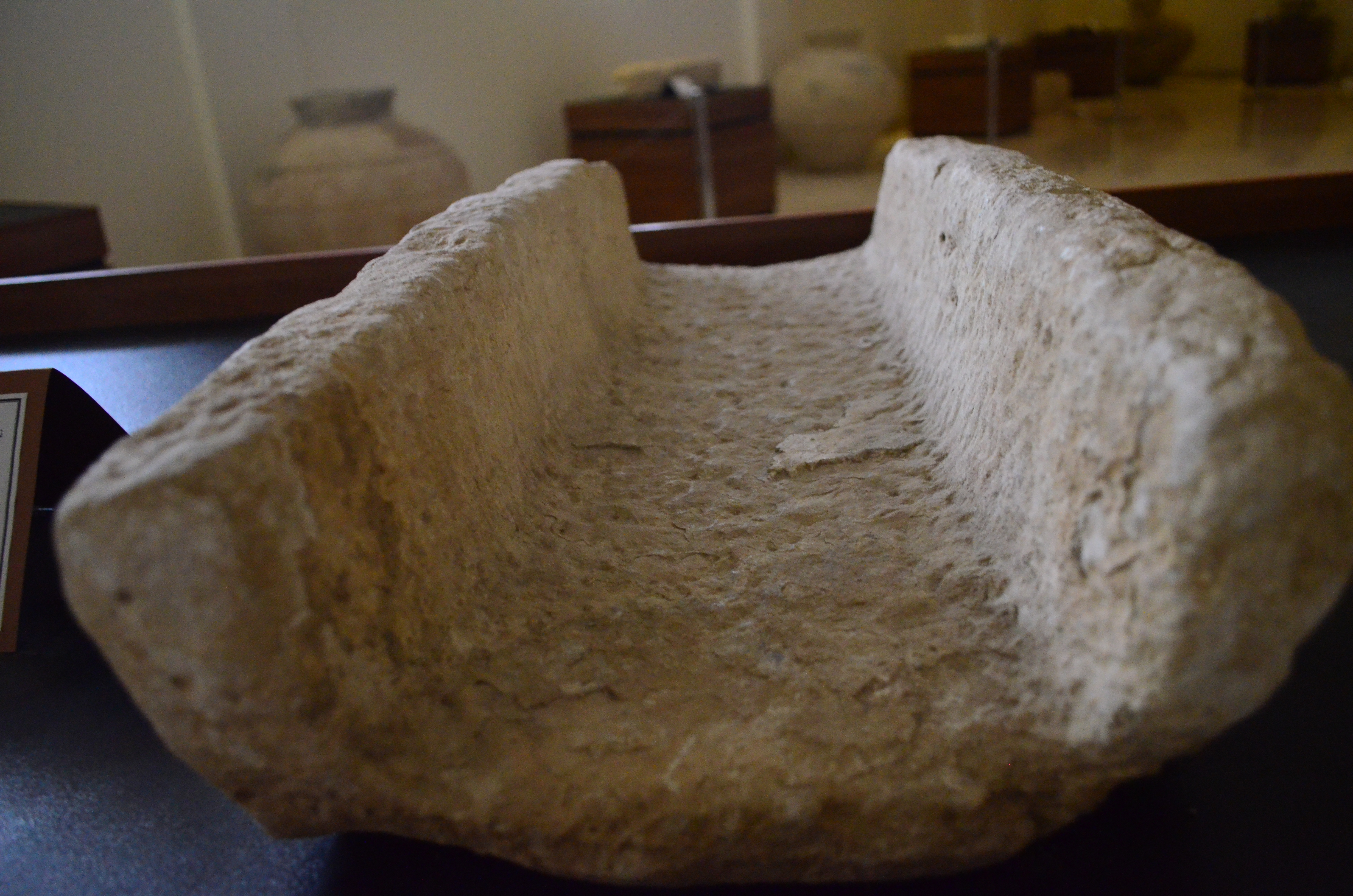
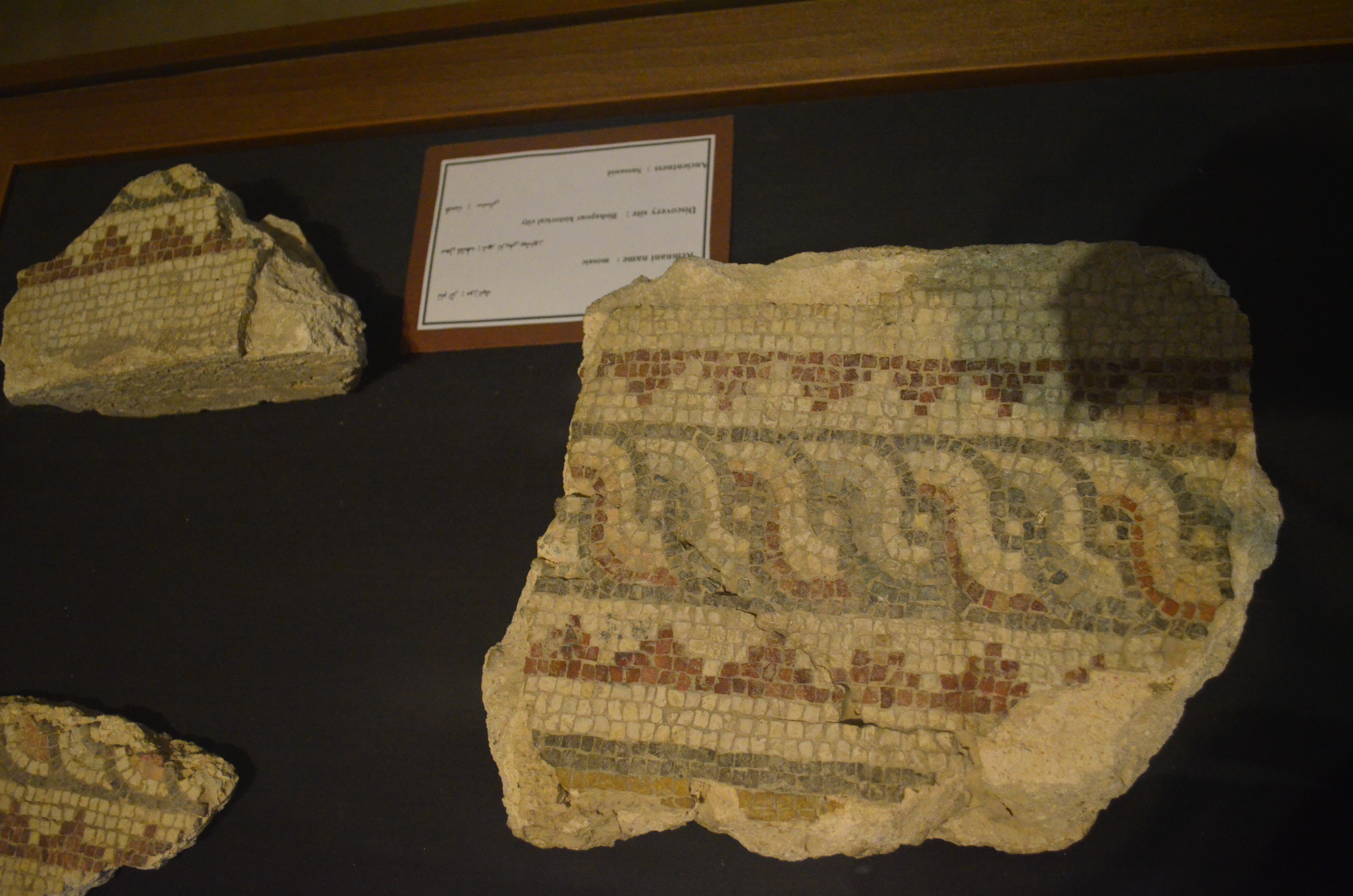
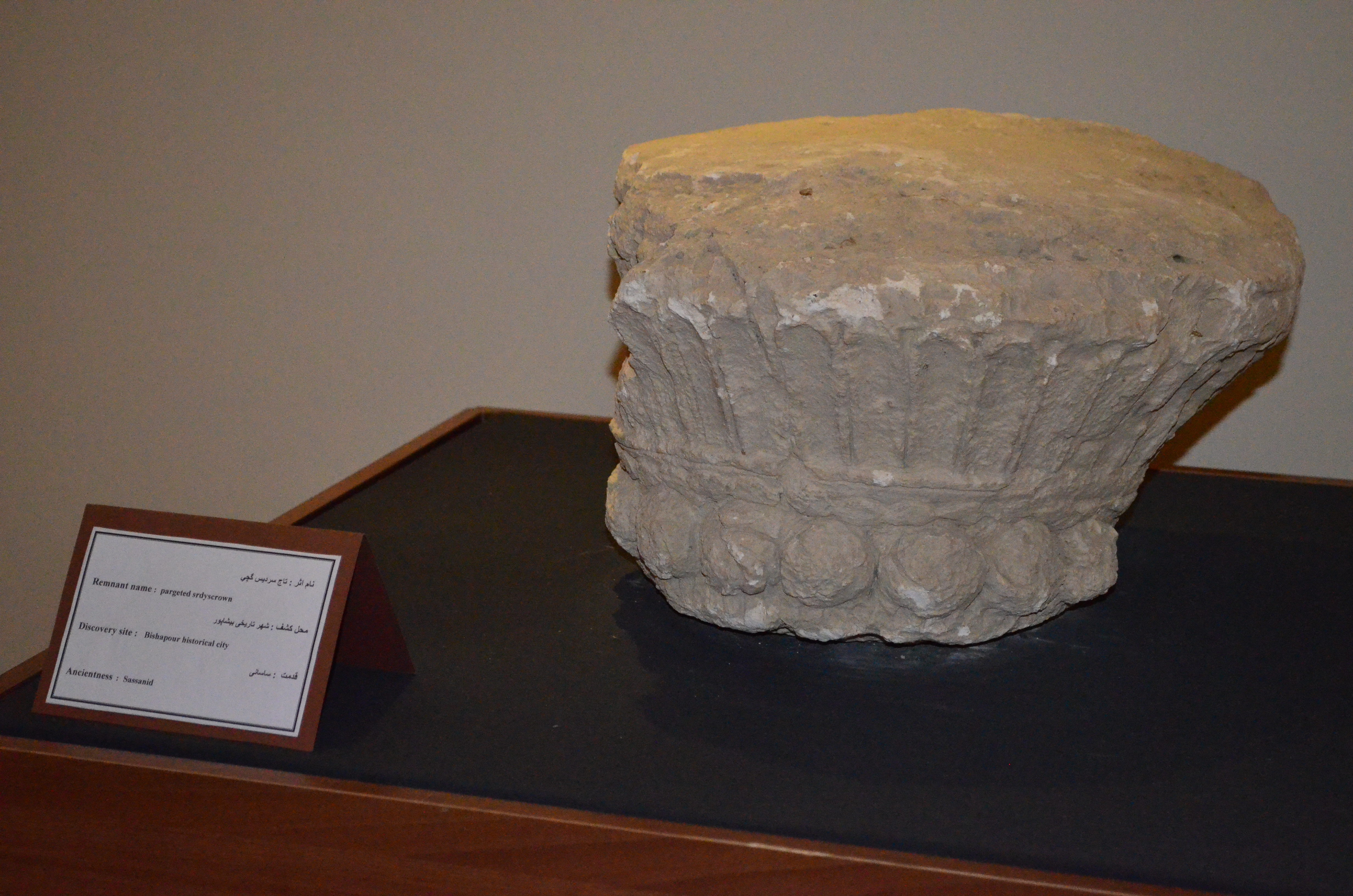
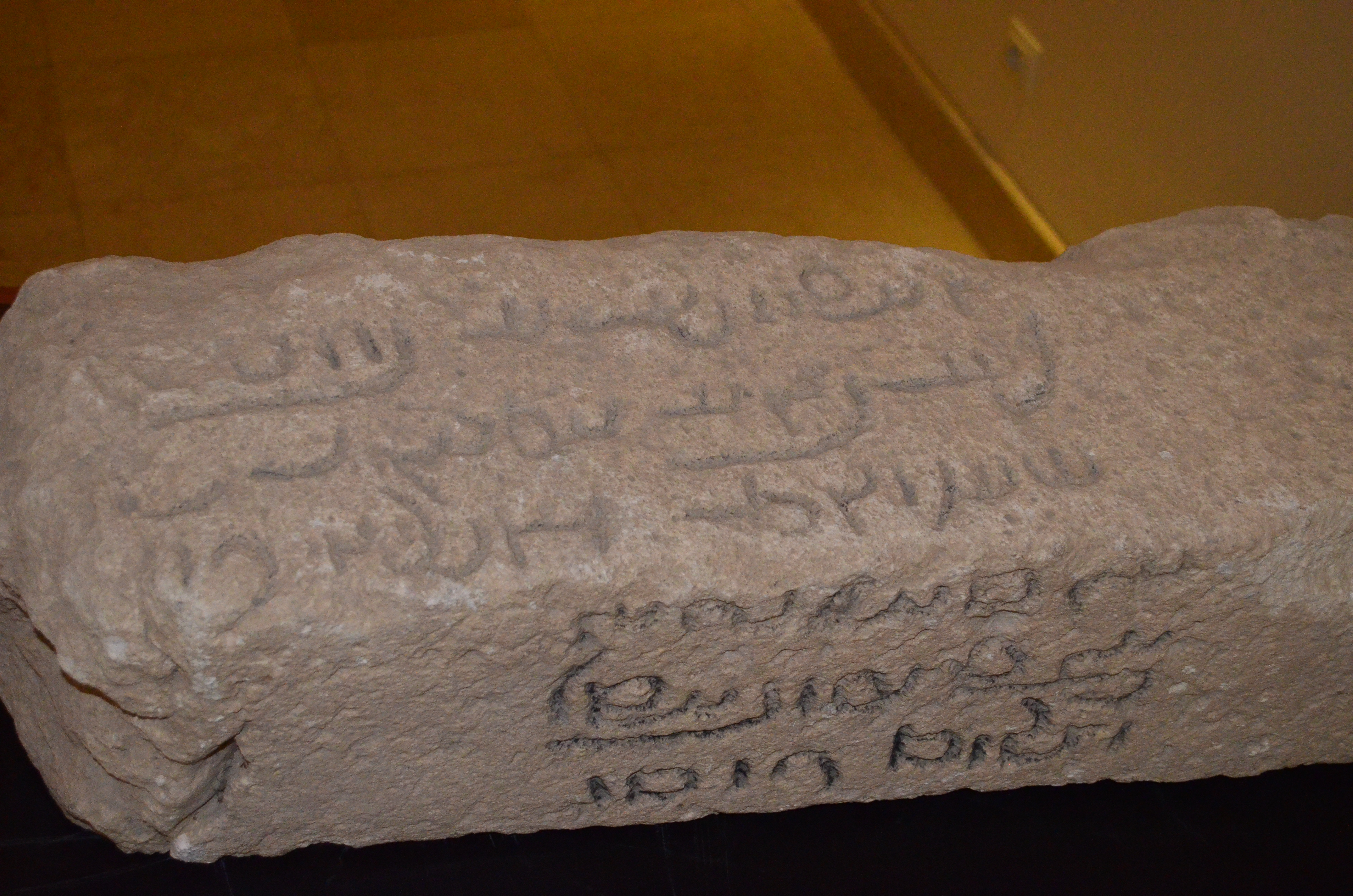
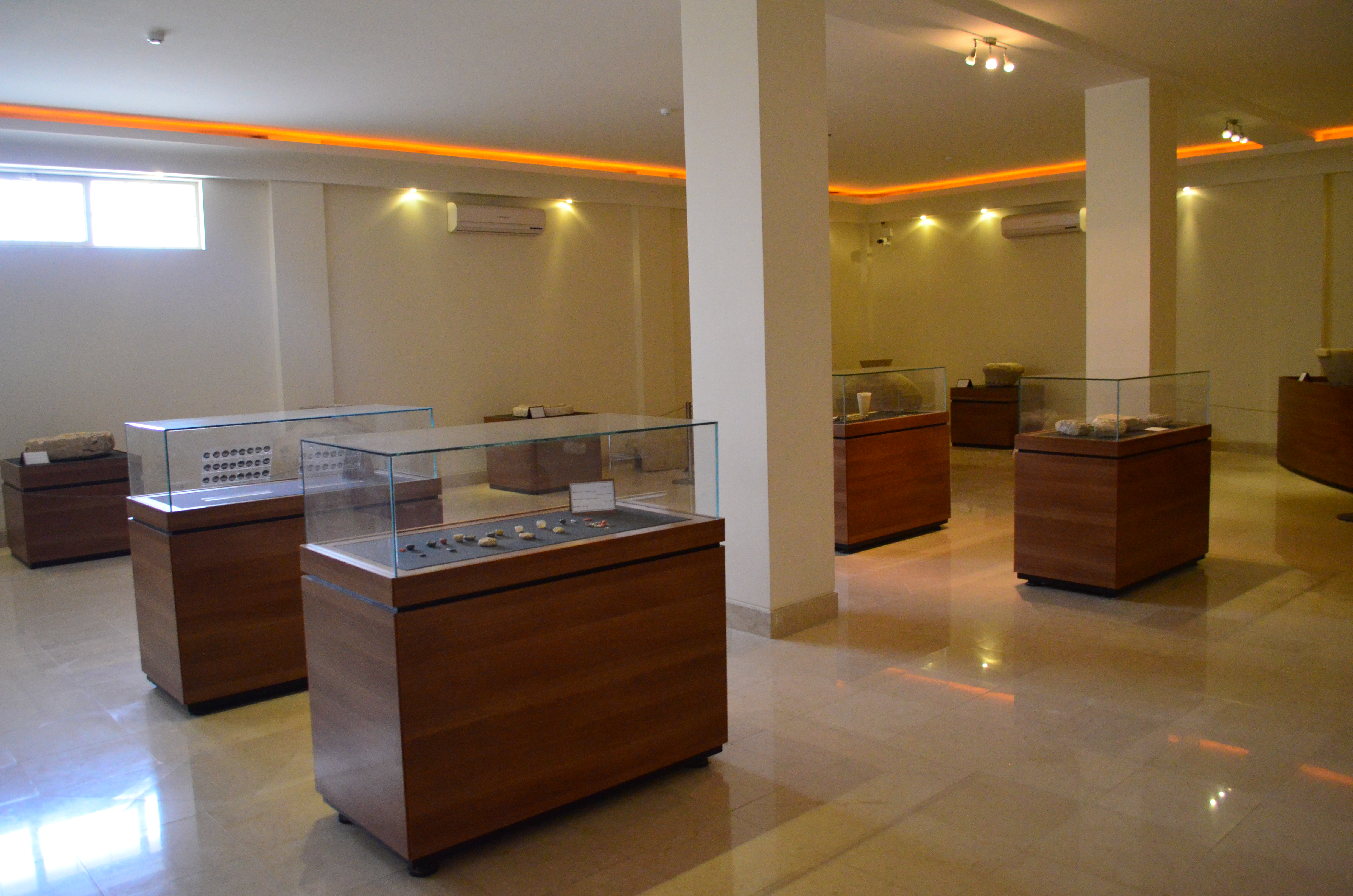

## نگارخانه

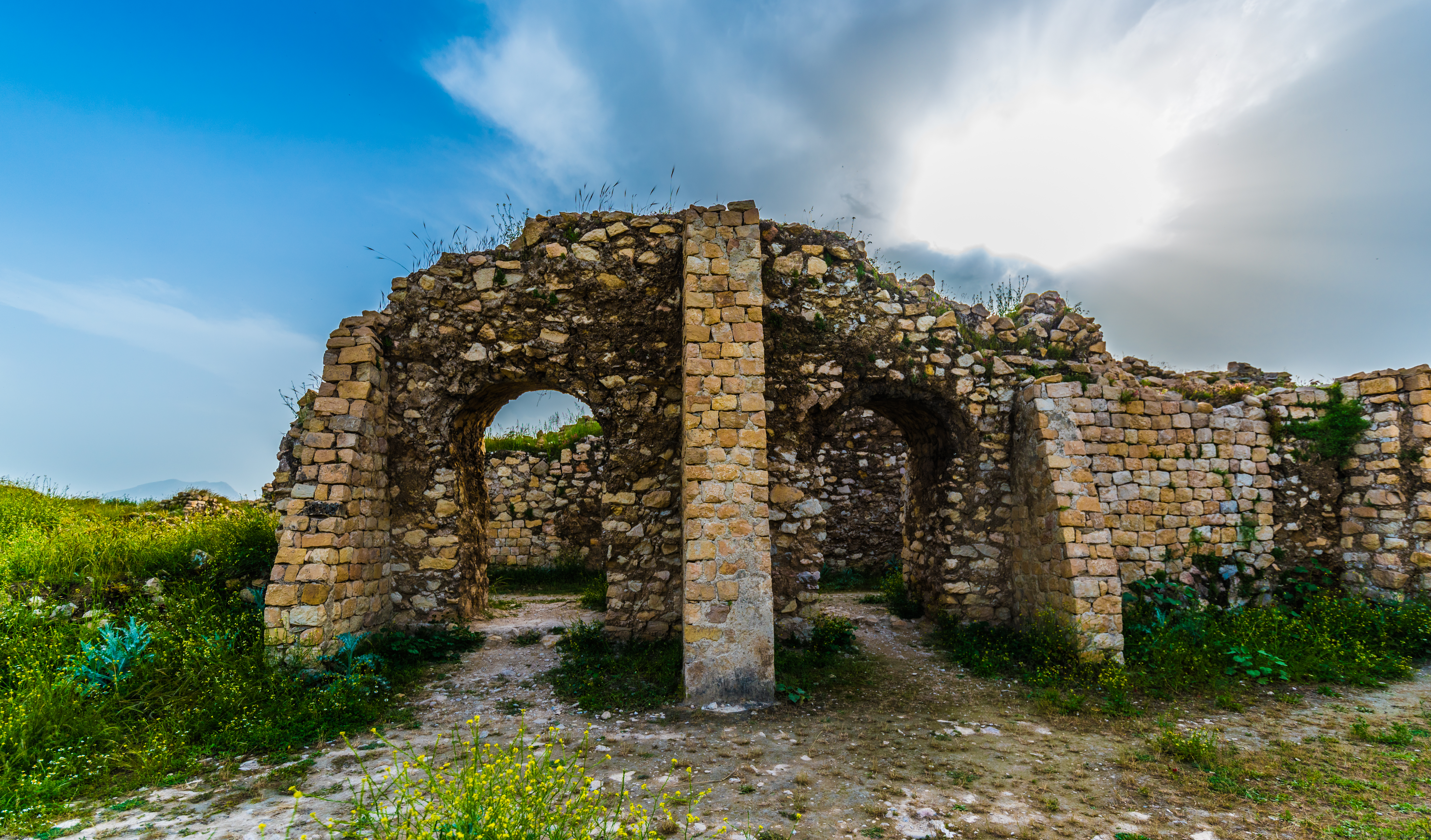
ویرانه‌های بیشاپور
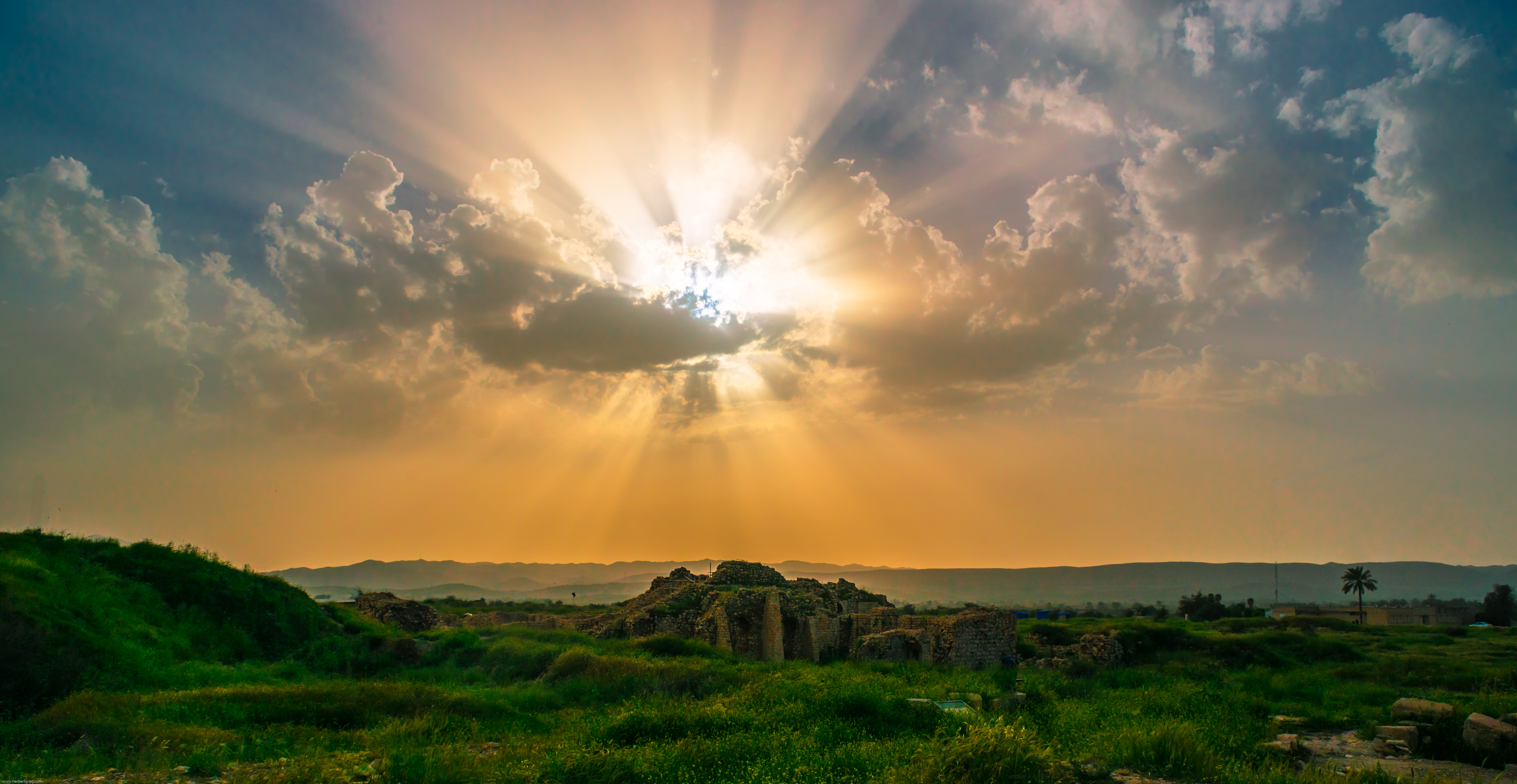
ویرانه‌های بیشاپور
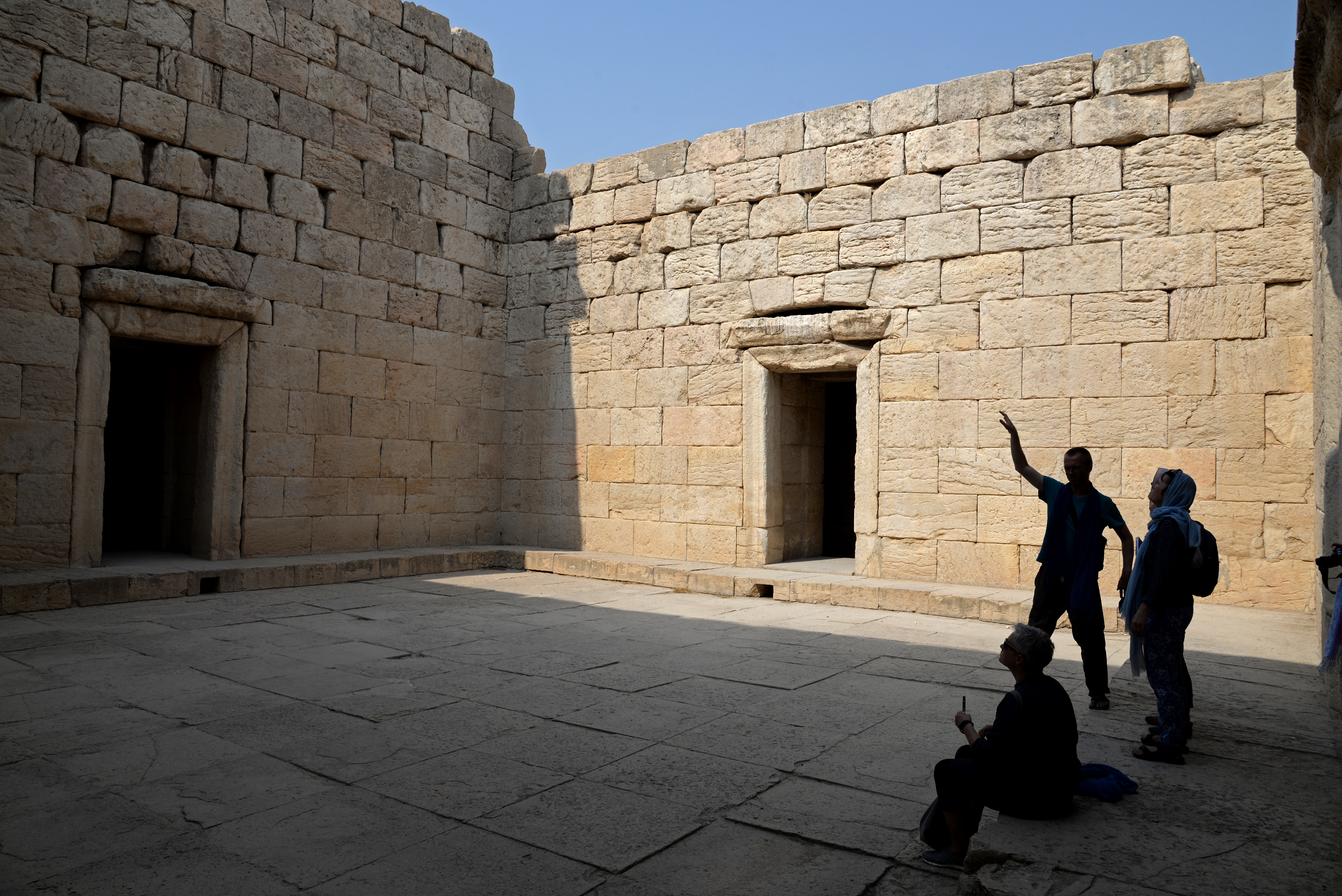
معبد آناهیتا
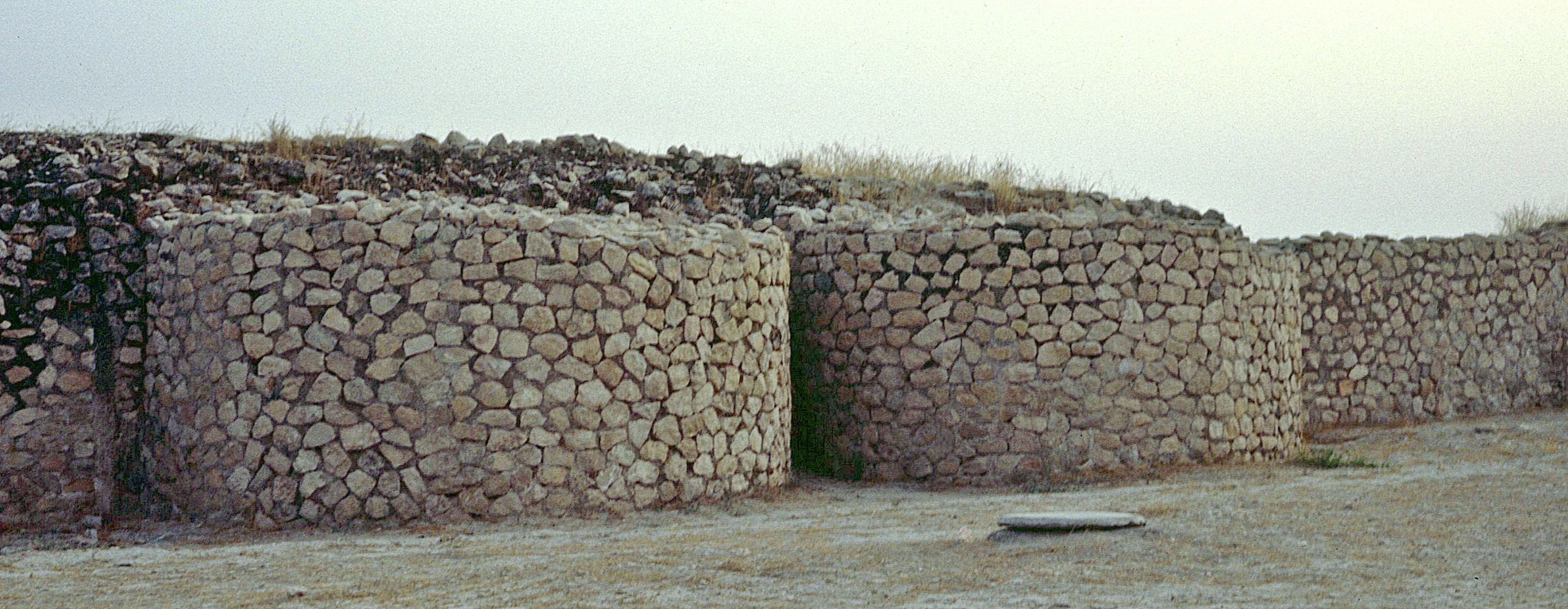
ویرانه‌های بیشاپور
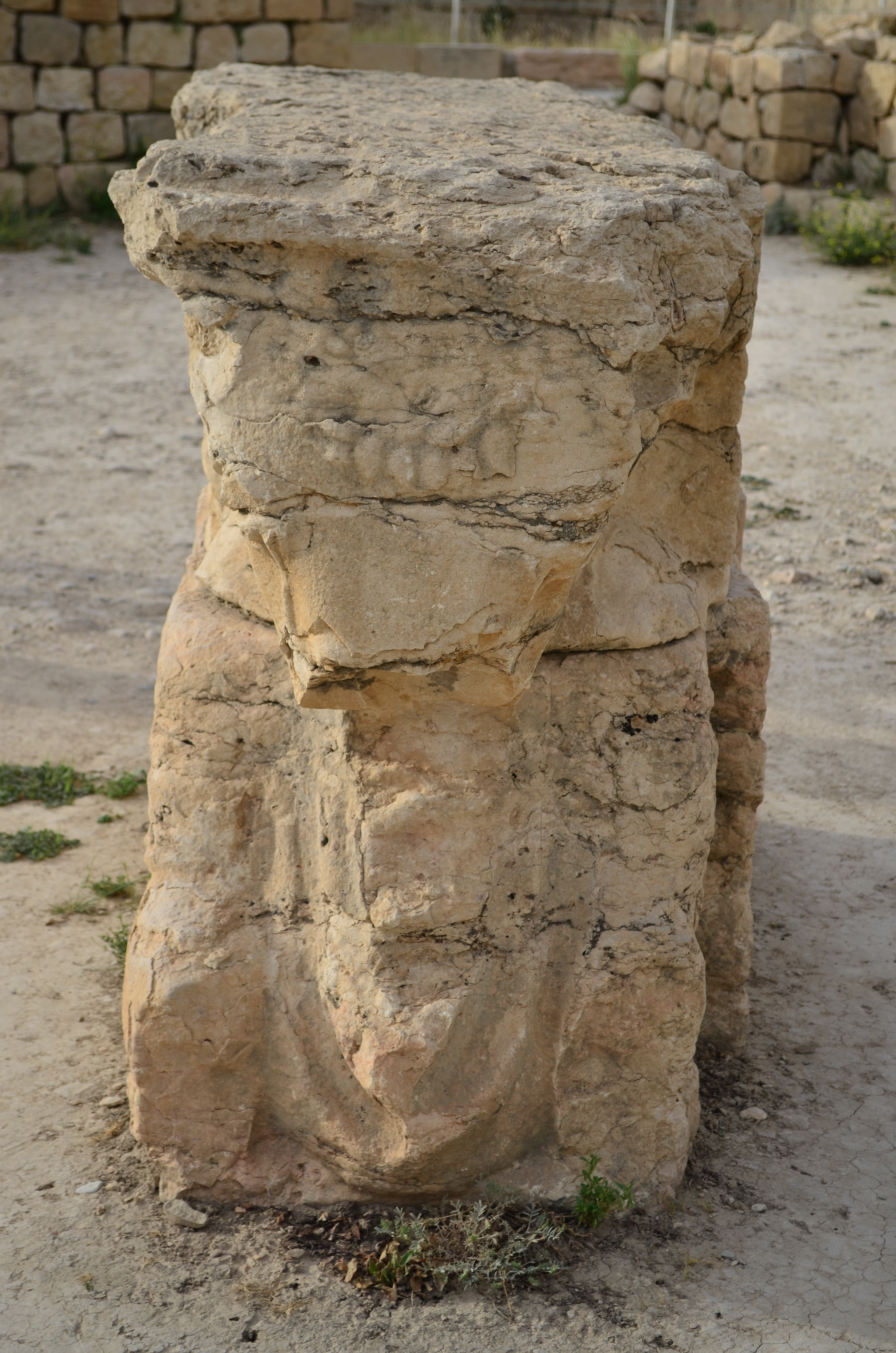
مجسمهٔ گاو سنگی
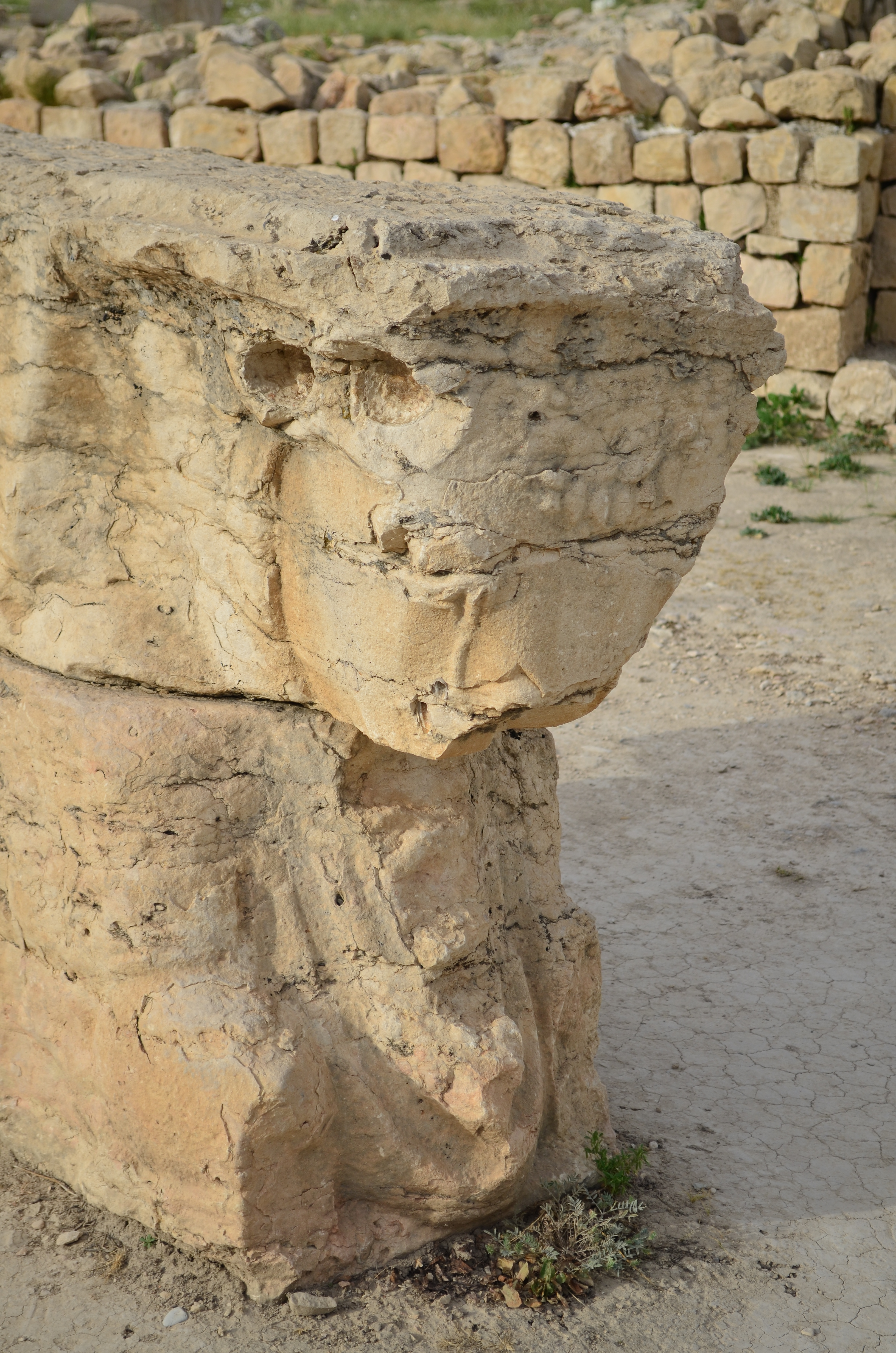
مجسمهٔ گاو سنگی
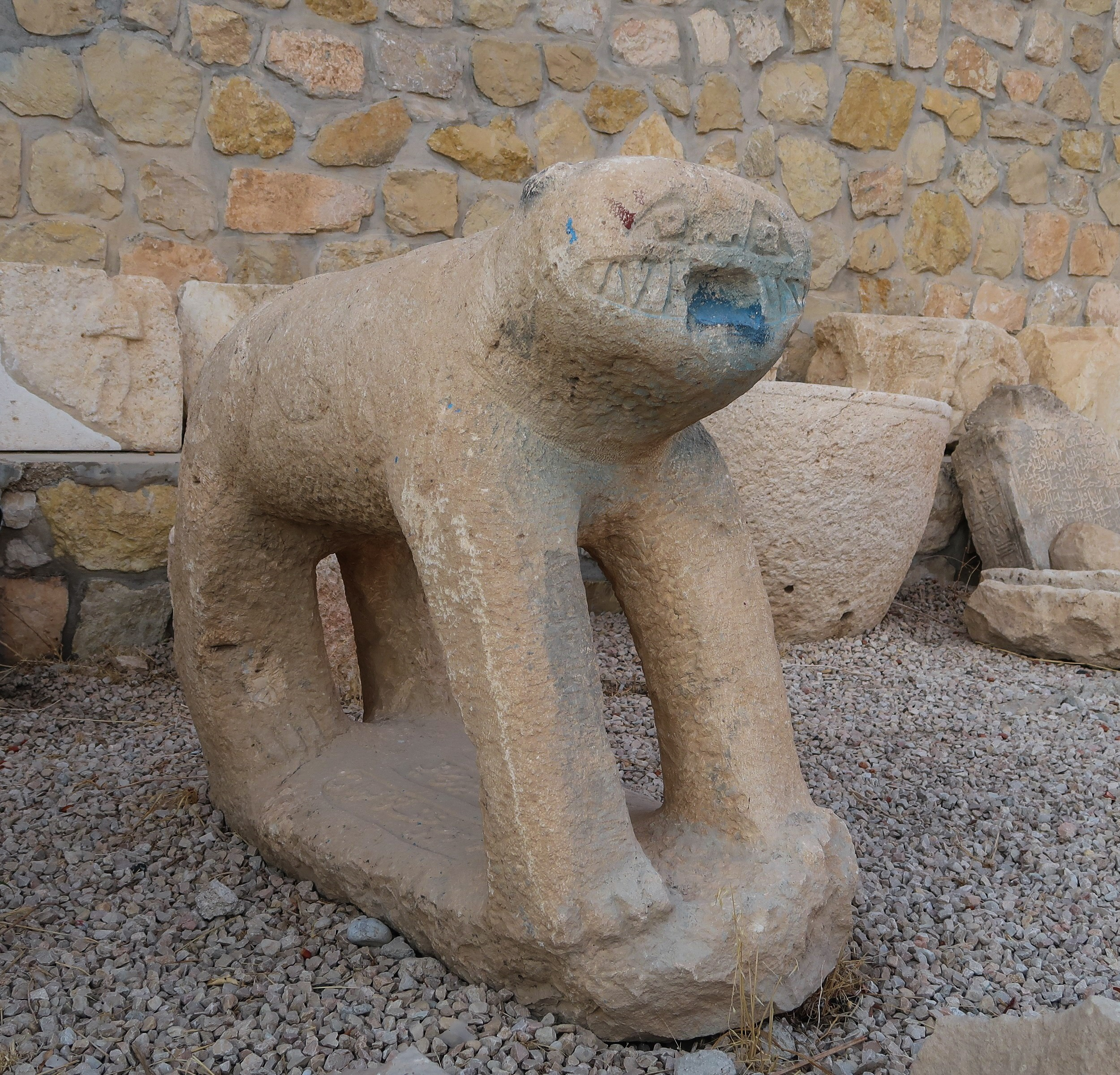
مجسمهٔ شیر سنگی در بیشاپور
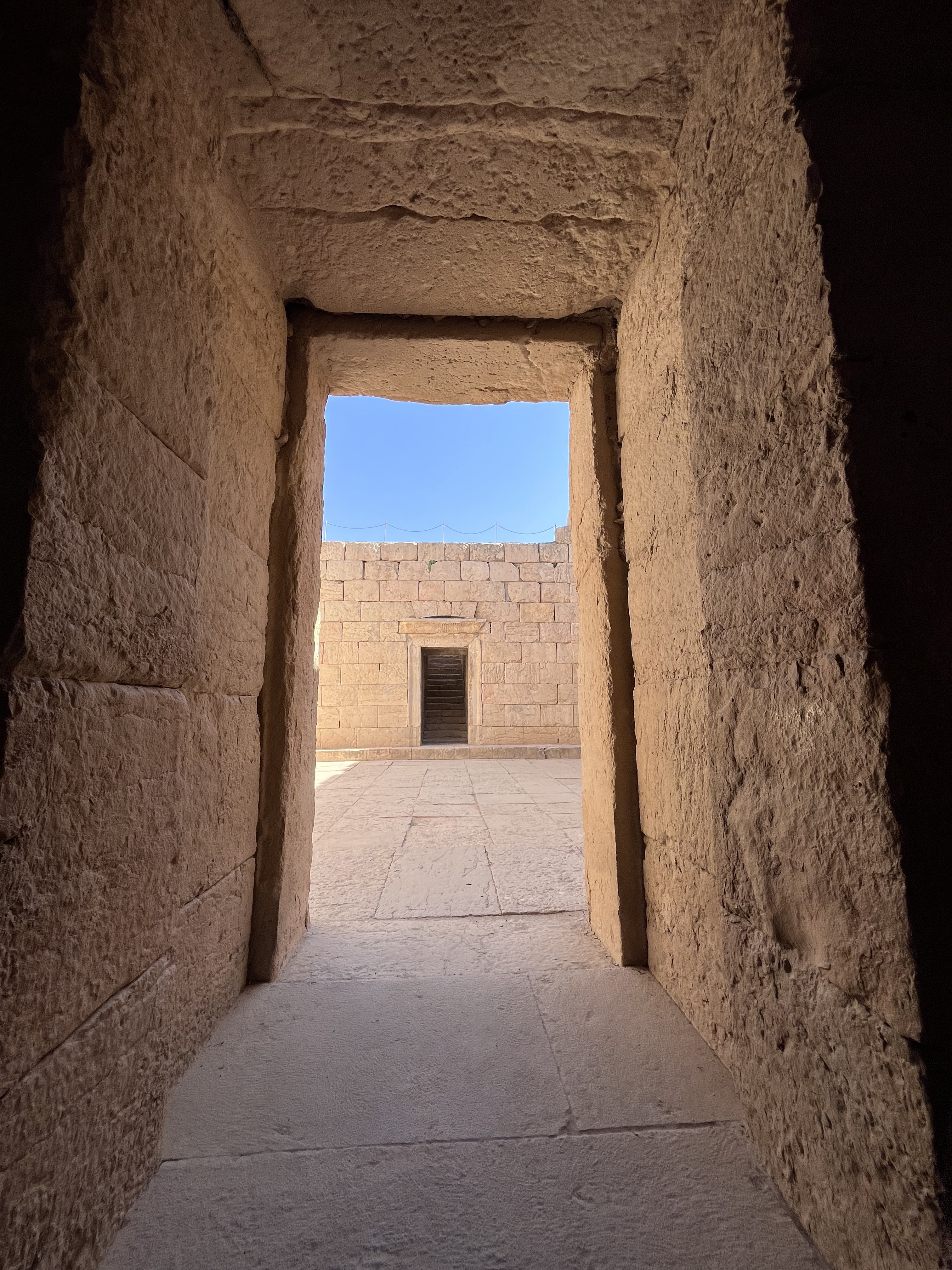
معبد آناهیتا
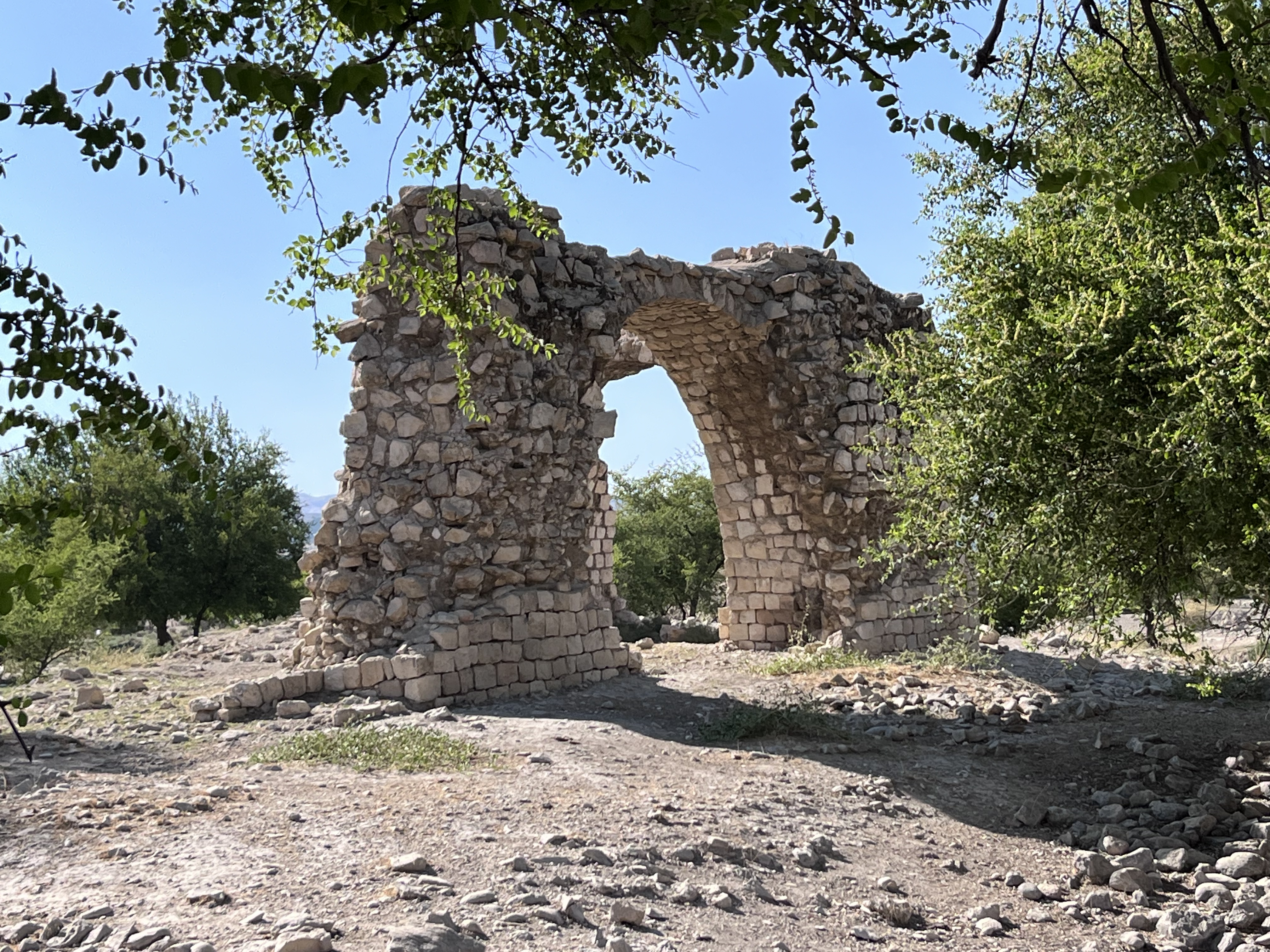
بقایای یک آتشکده در بیشاپور
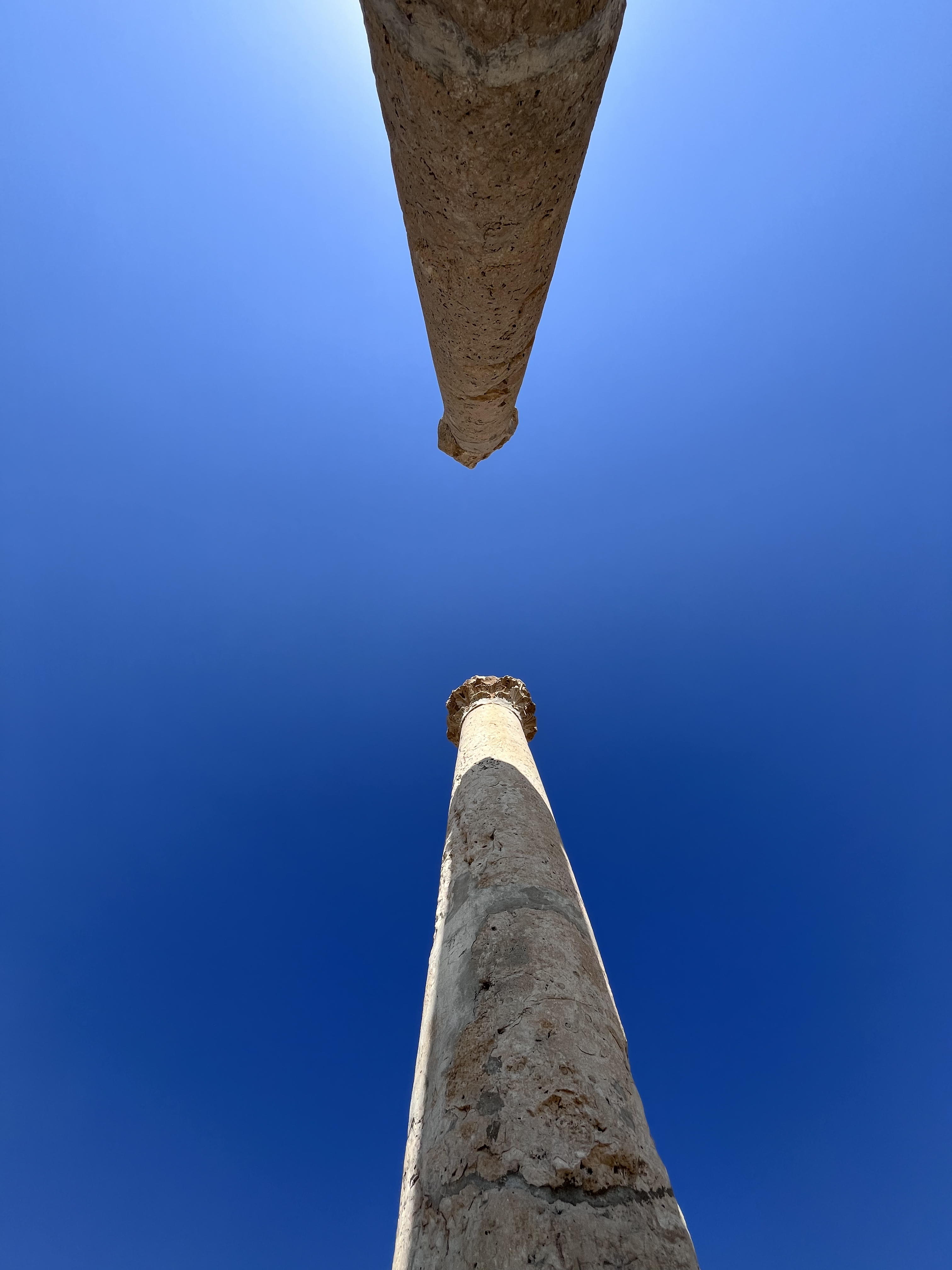
ستون‌های یادبود
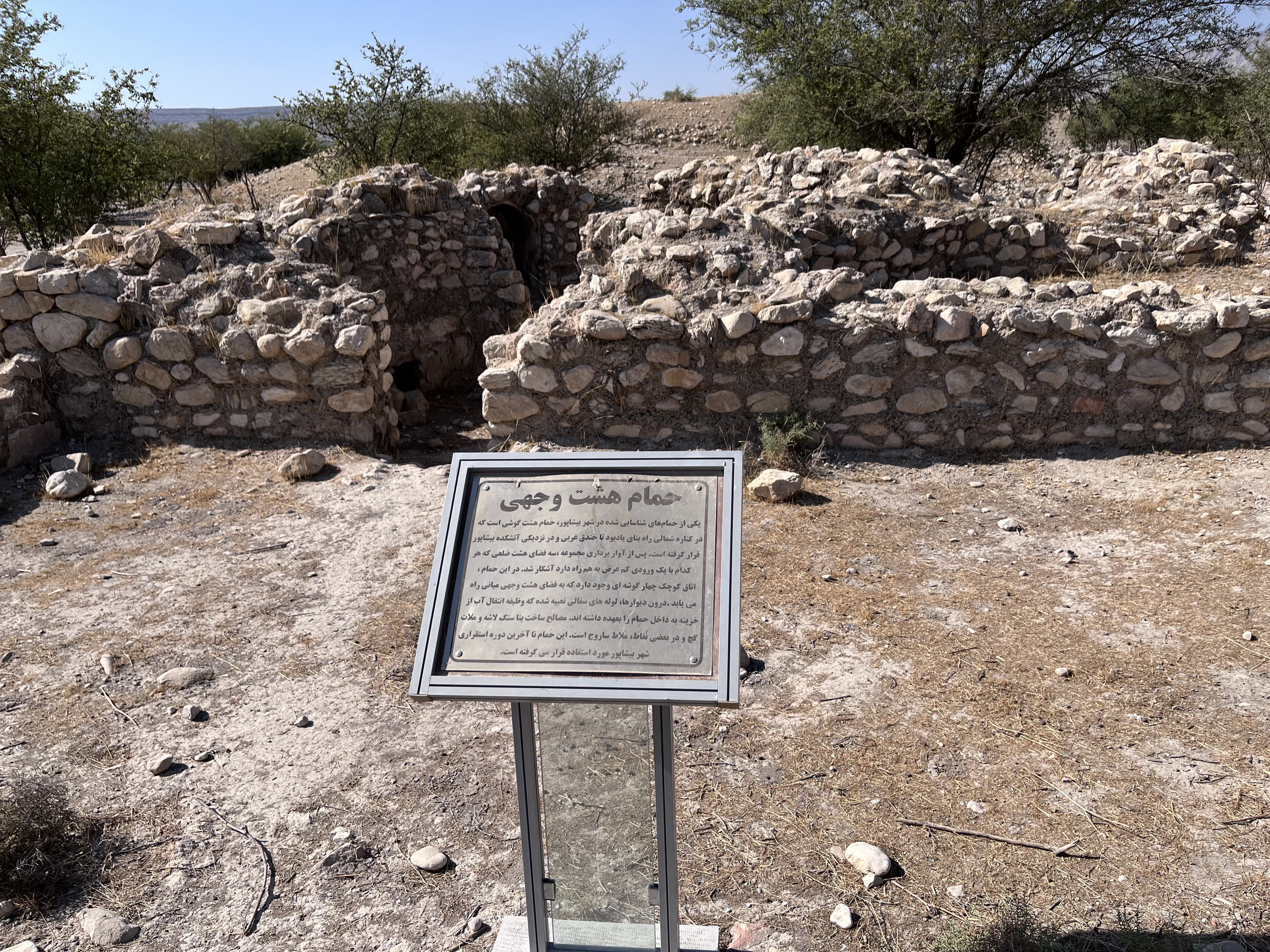
حمام هشت‌گوش
تابلوی معرفی مدرسهٔ اسلامی بیشاپور
پله‌های ورودی معبد آناهیتاپله‌های ورودی معبد آناهیتا
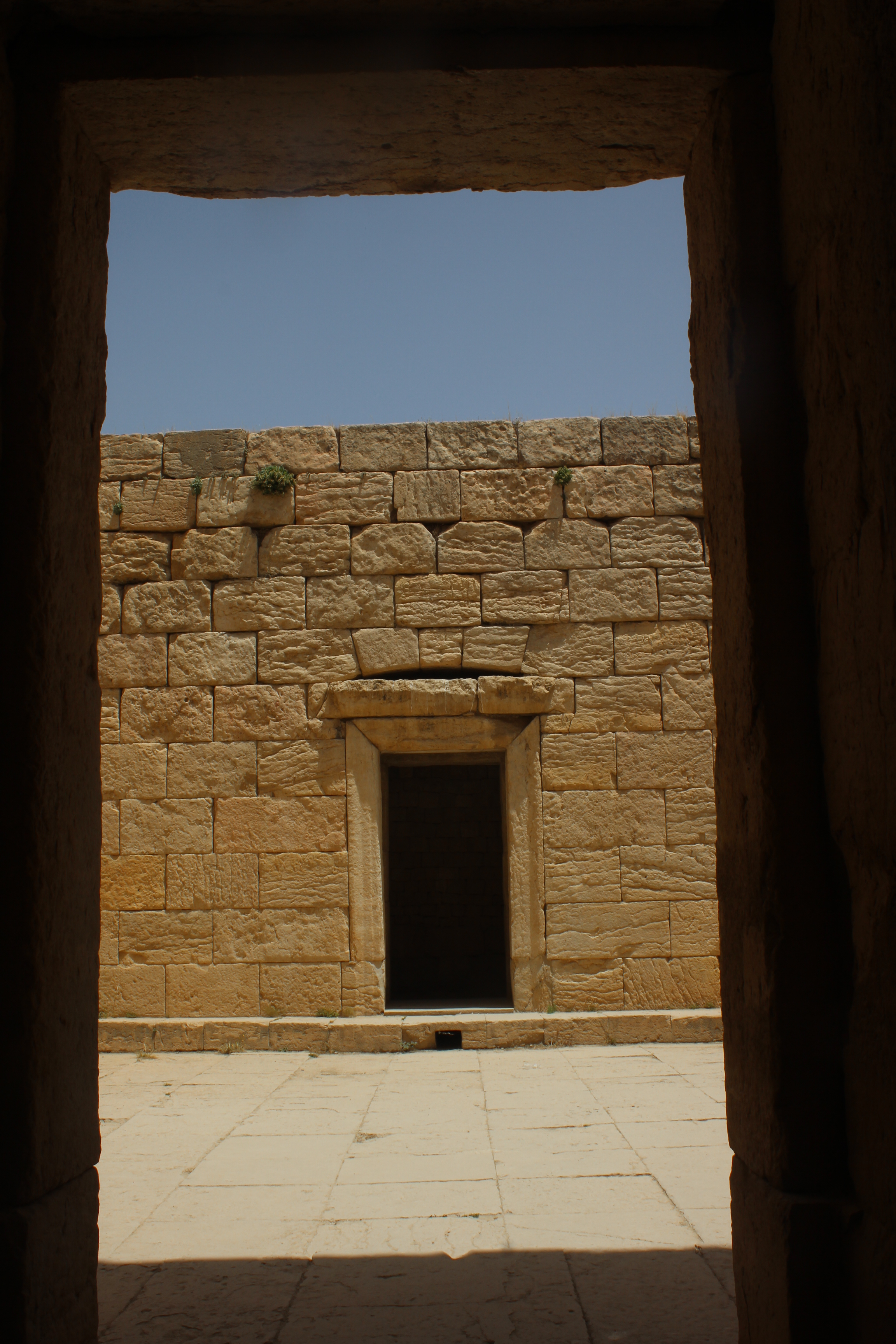
معبد آناهیتا
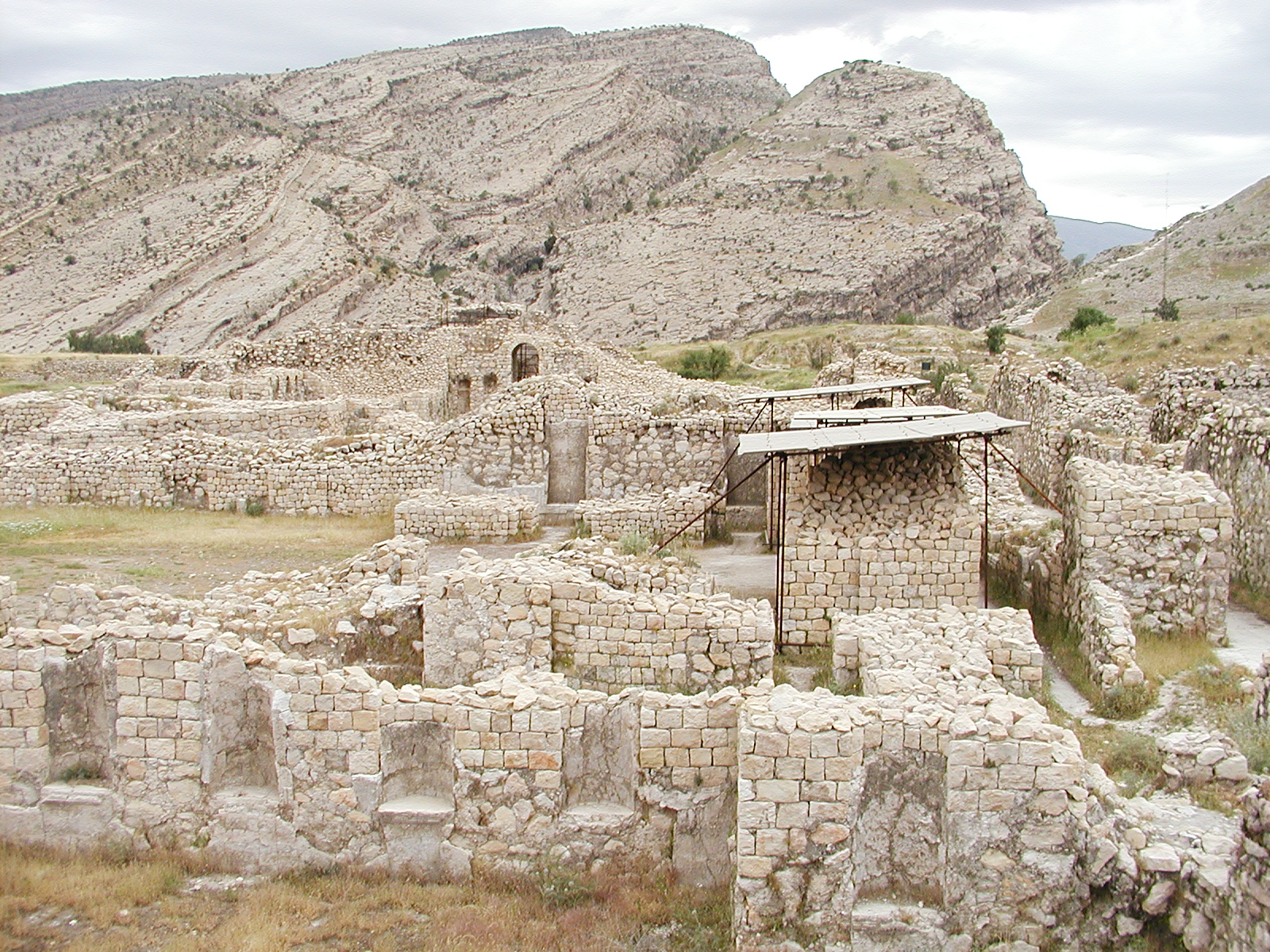
ویرانه‌های بیشاپور در سال ۱۳۸۴
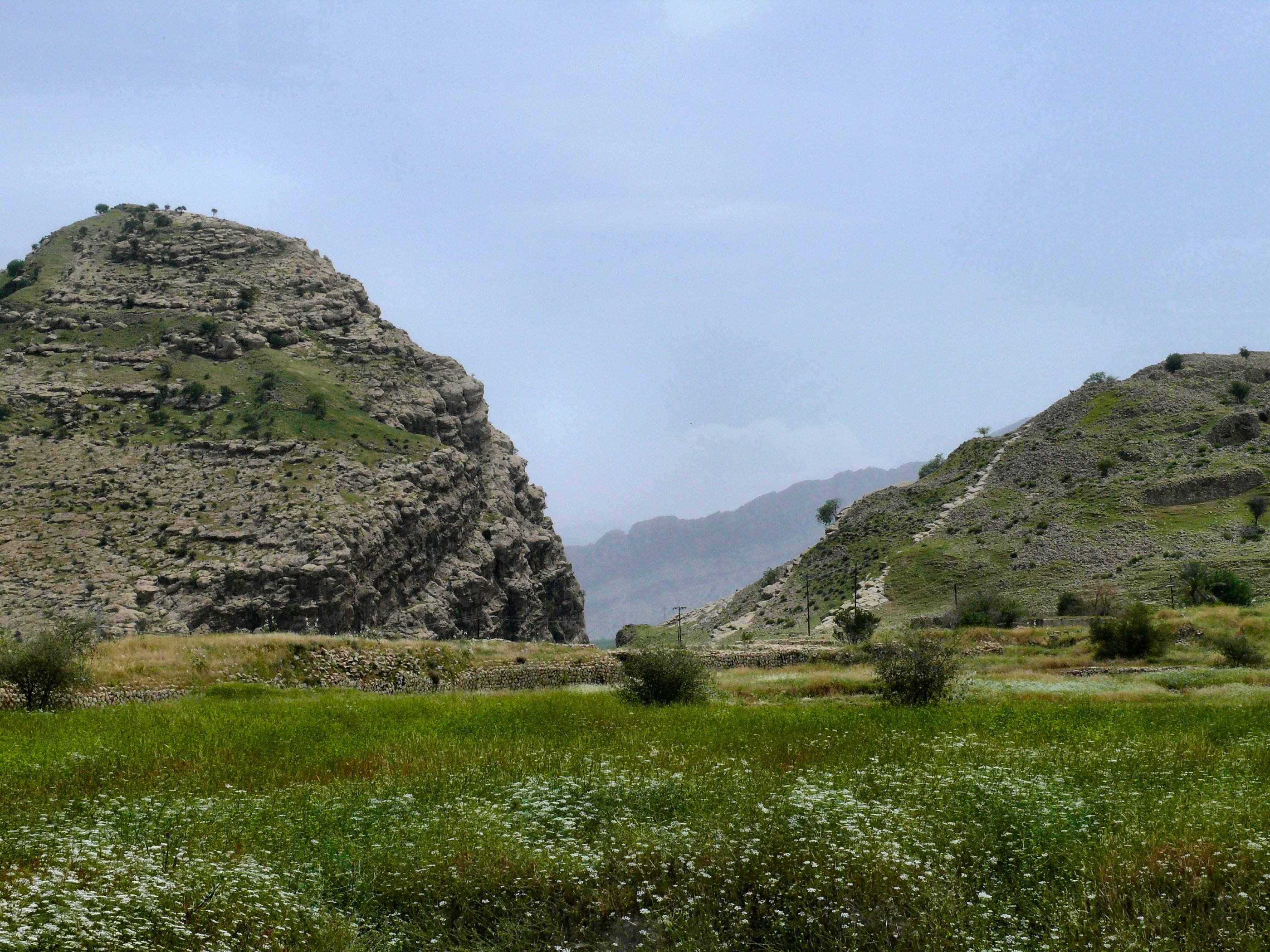
طبیعت بیشاپور
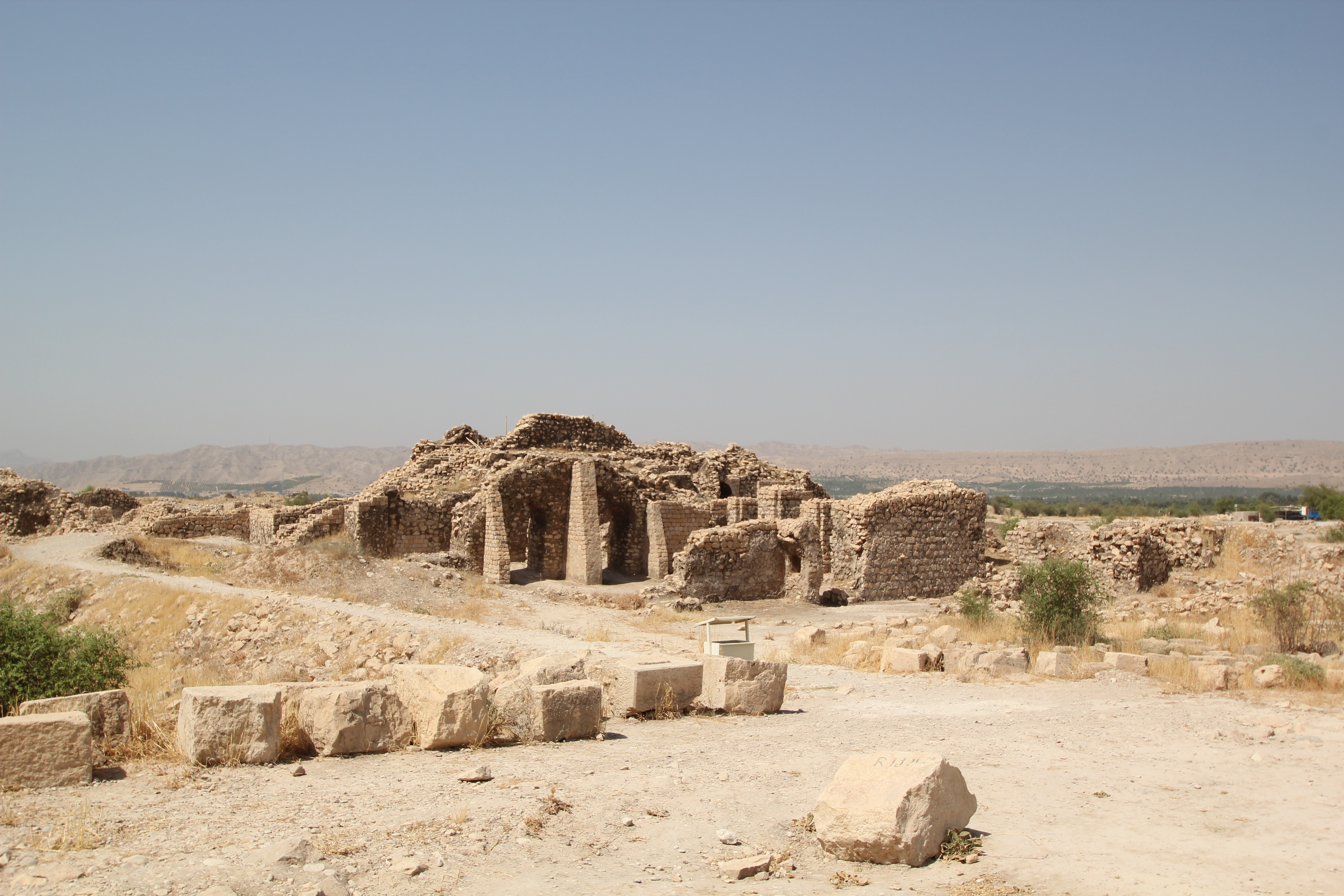
ویرانه‌های بیشاپور
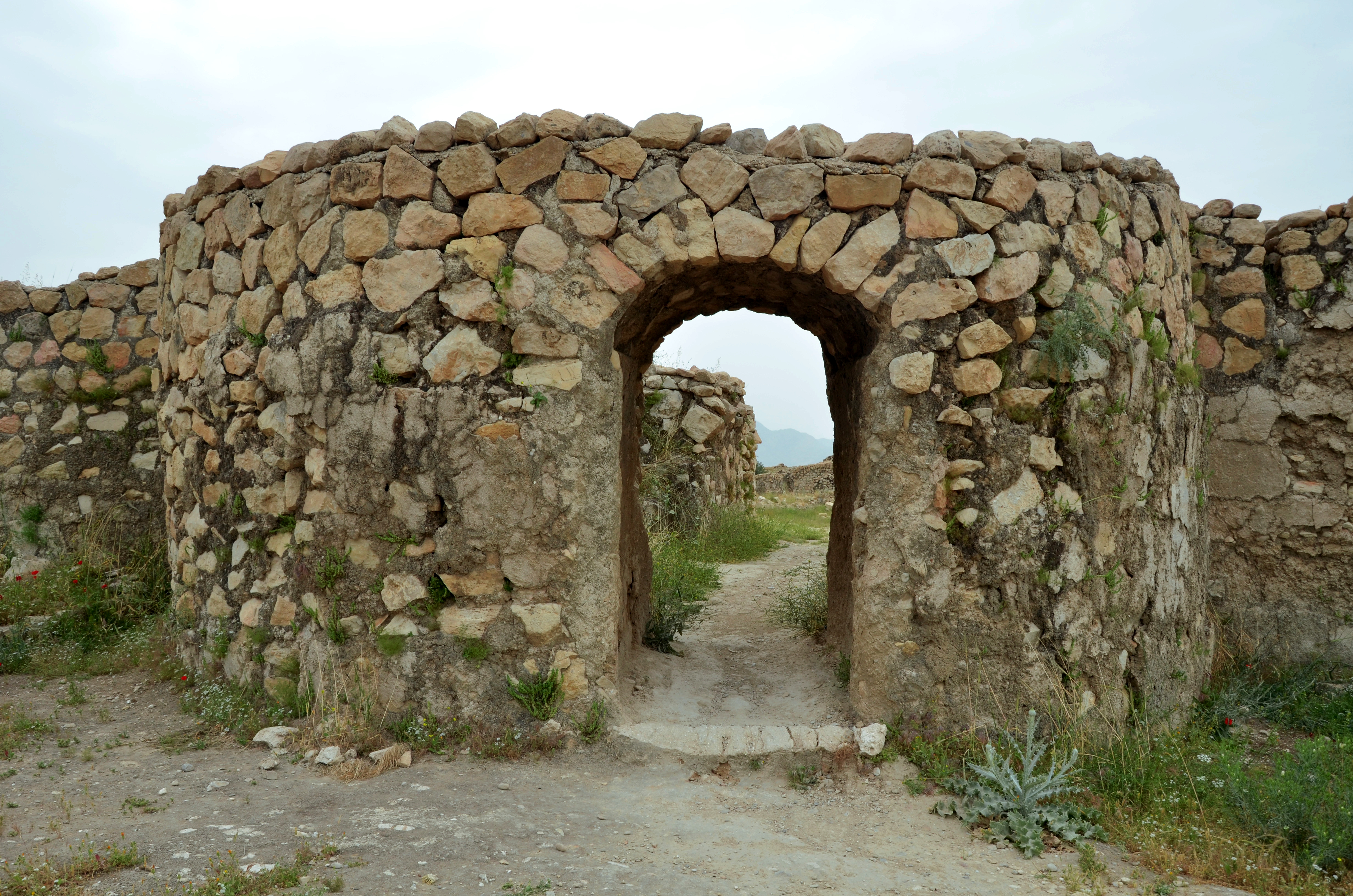
ویرانه‌های بیشاپور
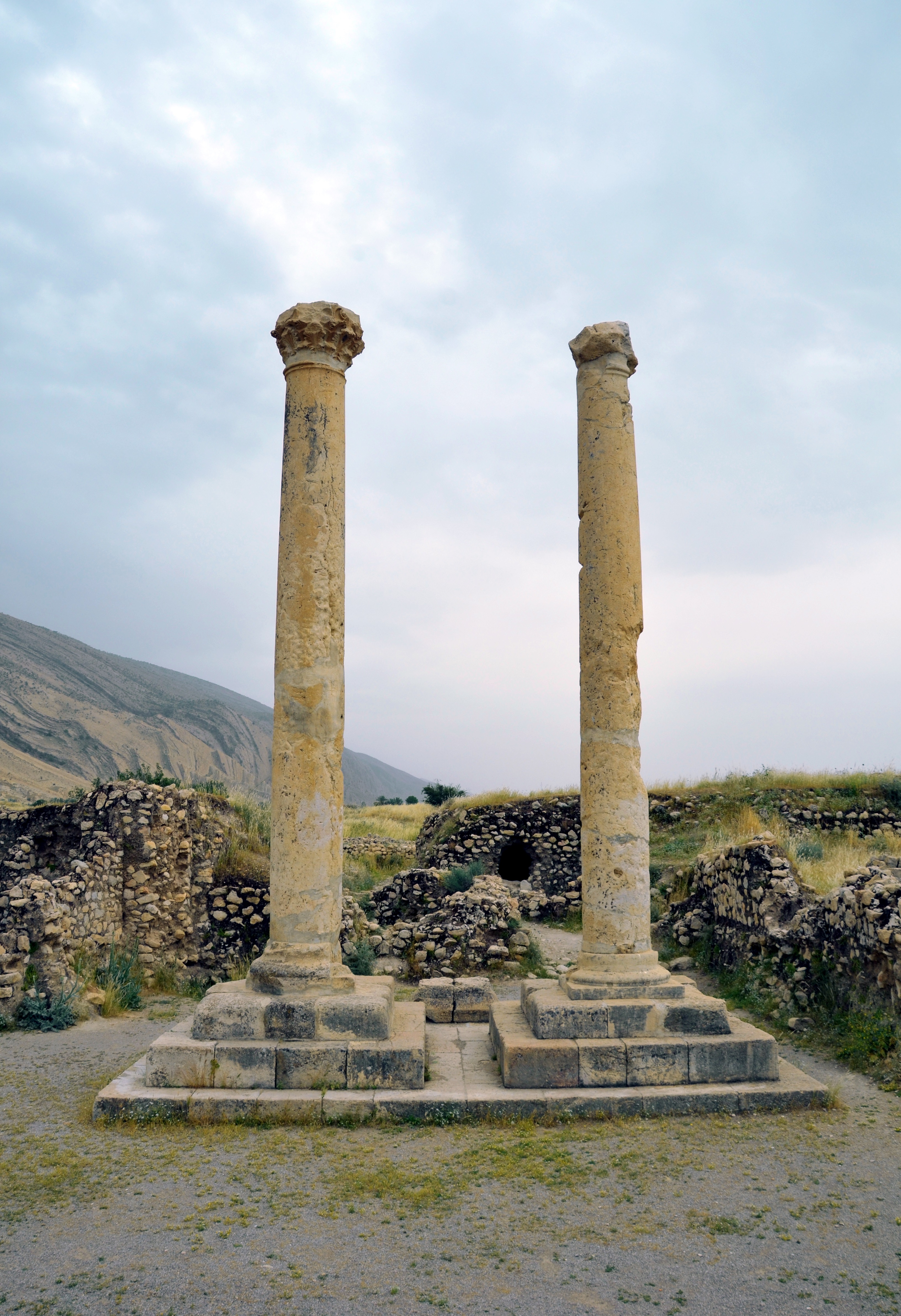
ستون‌های یادبود
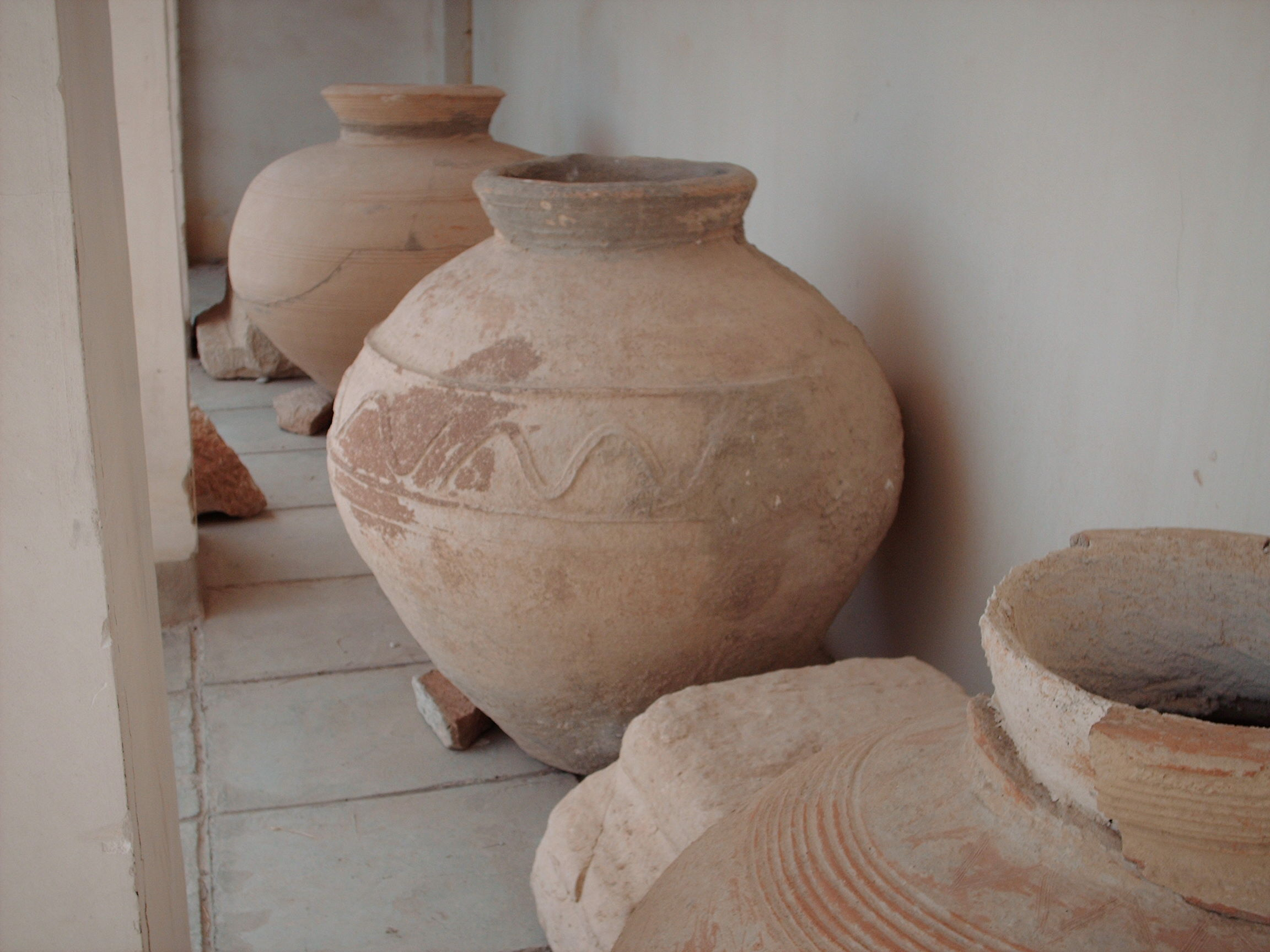
کوزه‌های گلی بیشاپور
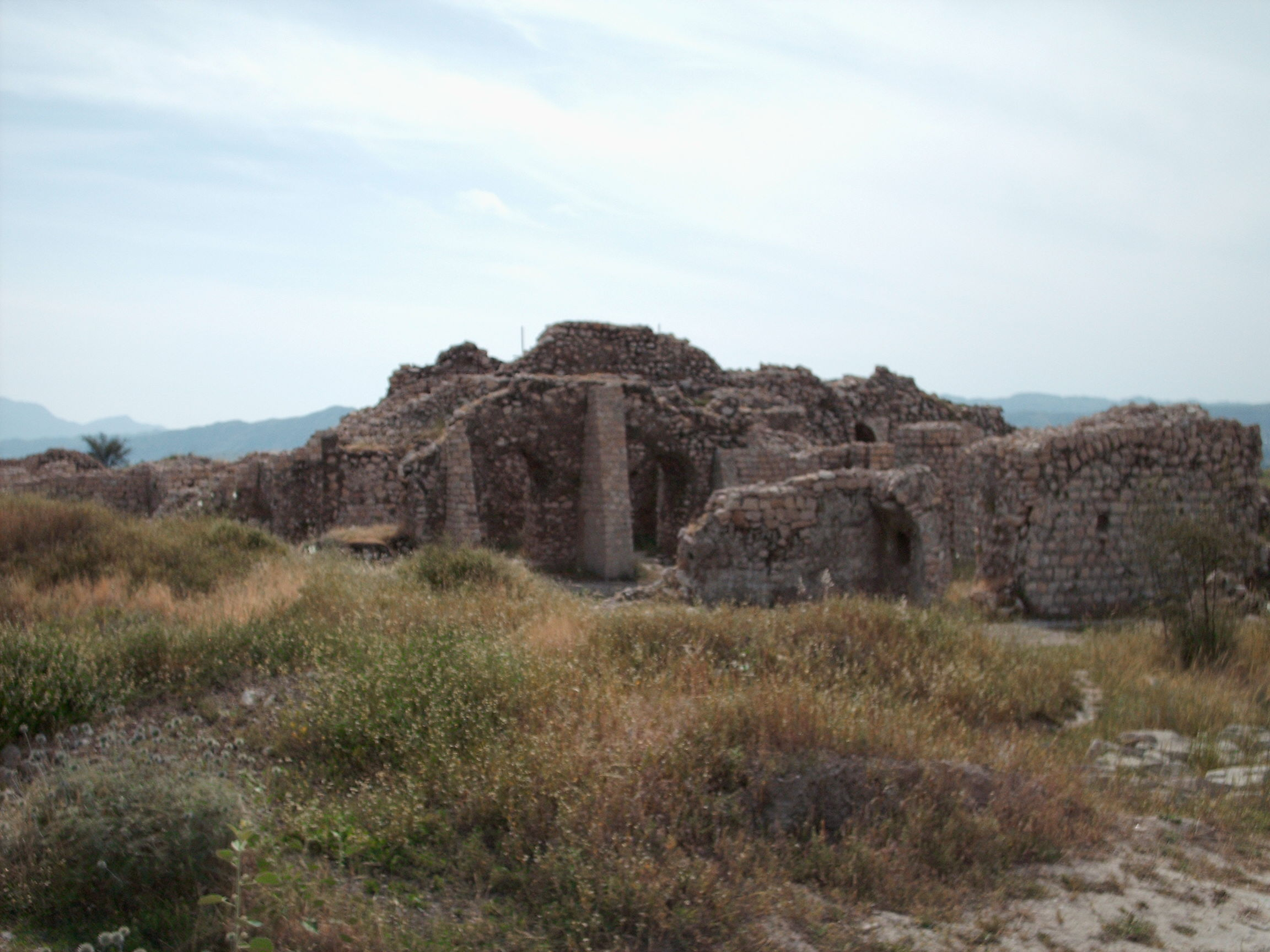
خانه‌های بیشاپور
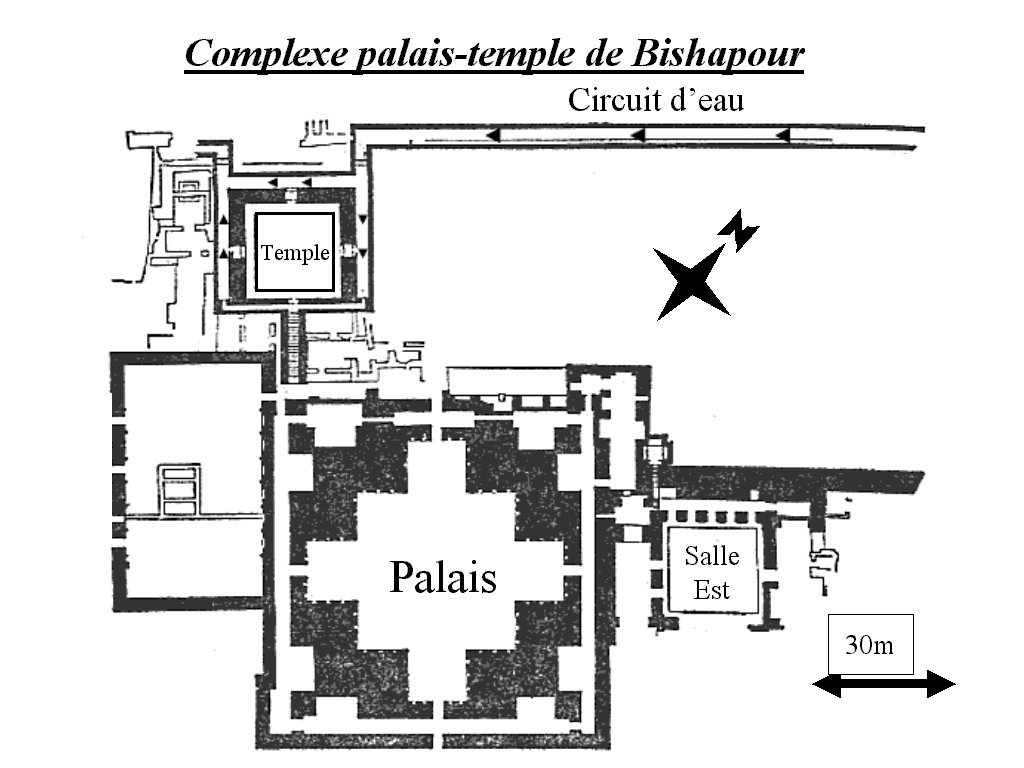
نقشه قدیمی بیشاپور
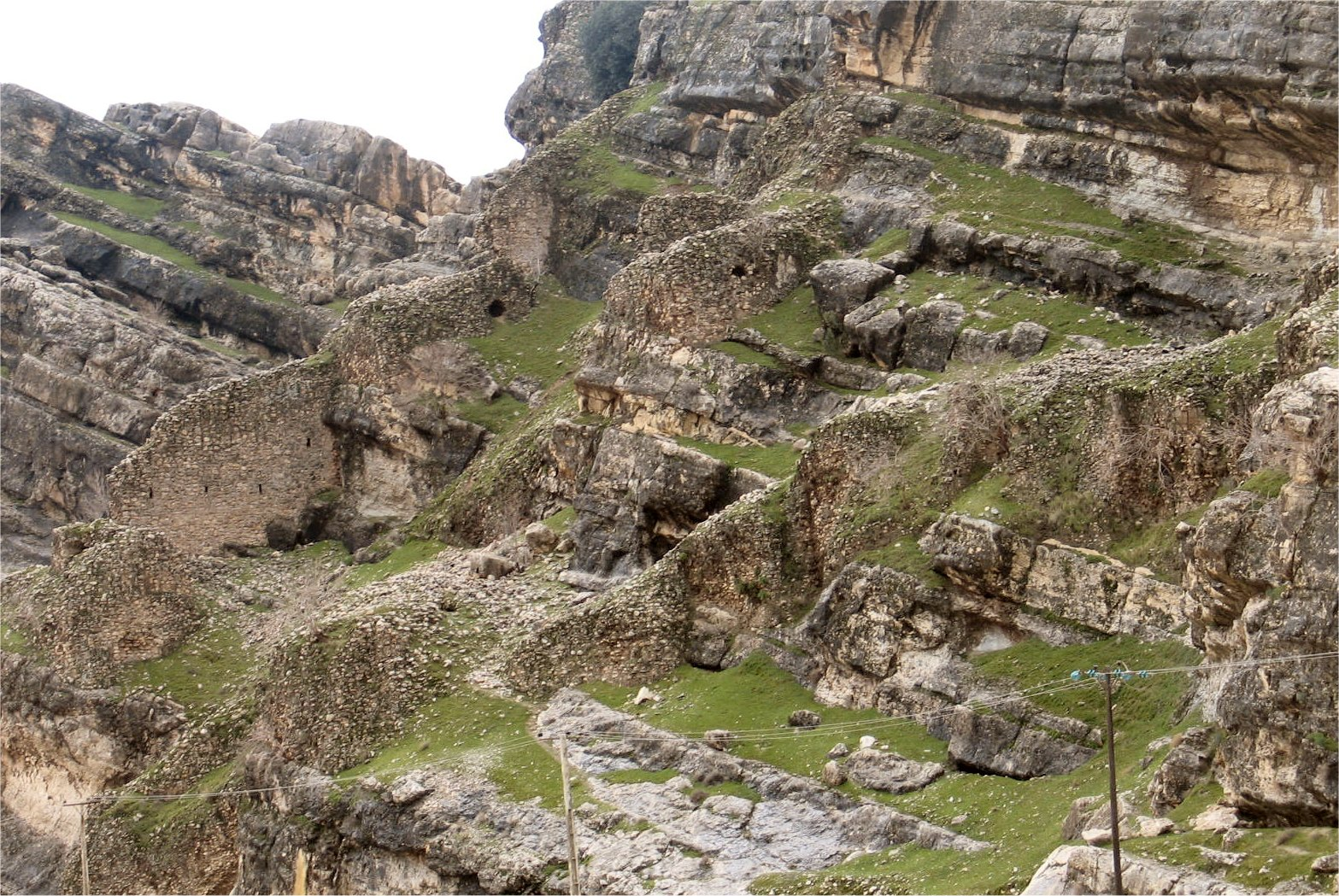
قلعه دختر بیشاپور
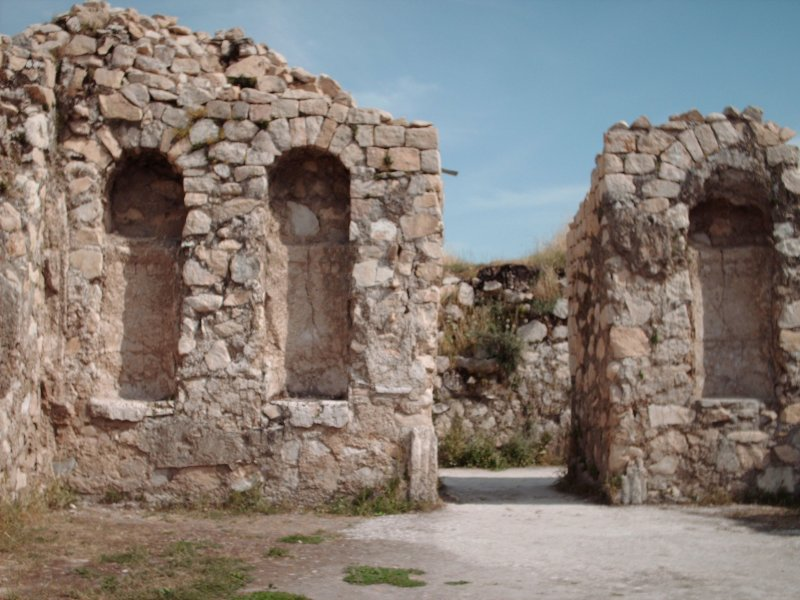
دیوارهای بیشاپور
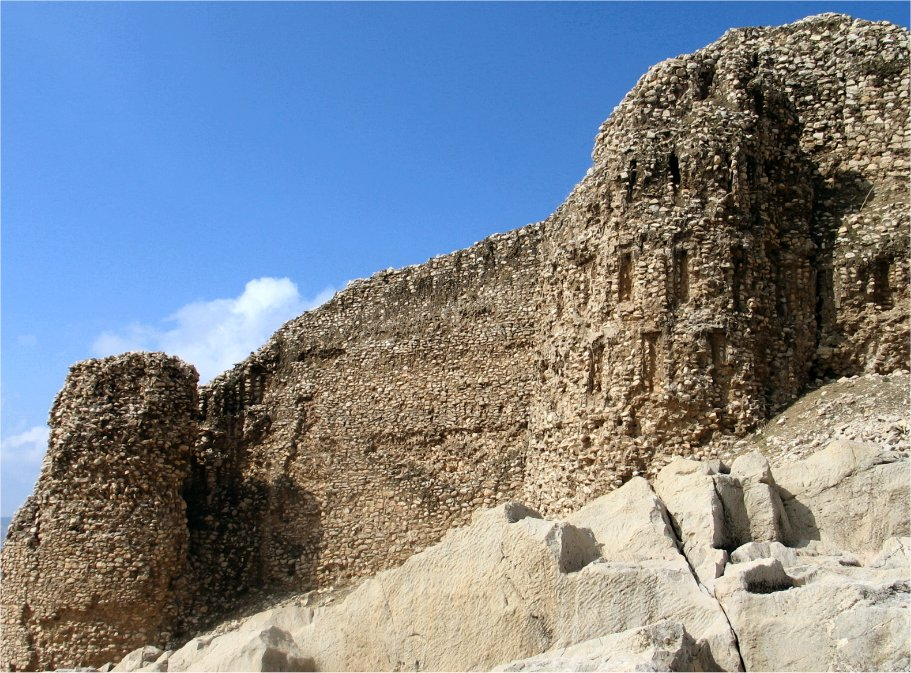
قلعه دختر بیشاپور
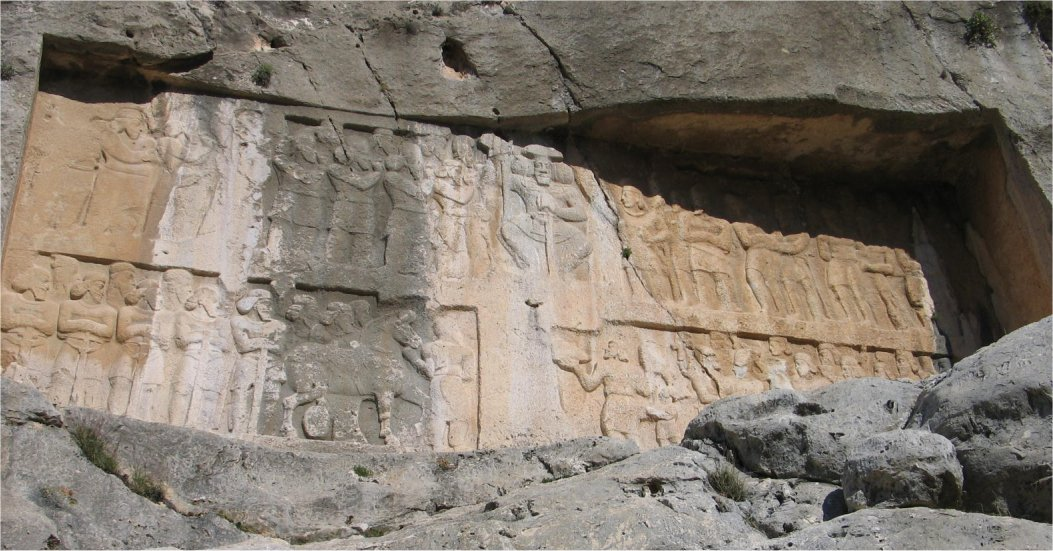
نقش برجسته ساسانی بیشاپور
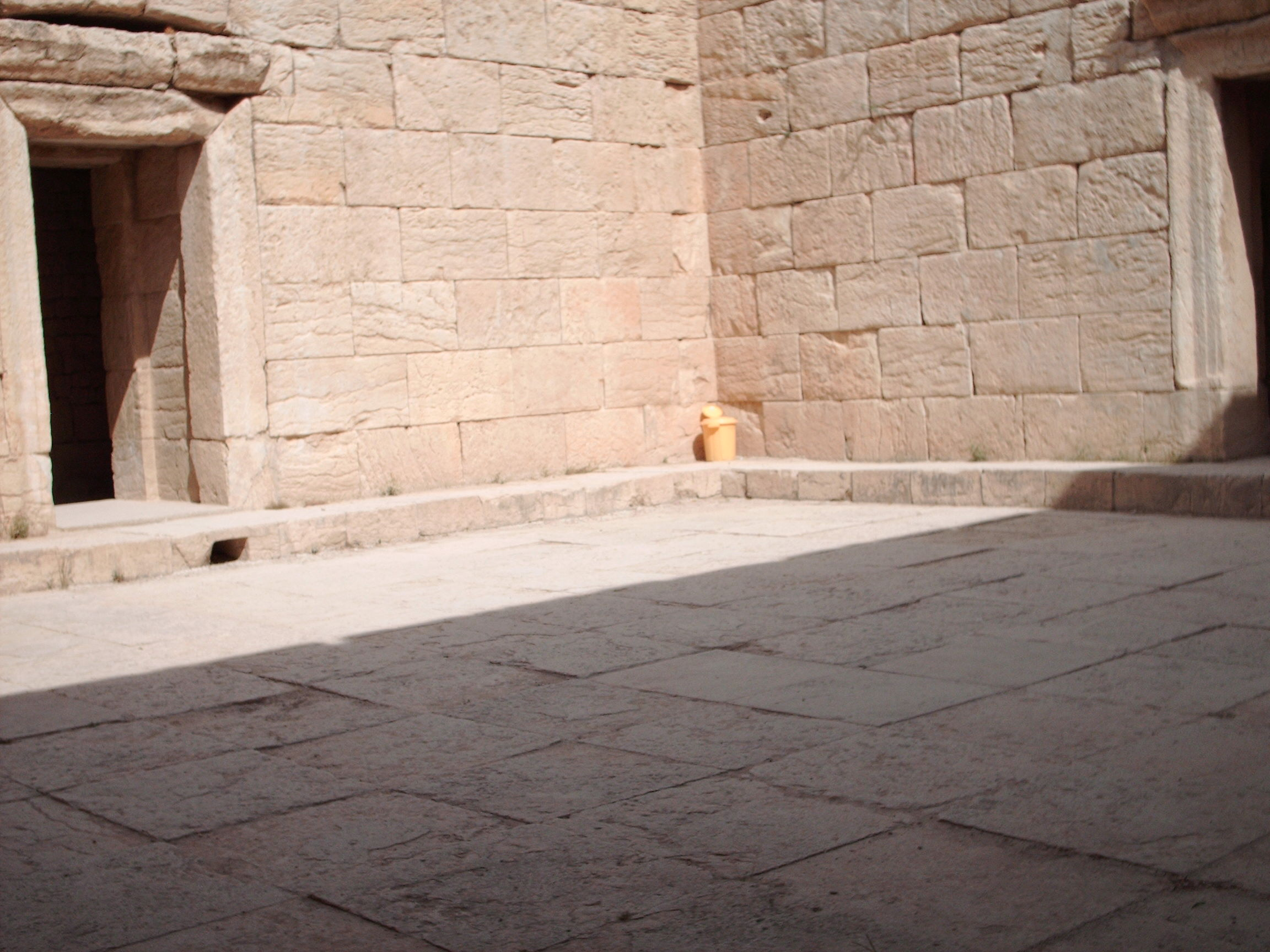
معبد آناهیتای بیشاپور
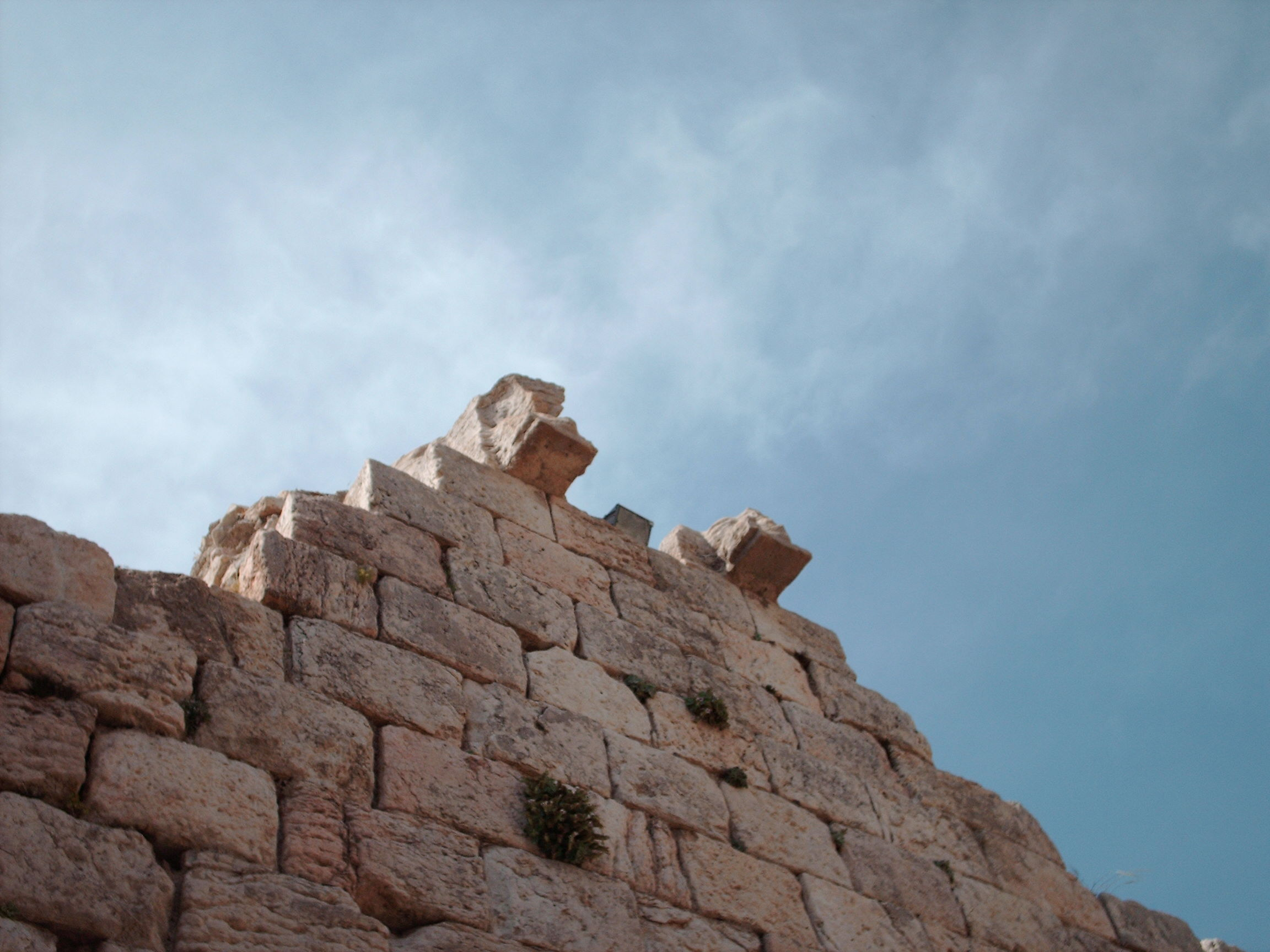
معبد آناهیتای بیشاپور
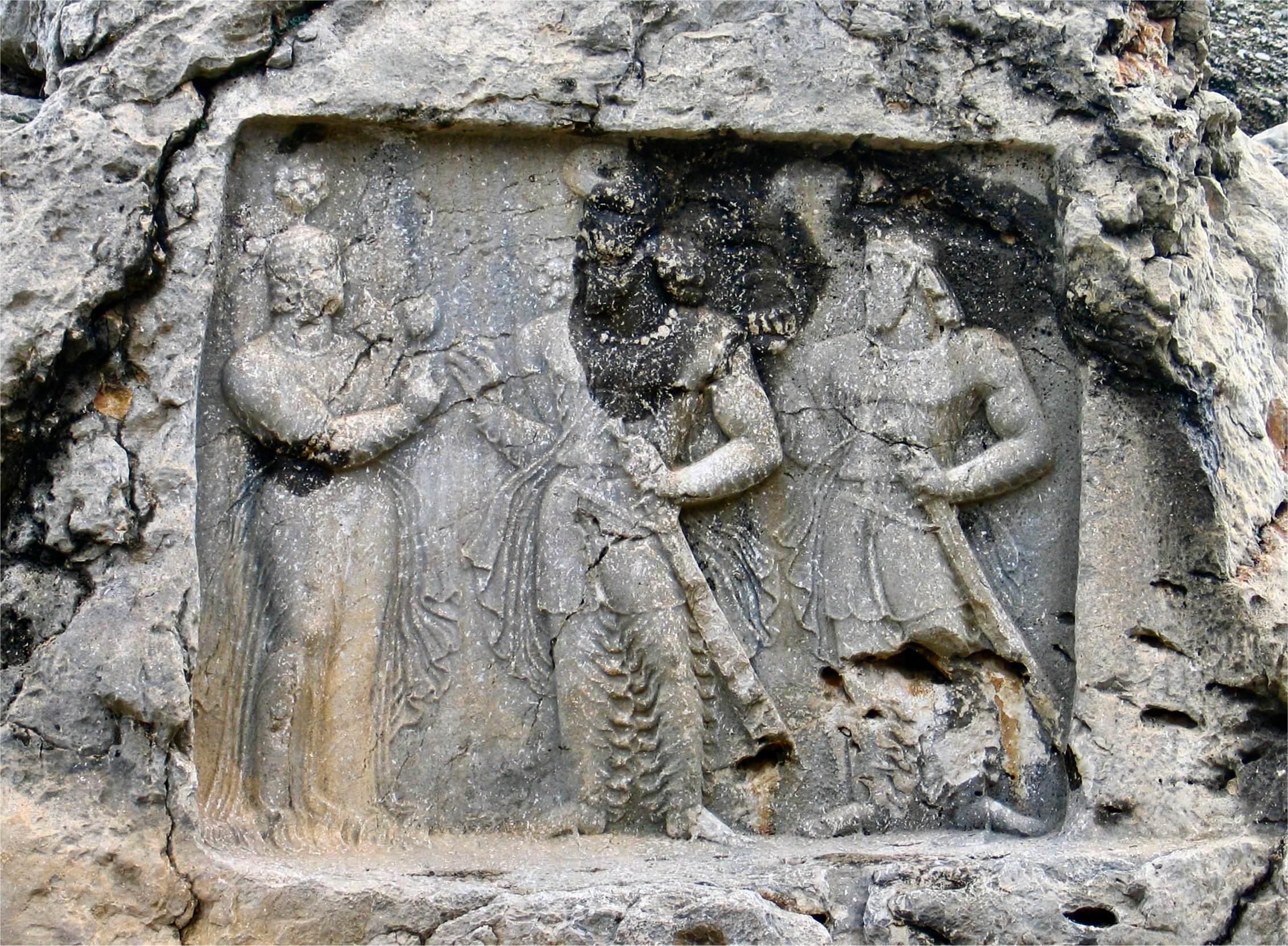
سر آب قندیل
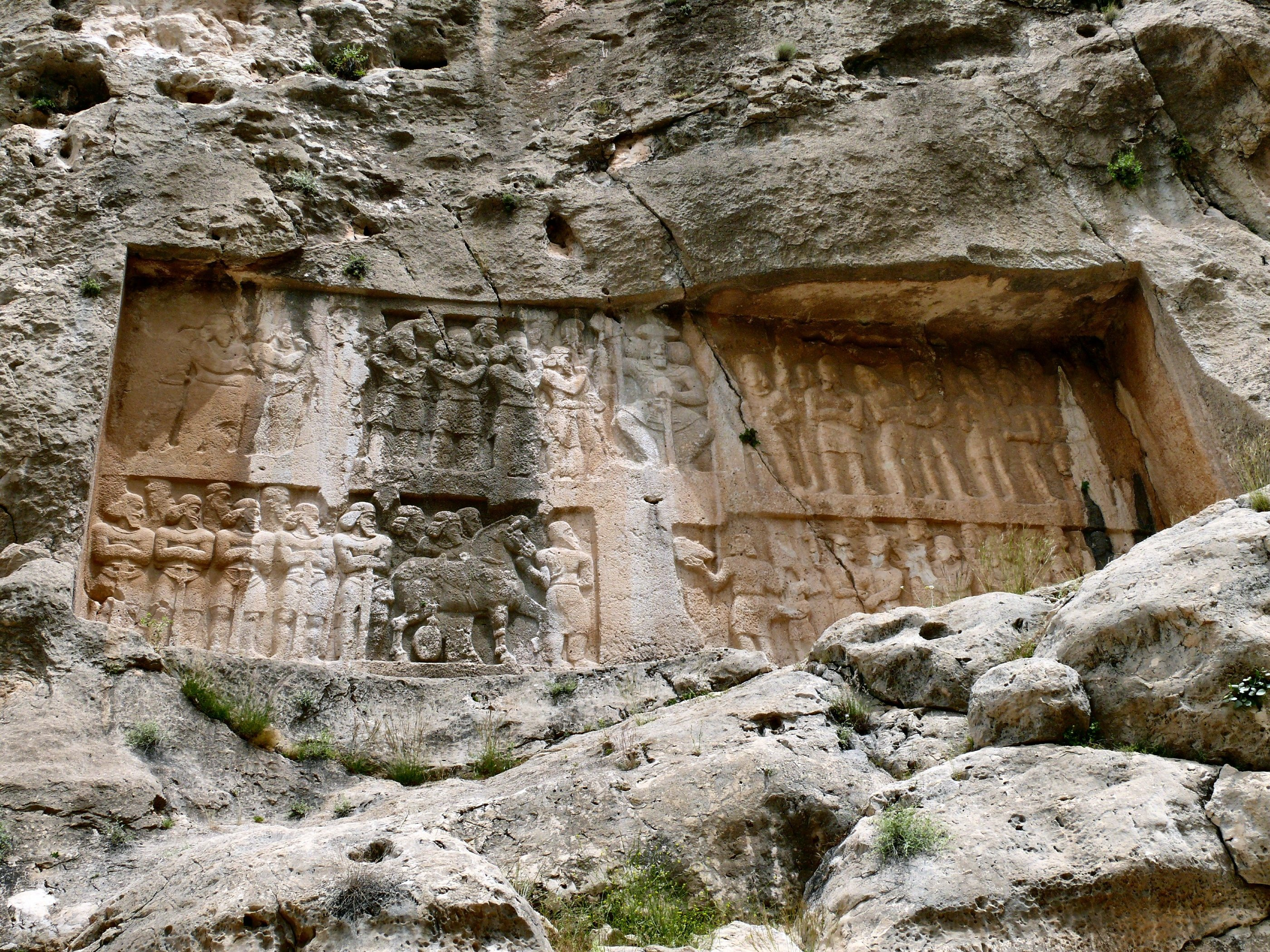
پیروزی بهرام چهارم در بیشابور
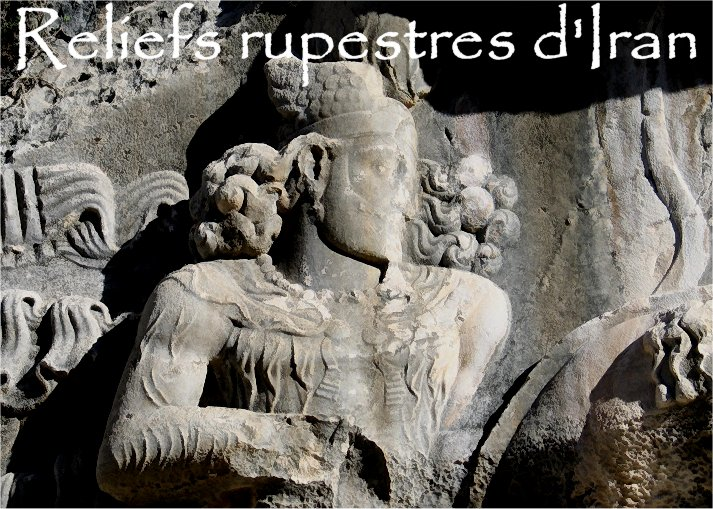
بهرام دوم در بیشابور
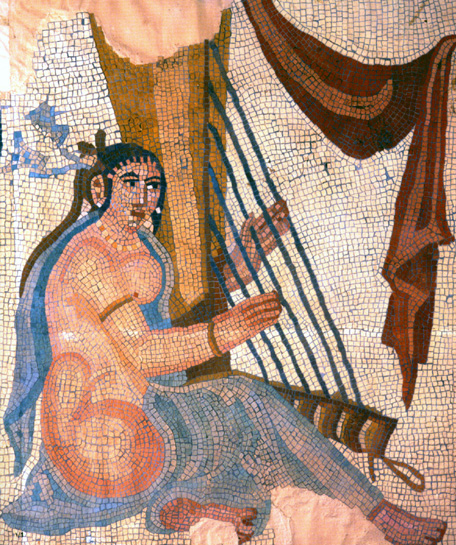
تصویر زنی در بیشابور (موزه لوور)
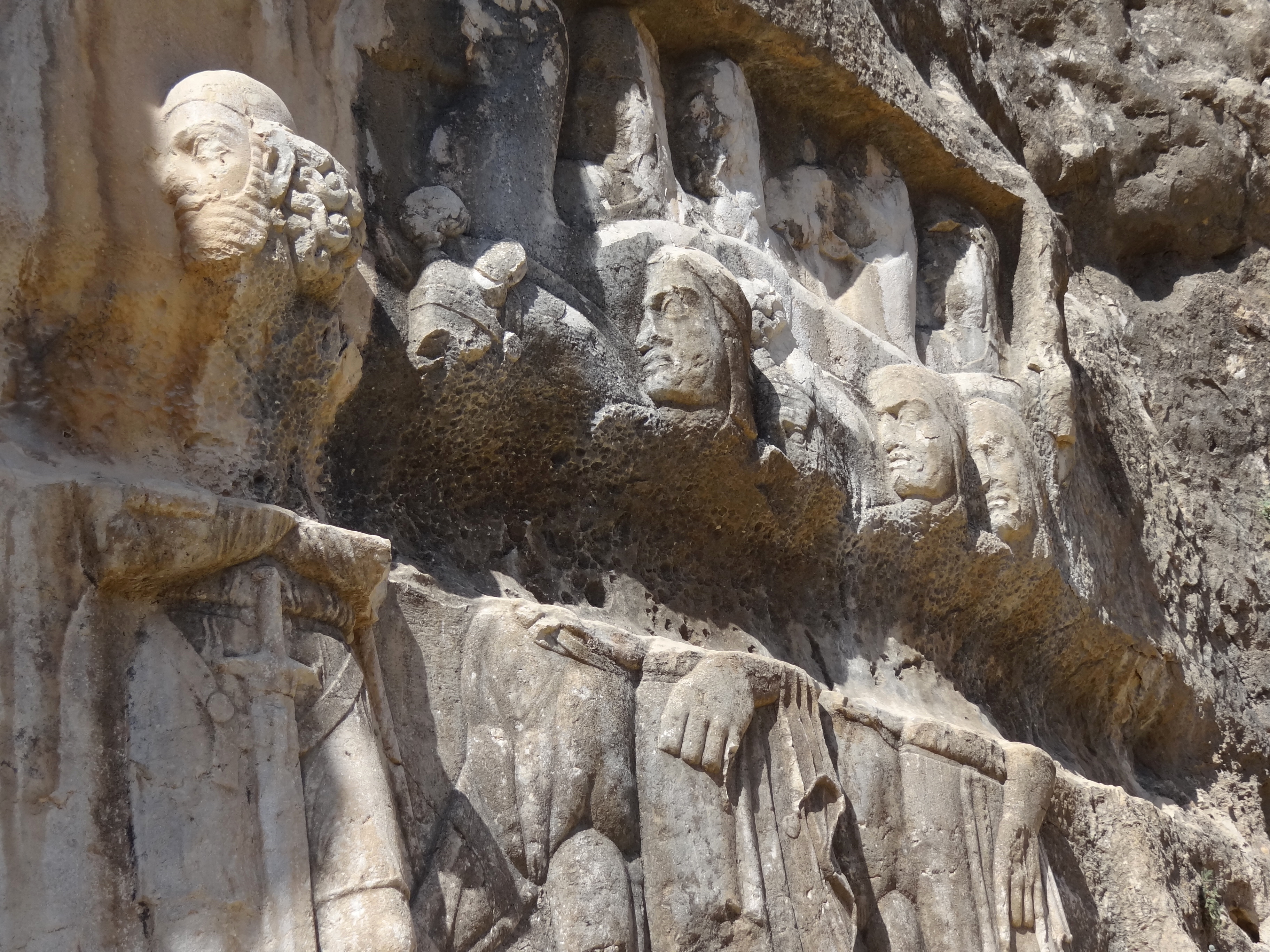
سنگتراشی‌های ساسانی
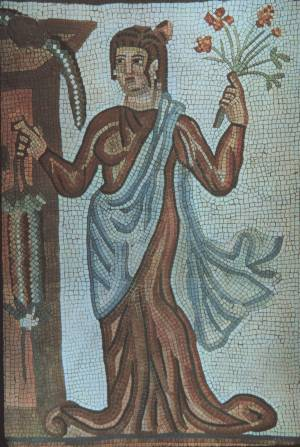
موزائیکی در بیشابور
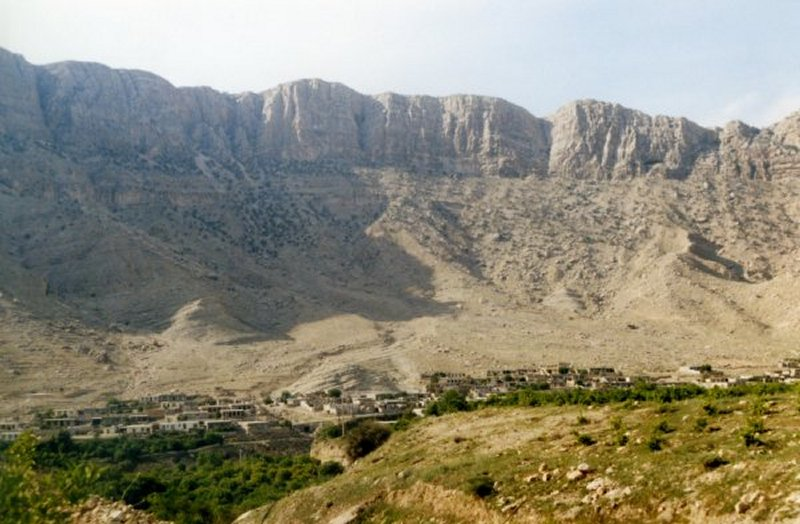
اطراف بیشاپور
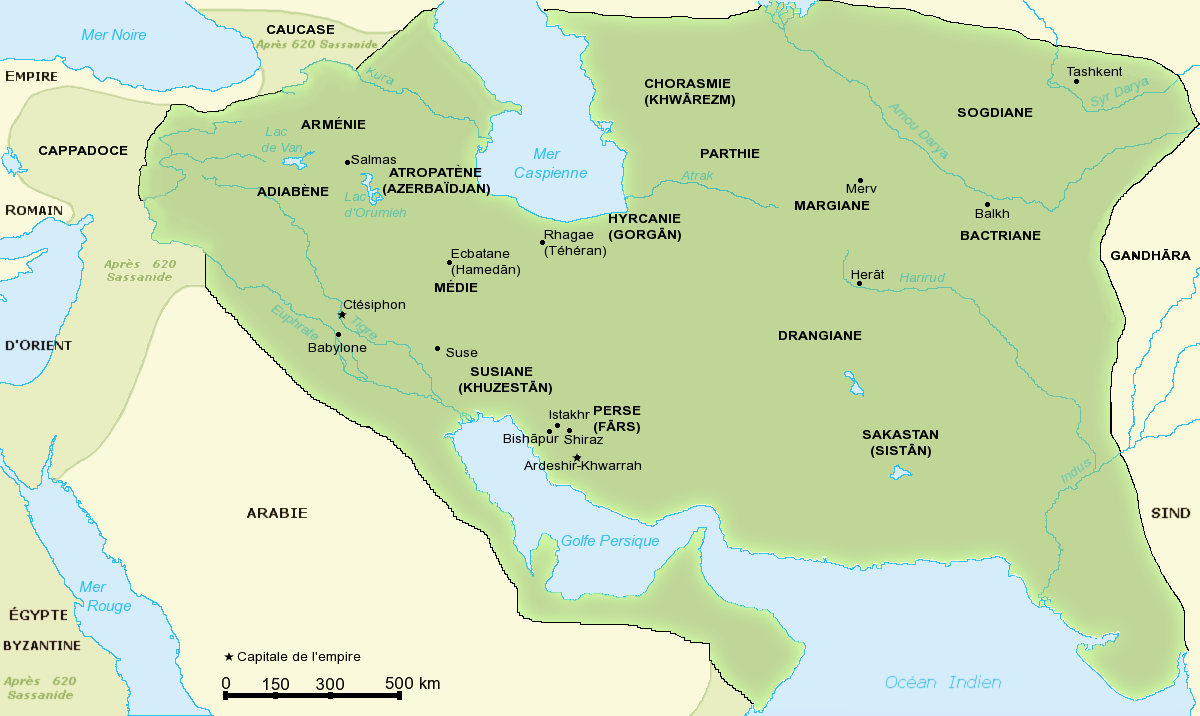
بیشاپور در نقشه